# Sicilia
Sicilia (AFI: IPA/siˈʧilja/; Sicilia en lengua siciliana, Səcəlia en galoitálico de Sicilia, Siçillja en arbëresh dialecto del idioma albanés, Σικελία en griego moderno) es una de las veinte regiones de Italia que conforman la República Italiana. Aquí se encuentran dos de las mayores ciudades italianas, Palermo (capital regional) y Catania, y tiene una población de alrededor de 5 000 000 de habitantes (tenía una población de 5 088 889 habitantes en 2013). Es la cuarta región más poblada del país —tras Lombardía, Lacio y Campania— y con 25 833 km², la más extensa. Es además la isla mayor y más poblada del Mediterráneo. Es una de las cinco regiones con estatuto especial del país.
Separada de la península itálica por el estrecho de Mesina, forma parte de la llamada Italia insular. Es la isla de mayor tamaño del Mediterráneo y la séptima isla más grande de Europa. Forman parte de la región también varias islas más pequeñas: los archipiélagos de las islas Eolias al nordeste, las islas Egadas al oeste, las islas Pelagias al suroeste, y las islas de Pantelaria al sur y Ustica al noroeste.
La isla es considerada un importante destino turístico de Europa, cuyos orígenes pueden retrotraerse al siglo XVIII, cuando la popularización que le supuso el Viaje a Italia de Goethe la convirtió en una etapa obligada del Grand Tour, el viaje educativo y de ocio que los jóvenes aristócratas europeos, en buena parte británicos, realizaban como culminación de sus estudios antes de ingresar en la edad adulta. La universidad más antigua de la isla es la de Catania, fundada en 1434 por el rey Alfonso V de Aragón. En Catania se encuentra también el principal aeropuerto de la isla, el de Fontanarossa.

## Etimología
En latín, esta isla de forma triangular ubicada al sur de Italia se llamaba Trinacria (triangular). Sin embargo, el nombre se debe a que anteriormente los griegos la llamaban Sikelia, debido a que la tribu nativa eran los sículos (Σικελοί /sikeloi/ en griego).

## Historia
La isla de Sicilia ha estado habitada desde la Prehistoria. De la época del Paleolítico quedan restos en el litoral septentrional (Trápani), y del neolítico en lugares como Termini Imerese. En el III milenio a. C. los sicanos, de cultura neolítica, habitaron la isla. Los sículos, que dominaban ya el cobre, se asentaron a mediados del II milenio a. C.

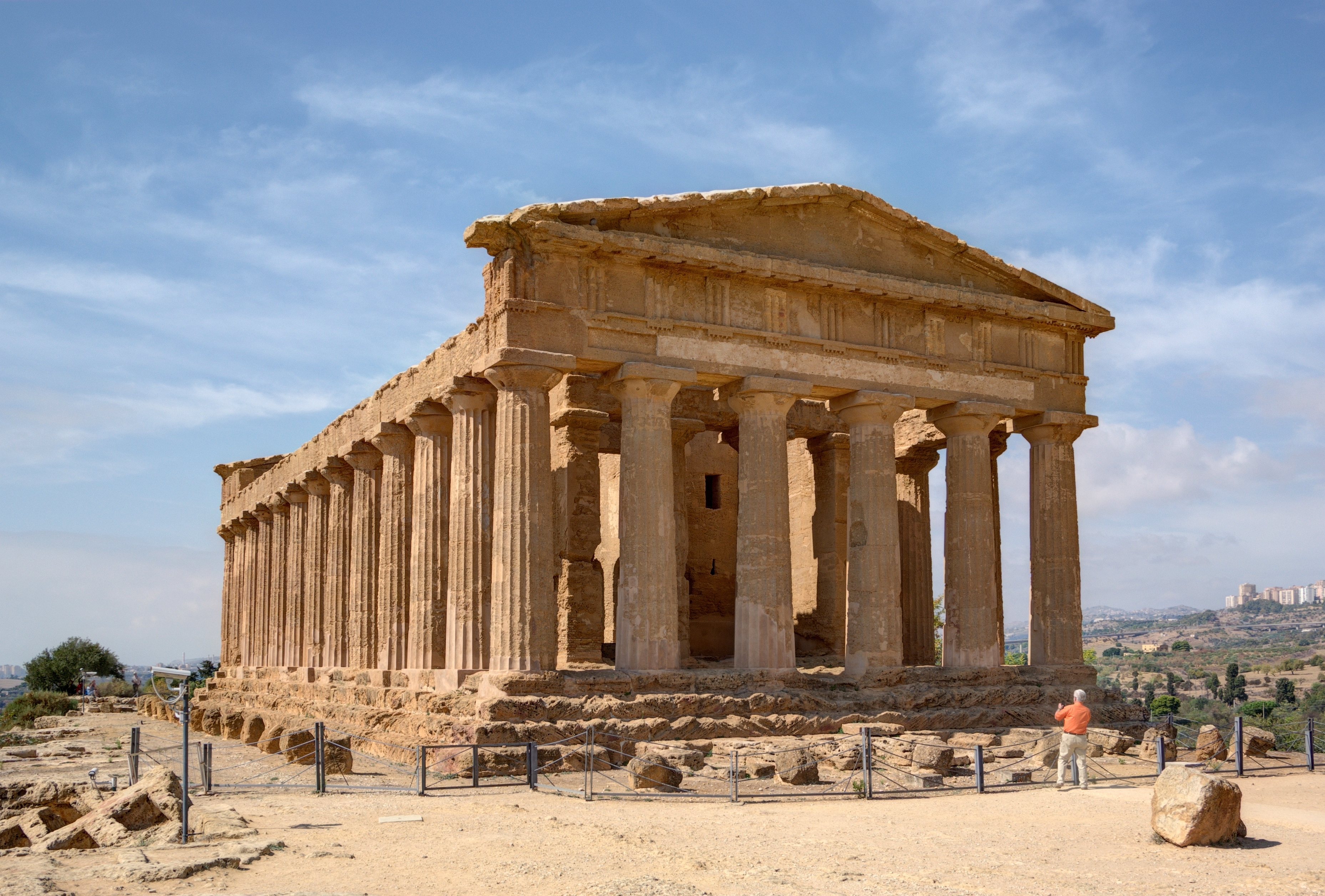
Templo de la Concordia, Agrigento.

En la época de las colonizaciones antiguas, Sicilia había sido ocupada por los fenicios hacia el siglo IX a. C.. En el siglo siguiente, fue colonizada por los griegos, que fundaron varias ciudades de importancia. La principal fue Siracusa (733 a. C.), y también Catania (siglo VIII a. C.). En el siglo V a. C. empezó la penetración cartaginesa en la isla. Los tiranos de Siracusa, como Dionisio el Viejo, Dionisio el Joven o Dion, y el déspota benévolo Timoleón convirtieron a Sicilia en un próspero imperio propio, hasta el punto de que Siracusa llegó a ser una de las ciudades más importantes de toda Grecia.
Durante la primera guerra púnica, los romanos conquistaron toda Sicilia, salvo Siracusa, que consiguió mantenerse independiente (241 a. C.). Sin embargo, durante la segunda guerra púnica, Sicilia se alió con Cartago, por lo que los romanos la conquistaron militarmente en 212 a. C., pese a los intentos del famoso inventor Arquímedes por defenderla, que murió en la toma de la ciudad. Después de la conquista, Sicilia fue reducida a provincia romana.
Con la caída del Imperio romano, una serie de pueblos germánicos se sucedieron en la isla: primero la ocuparon y saquearon los vándalos (439-468), luego los hérulos (476) y finalmente los ostrogodos (491). En 535, desembarcó en ella el general Belisario, comandante de las tropas bizantinas, quien la incorporó al Imperio bizantino. Sicilia fue bizantina durante cuatro siglos. A partir del siglo VIII, los sarracenos del norte de África iniciaron ataques cada vez más fuertes sobre Sicilia, conquistando y fundando en la isla el emirato de Sicilia entre los años 827 y 902.
En la segunda mitad del siglo XI, concretamente a partir de 1061, Sicilia fue conquistada por los normandos dirigidos por Roberto Guiscardo y su hermano Roger. Roberto Guiscardo expulsó a los bizantinos del sur de Italia, mientras su hermano Roger recibió del papa el título de conde de Sicilia. Más adelante, en 1130, Roger II consiguió unificar el sur de Italia y la isla de Sicilia obteniendo del Papa el título de rey, base de lo que después se conocerá como el Reino de las Dos Sicilias. En 1194, el emperador Enrique VI, tras un primer intento fallido en 1191, logró el trono de Sicilia tras conquistarla, reclamando la corona como herencia de su esposa, Constanza I de Sicilia. El reino formó parte de los dominios de los Hohenstaufen hasta que Manfredo fue derrotado en 1266 en la batalla de Benevento, con lo que todo el reino de Sicilia pasó a manos de los angevinos, en la persona de Carlos, conde de Anjou.

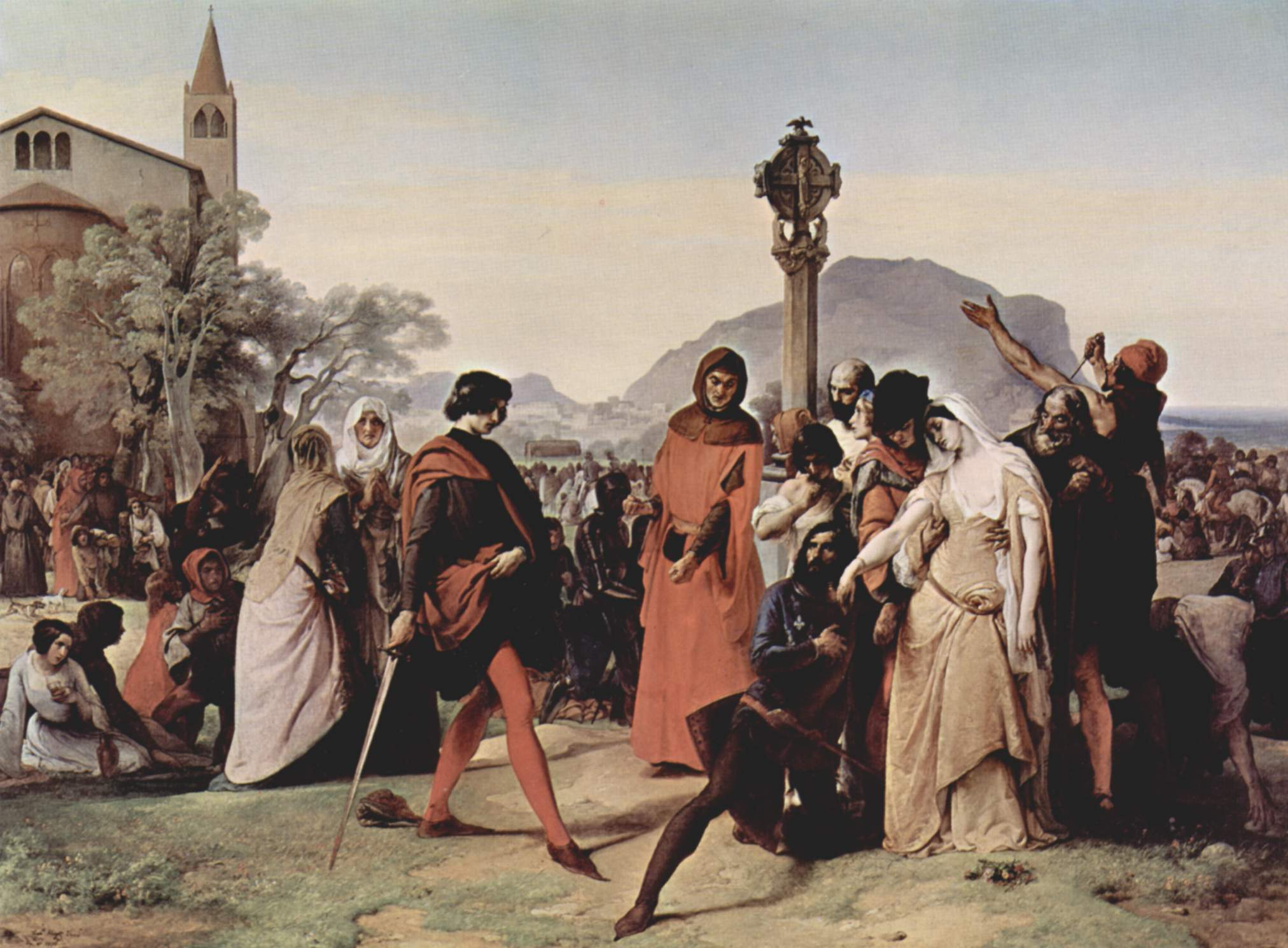
Vísperas sicilianas (1282)

Las Vísperas sicilianas en 1282 provocaron la división del reino y acabaron con el reinado de Carlos de Anjou, sustituido por la influencia de la Corona de Aragón. La Sicilia insular quedó bajo dominio de Pedro el Grande, rey de Aragón, y la Sicilia continental formará el Reino de Nápoles bajo dominio angevino. A la muerte de Pedro, Sicilia pasó a su hijo Jaime. Cuando Jaime fue llamado al trono aragonés, a la muerte de su hermano Alfonso III, la isla quedó nuevamente unida a Aragón. No obstante, por el tratado de Anagni se devolvía Sicilia a los angevinos a cambio de quedar con Cerdeña. Los sicilianos, descontentos con esta perspectiva, eligieron rey a Federico, hijo menor del rey Pedro y que era lugarteniente general del reino. En agosto de 1302 se firmó el Tratado de Caltabellotta, por el que Federico fue reconocido como rey de Trinacria (en esa época no se utilizaba el nombre de Sicilia ). Así la isla quedaba en poder de una rama secundaria de la familia real aragonesa. Federico III, rey de Sicilia, casó a su hija María con Martín el Joven, hijo del aragonés Martín I. Como consecuencia, a la muerte sin sucesión legítima de Martín el Joven, en 1409 Martín el Humano se coronó rey de Sicilia, reuniéndose de nuevo Sicilia y la Corona de Aragón. A ello se añadió, en 1442, la conquista de Nápoles por parte del rey Alfonso V el Magnánimo. No obstante, al morir Alfonso V (1458) Nápoles se independizó y Sicilia siguió unida a Aragón. Fernando II el Católico recuperó Nápoles en 1504, pero mantuvo dos virreinatos diferentes, uno para Sicilia y otro para Nápoles.

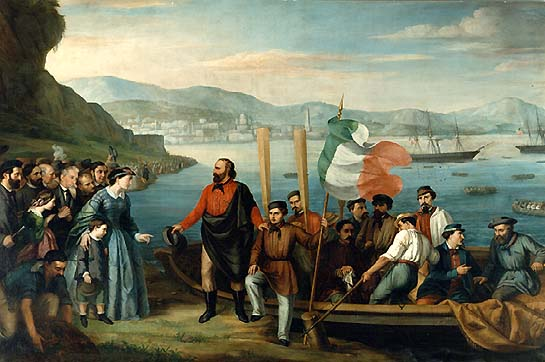
La Expedición de los Mil. La partenza da Quarto (c. 1860).

La situación de Sicilia como un virreinato más de la Corona de Aragón continuó hasta 1713. Con ocasión de la guerra de Sucesión española, se entregó la isla al duque de Saboya, Víctor Amadeo II, a título de rey. No obstante, en 1720 cambió Sicilia por Cerdeña, y la isla quedó en manos del emperador austriaco, Carlos VI. Sin embargo, por el tratado de Viena Sicilia y Nápoles fueron entregadas a Carlos de Borbón, hijo de Felipe V de España, introduciendo así la dinastía Borbón en la isla. Cuando Carlos asumió el título de rey de España, dejó ambos reinos a su hijo Fernando, que asumió el trono de las Dos Sicilias.
En 1860, como parte del Risorgimento, la expedición de los Mil liderada por Giuseppe Garibaldi desembarcó en Sicilia y en el collado de Pianto romano, cerca de Calatafimi, derrotó el 15 de mayo a los borbones. La marcha de Garibaldi fue finalmente completada con el asedio de Gaeta, donde se expulsó a la última resistencia borbónica y Garibaldi anunció su dictadura en nombre de Víctor Manuel II. Sicilia se convirtió entonces en parte del reino de Italia (1861).
Desde entonces, la historia siciliana ha estado estrechamente vinculada a la de Italia. Ocupada por los nazis durante la Segunda Guerra Mundial, fue elegida por los Aliados para atacar Europa, en la operación generalmente conocida como desembarco de Sicilia, en 1943. Italia se convirtió en República en 1946 y como parte de la Constitución de Italia, Sicilia se constituyó como una de las cinco regiones con estatuto especial.

## Geografía

Mapa físico de Sicilia

Sicilia es una isla perteneciente a Italia. Los 3 km del estrecho de Mesina la separan de la península itálica. Queda a 140 km de Túnez, en el norte de África, del que la separa el canal de Sicilia. El mar Tirreno baña el litoral norte. Geológicamente pertenece a la misma placa tectónica que la península italiana, y orográficamente es una región de los Apeninos como muchas otras italianas.
La región homónima comprende también diversas islas menores, como el archipiélago de las siete Eolias o Lípari y Ustica al norte, el de las tres Egadas al oeste y, al sur, las islas de Pantelaria, Lampedusa, Linosa y otras menores. Geográficamente, el archipiélago de Malta es parte integrante de Sicilia. Malta ha estado unida a Sicilia, incluso políticamente, hasta el año 1798, en que fue ocupada durante casi dos años por Napoleón. Las islas Pelagias, integradas en la provincia de Agrigento están, en cambio, geográficamente unidas a Túnez.

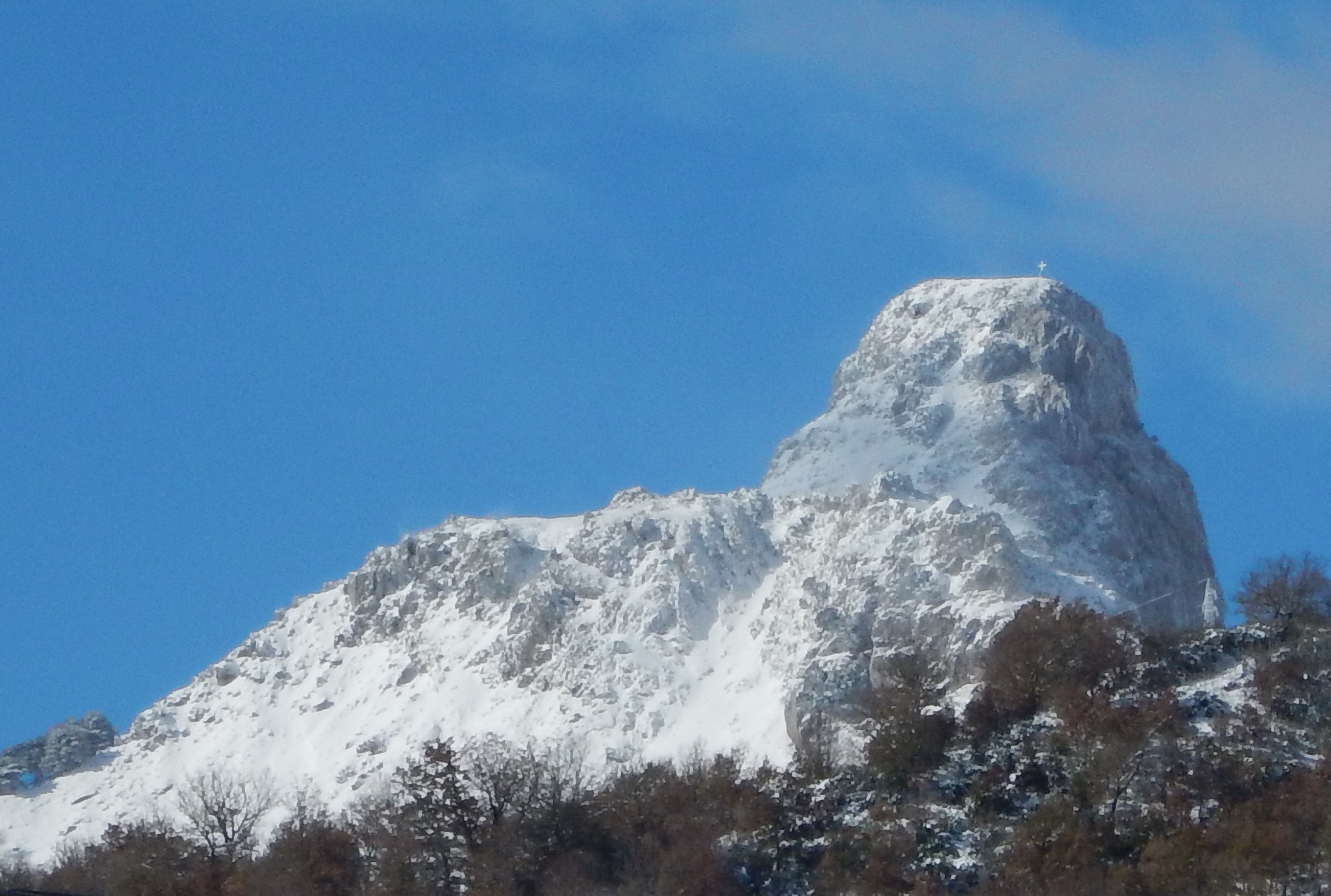
La Rocca Salvatesta desde Fondachelli-Fantina, montes Peloritanos

En términos generales, el relieve de la isla es montañoso. En particular en el norte, con una prolongación de los Apeninos que forma los llamados Apeninos sículos: montes de Palermo, montes de Trápani, Nebrodi, Madonia y Peloritani. En el sudeste se encuentran los montes Ibleos. El centro y el sur están compuestos por colinas. Existen algunas llanuras, como la de Catania y la llamada Conca d'Oro en la que se encuentra Palermo. En el centro están los montes Erei, sobre los que se alza, a 948 m sobre el nivel del mar, la ciudad de Enna. Al oeste se alzan otros montes de altura variable, como los Sicanos, que culminan en Rocca Busambra (1613 m) y Monte Cammarata (1578 m).

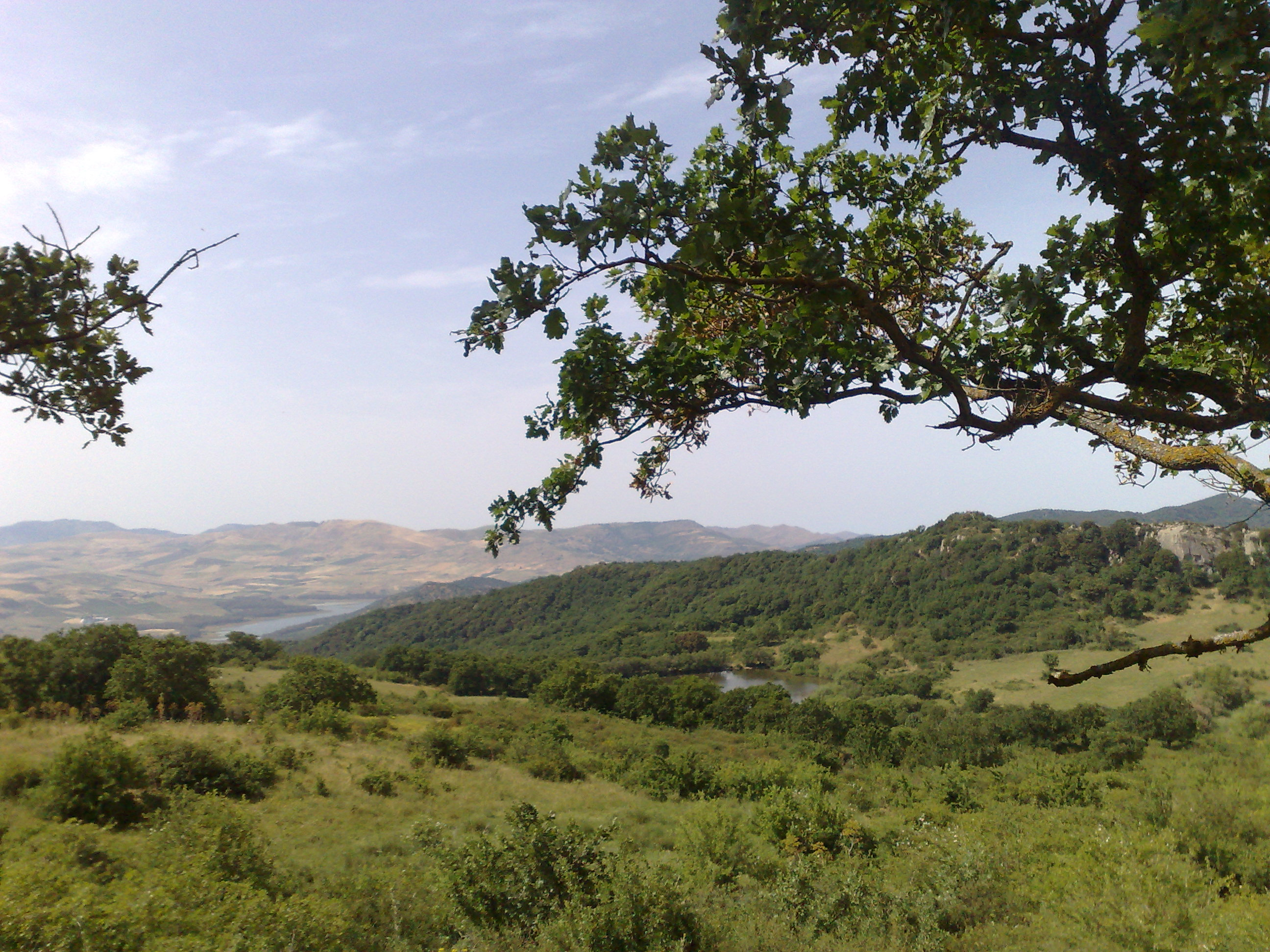
Paisaje del interior de la isla

Ubicada en el encuentro entre la placa euroasiática y la placa africana, la isla es célebre por el volcán activo cerca de Catania, el Etna, el punto más alto de la isla con sus 3357 m sobre el nivel del mar. Al noreste, dentro de las islas Eolias existen otros volcanes: el Estrómboli y el Vulcano, que se encuentran activos. Una característica geológica peculiar en la isla es la actividad volcánica sedimentaria que se observa en varios de los sitios de Agrigento o Caltanissetta. Sicilia está igualmente expuesta a terremotos, como el de Mesina del año 1908 o el del valle del río Belice en 1968.
La red hidrográfica está constituida por ríos numerosos pero cortos y de poco caudal. La mayor parte fluye desde el centro hacia el sur. El río Salso (144 km) recorre Enna y Caltanissetta antes de desembocar en el mar Mediterráneo por el puerto de Licata. Al este se encuentran el Alcantara (52 km) en la provincia de Mesina, que desemboca por Giardini Naxos; y el Simeto (113 km) que desemboca en el mar Jónico al sur de Catania. Otros ríos importantes en la isla están en el sudoeste: Belice (107 km) y Platani (103 km).

### Clima

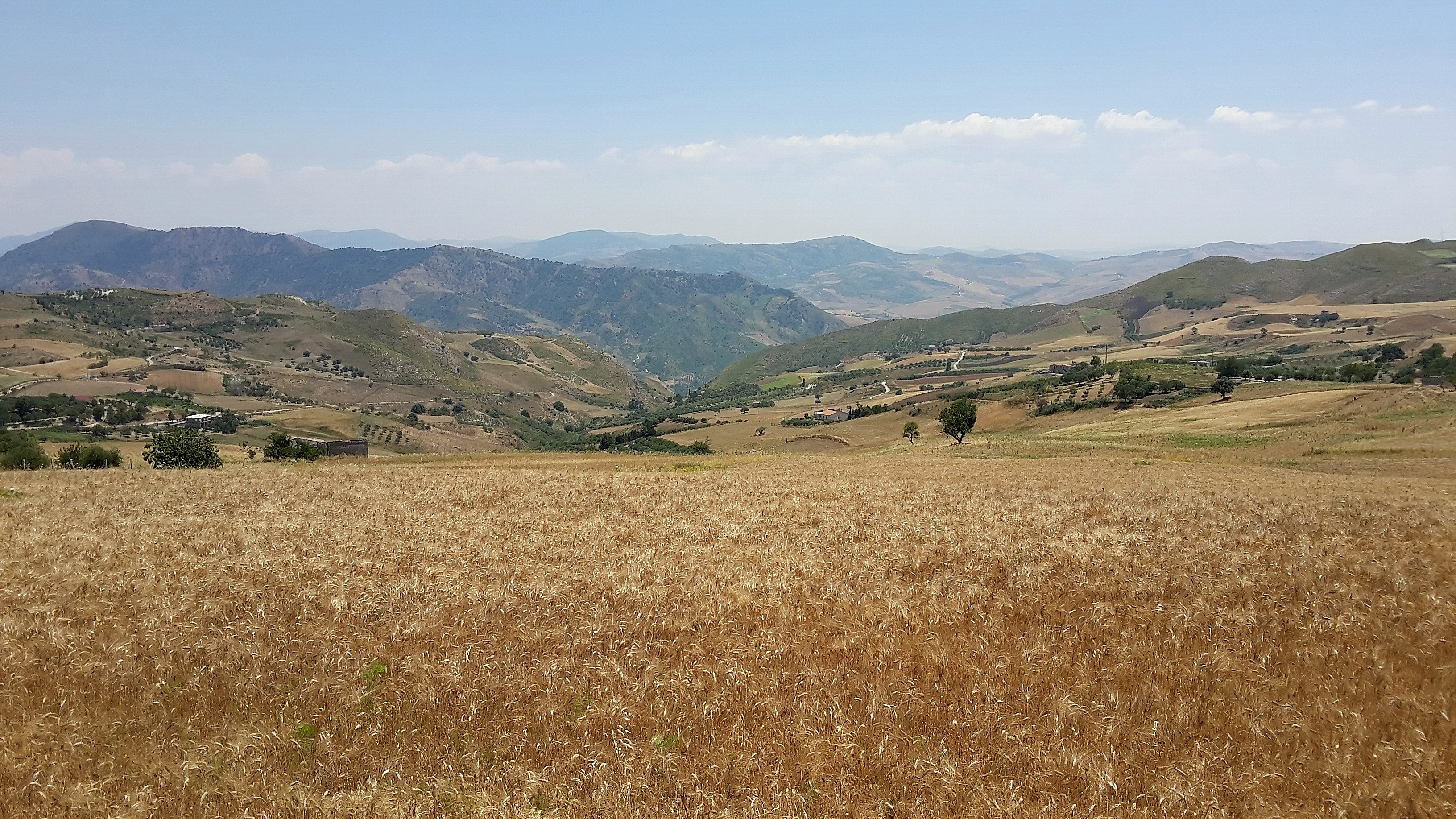
Paisaje veraniego

La isla se beneficia de un clima mediterráneo, con inviernos suaves y húmedos y veranos muy cálidos y áridos. En la primavera el paisaje es verde y florido, los veranos son amarillentos y sin flores. La aridez es marcada en el sur. La afecta directamente el siroco, que llega de África y genera repentinos cambios de temperatura. Las precipitaciones son escasas.
Sicilia sufre de un déficit de agua crónico, ocasionando regularmente cortes de suministro. Esto no impide que la agricultura sea uno de sus principales recursos económicos. La nieve cae abundante por encima de 900-1000 metros, pero si hay ola de frío puede nevar también en las colinas e incluso por las ciudades costeras (este último fenómeno es más común en Mesina). Las montañas del interior, especialmente las de Nebrodi, Madonie y el Etna, tienen un clima propio de los Apeninos, con nevadas durante el invierno.
En esta tabla se resumen los datos registrados de tres estaciones meteorológicas ejemplificadoras presentes en Sicilia:
| Estación meteorológica | Altitud (msnm) | Temperatura media anual (°C) | Temperatura media estival (°C) | Temperatura media invernal (°C) | Precipitaciones anuales (mm) | Días de lluvia anual |
| Enna                   | 964            | 15,6                         | 28,4                           | 4                               | 358                          | 69                   |
| Messina                | 54             | 18,2                         | 30,5                           | 11,5                            | 709                          | 109                  |
| Trapani-Birgi          | 14             | 18,9                         | 30,5                           | 9,7                             | 446                          | 88                   |

### Hidrografía

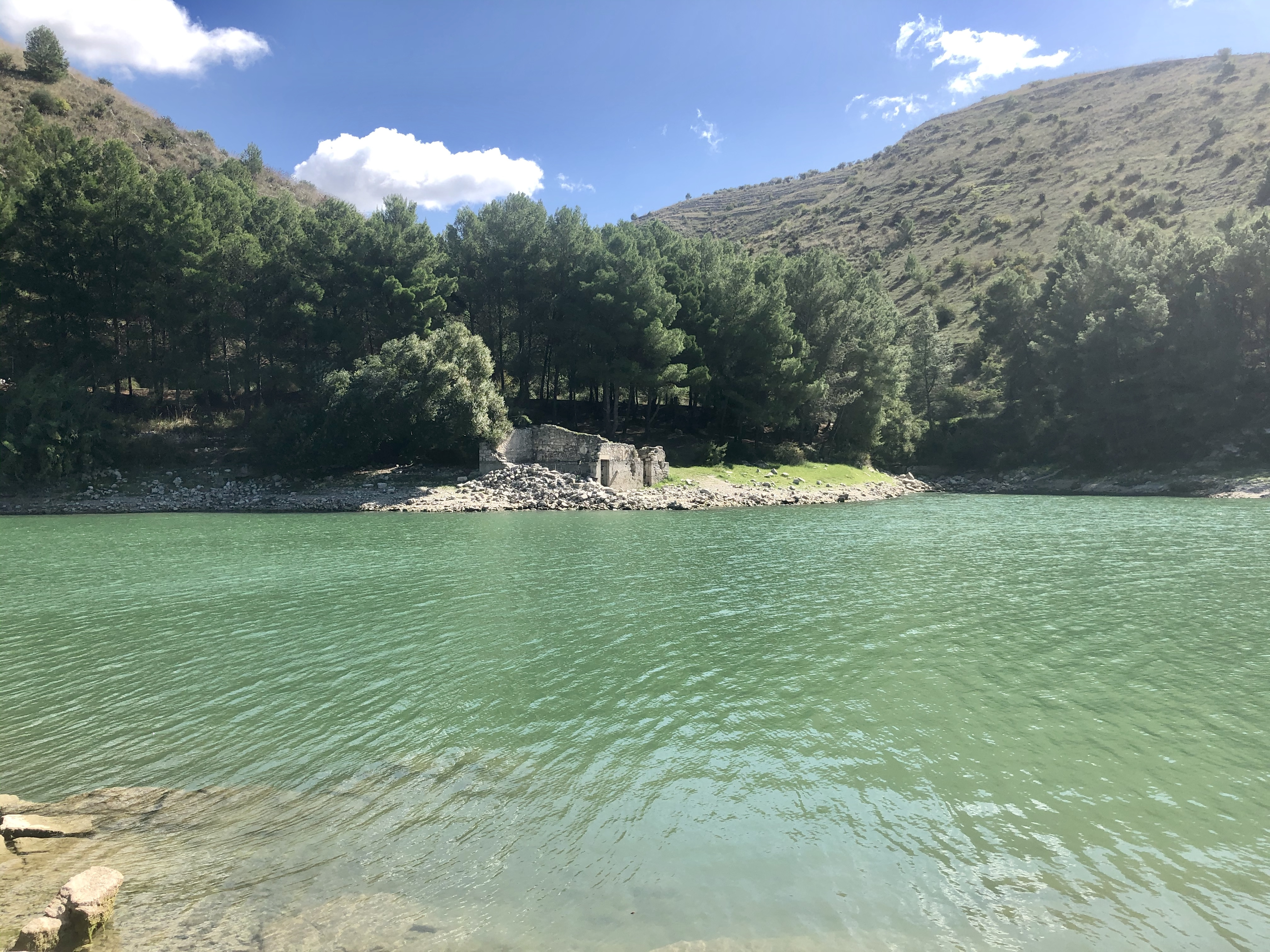
Lago Santa Rosalía

Los ríos sicilianos son todos de caudal y extensión limitados. Los de los Apeninos, al norte, se denominan fiumare, y son de carácter torrencial, ya que en verano están casi perpetuamente secos. Los únicos cursos de agua que alcanzan un tamaño apreciable son el Imera Meridionale, el más largo de la isla, y el Simeto, el de mayor cuenca hidrográfica. En el mar Jónico desembocan el Simeto, el Alcantara, el Agrò, el Ciane y el Anapo; en el mar Tirreno, el Imera Settentrionale y el Torto; y en el Canal de Sicilia, el Platani, el Imera Meridionale (o Salso), el Irminio y el Belice.
En cuanto a los lagos naturales, salvo el lago Pergusa y el lago semiartificial Biviere di Lentini, Sicilia carece prácticamente de ellos. El lago de Pergusa, de origen tectónico, es famoso por los antiguos mitos y leyendas sobre él y la fauna y flora que lo rodean; a su alrededor discurre un circuito de carreras, en el pasado sede de un Gran Premio de Fórmula 3000. El lago corre el riesgo de secarse, al carecer de afluentes, debido a la constante extracción de agua para uso civil.
La construcción de presas ha creado grandes embalses artificiales, como el lago Ancipa y el lago Pozzillo (el mayor de la isla). También cabe mencionar el lago Arancio, el lago Disueri, el lago Piana degli Albanesi, el lago Ogliastro, el lago Trinità y el lago Santa Rosalía.

### Islas

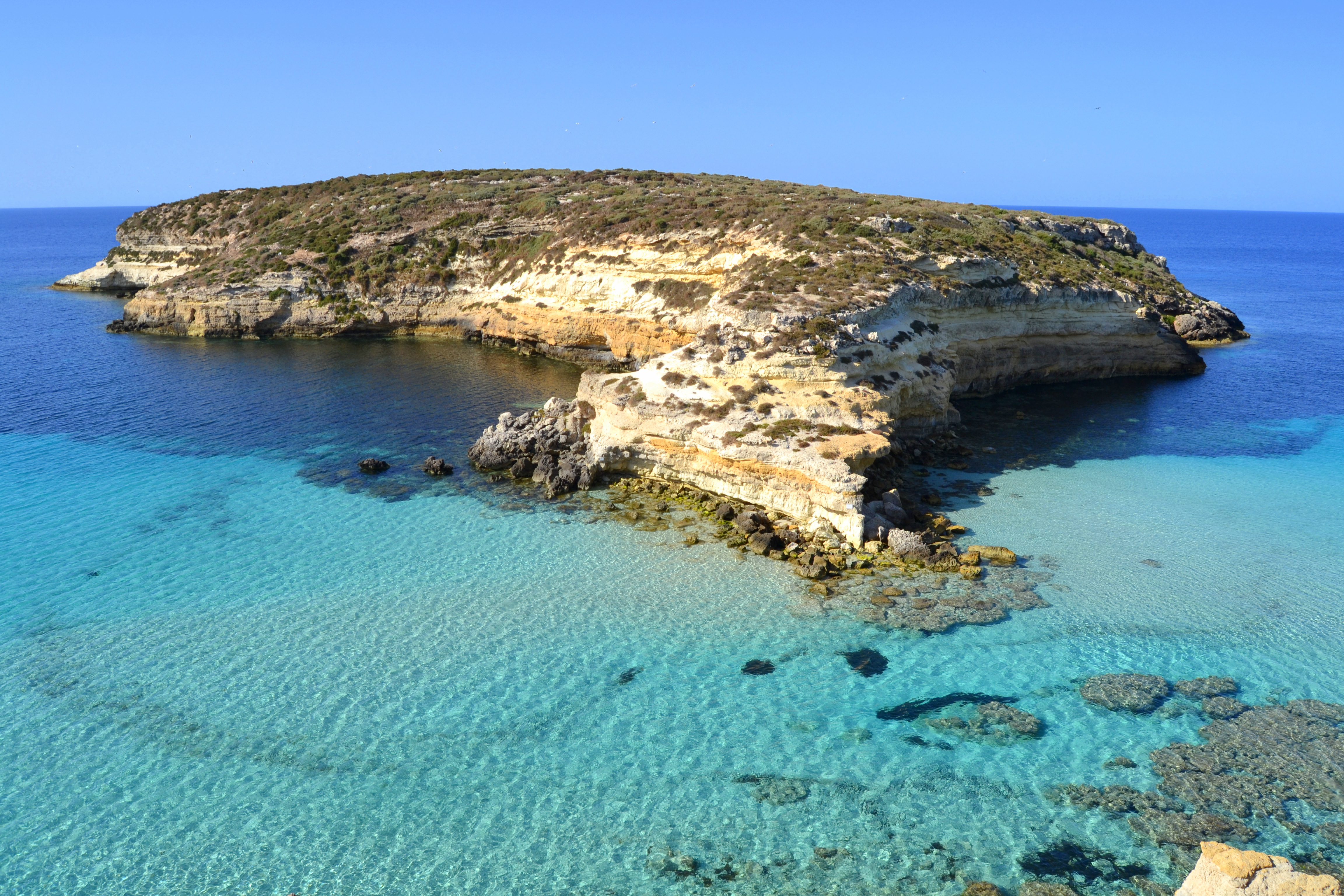
La isla de Conigli (Isola dei Conigli, Isla de los Conejos)

Sicilia es una región totalmente insular: además de la isla principal, está formada por un conjunto de archipiélagos e islas menores que representan aproximadamente el 1,11 % de toda la superficie regional (unos 285,4 km² de un total de 25 832,4 km²). Incluida la isla de Sicilia, hay 19 islas habitadas (33 172 habitantes sólo en las islas menores).
Los principales grupos insulares del gran archipiélago de Sicilia son las islas Eolias, Egadi y Pelagie; las islas Stagnone y Cíclope, por su parte, forman dos pequeños archipiélagos respectivamente al oeste y al este de la isla siciliana, frente a las costas de Marsala, en la zona de Trapani, y Aci Trezza, en la zona de Catania. Las dos islas deshabitadas de Vendicari y Portopalo, al sur de Siracusa, completan la serie.
Ustica y Pantelleria, en el mar Tirreno y el canal de Sicilia, forman dos municipios distintos de la ciudad metropolitana de Palermo y el consorcio municipal libre de Trapani. Los centros históricos de Siracusa y Augusta, en la zona de Siracusa, están situados en dos islas unidas a tierra firme.

## Demografía

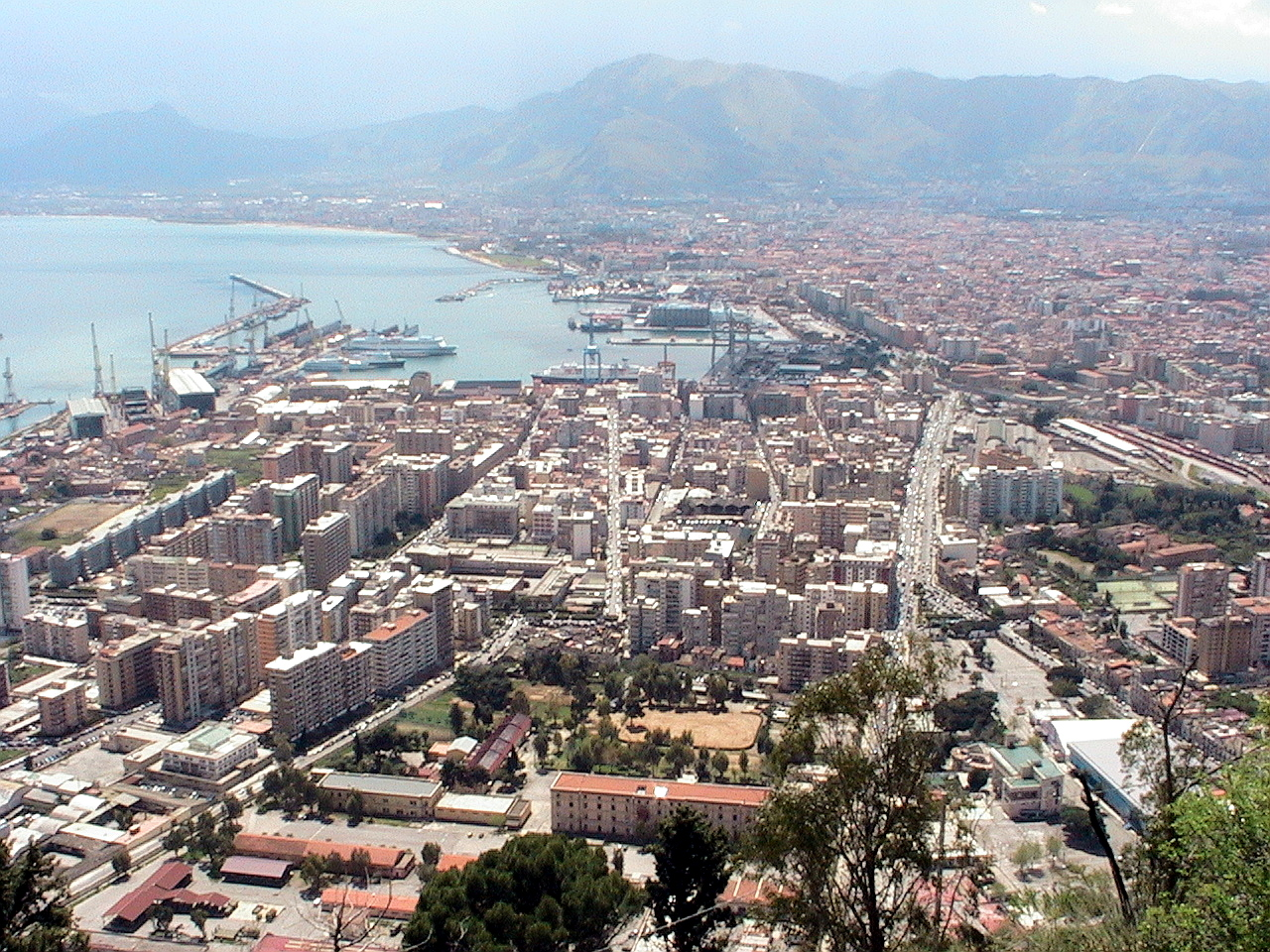
Palermo, capital y principal ciudad de Sicilia.

Sicilia concentra una población de aproximadamente cinco millones de personas (5 044 900 habitantes a fecha 31 de mayo de 2010). Hay otros diez millones de descendientes de sicilianos alrededor del mundo, principalmente en Norteamérica, Argentina, Australia, Venezuela y otros países europeos e iberoamericanos.
Como el resto de la Italia meridional, la inmigración es muy baja en comparación con otras regiones de Italia, debido a que los trabajadores tienden a dirigirse al norte de Italia, por las mejores oportunidades de empleo. Las cifras ISTAT más recientes muestran alrededor de 100 000 inmigrantes, lo que casi es el 2 % de la población. Los rumanos, con más de 17 000, son el grupo mayoritario, seguido por los tunecinos, los marroquíes, tamiles de Sri Lanka, albaneses y otros, principalmente de Europa Oriental.
El área de mayor densidad demográfica dentro de Sicilia es la costa oriental de la isla, sobre todo las laderas del Etna que incluyen Catania, que tiene la mayor y más densa comarca de la isla, y las zonas de Palermo y Mesina. Dieciséis municipios superan los 50 000 habitantes:
| Puesto | Municipio | Población (2017) | Provincia |
| ------ | --------- | ---------------- | --------- |
| 1      | Palermo   | 656.607          | PA        |
| 2      | Catania   | 313.396          | CT        |
| 3      | Mesina    | 242.721          | ME        |
| 4      | Siracusa  | 123.464          | SR        |
| 5      | Marsala   | 82.615           | TP        |

| Puesto | Municipio     | Población (2010 est.) | Provincia |
| ------ | ------------- | --------------------- | --------- |
| 6      | Gela          | 77.214                | CL        |
| 7      | Ragusa        | 73.512                | RG        |
| 8      | Trápani       | 70.700                | TP        |
| 9      | Vittoria      | 63.064                | RG        |
| 10     | Caltanissetta | 60.144                | CL        |

| Puesto | Municipio        | Población (2010 est.) | Provincia |
| ------ | ---------------- | --------------------- | --------- |
| 11     | Agrigento        | 59.126                | AG        |
| 12     | Bagheria         | 56.136                | PA        |
| 13     | Modica           | 55.060                | RG        |
| 14     | Acireale         | 52.997                | CT        |
| 15     | Mazara del Vallo | 51.458                | TP        |
| 16     | Misterbianco     | 50.125                | CT        |

### Lenguas
En Sicilia han existido tradicionalmente numerosas comunidades lingüísticamente diversas. Además de italiano estándar, se sigue hablando coloquialmente el idioma siciliano, y en unos pocos municipios además han existido comunidades que hablaban arbëreshë (albanés), galoitálico de Sicilia y grecobovesiano de Sicilia.

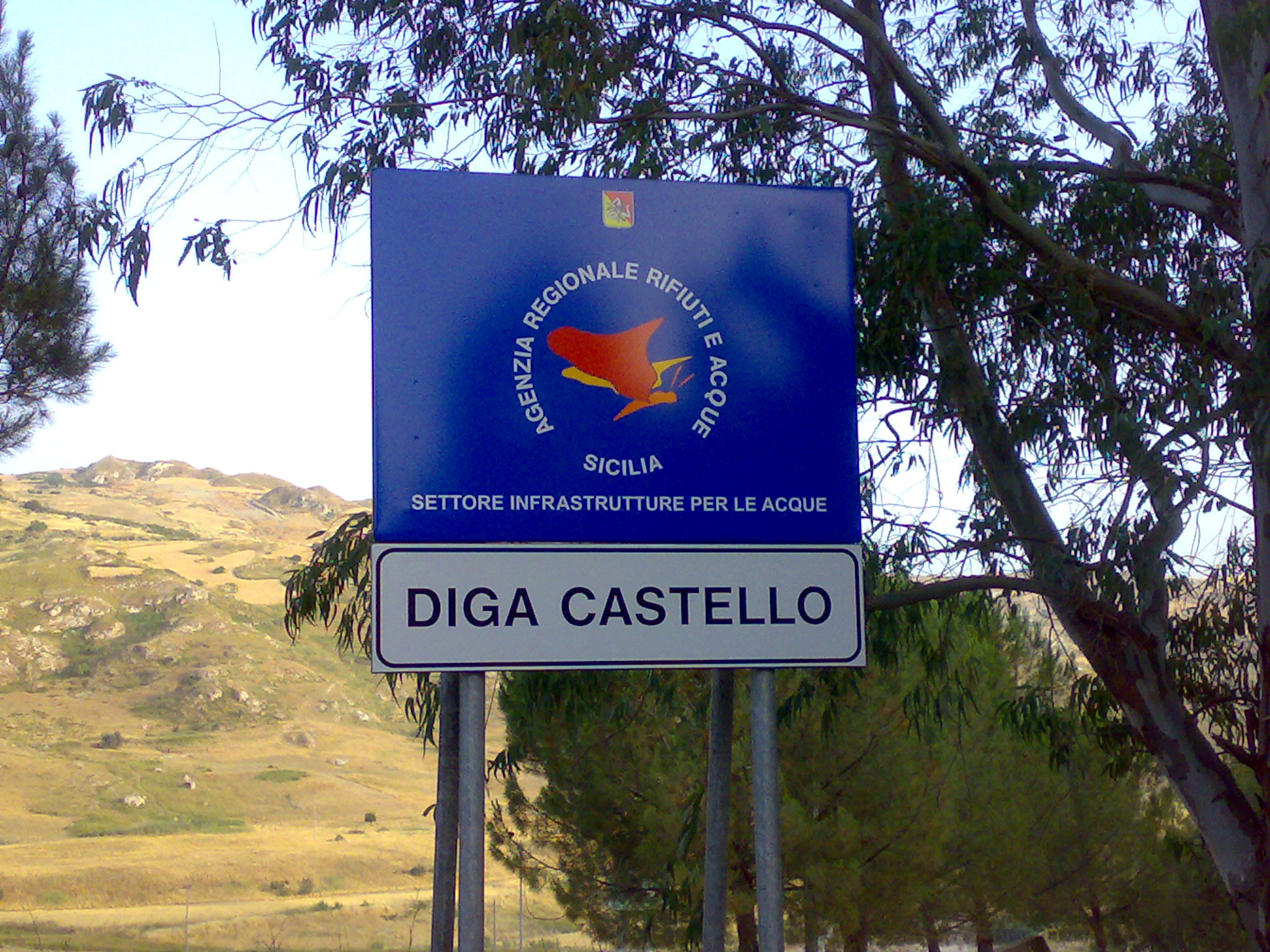
Cartel en italiano

La lengua oficial hablada en Sicilia es el italiano. Gran parte de la población local habla también el siciliano que se trata de una lengua distinta, con una rica historia y un extenso vocabulario (más de 250 000 palabras), debido a la influencia de los distintos dominadores de la isla. Es una lengua romance que desciende del latín vulgar, con influencias del griego, el árabe, francés, provenzal, alemán, catalán y del castellano.
El siciliano también se habla en el centro y en el sur de Calabria y en la parte sur de Apulia, llamada Salento. El siciliano también tuvo una influencia significativa en la formación de la lengua maltesa, sobre todo hasta finales del siglo XVIII. En siciliano las palabras masculinas acaban con "u" mientras que las femeninas acaban con "a". El plural es normalmente "i" tanto para las palabras masculinas como femeninas. El siciliano sustituye la "LL" italiana por "DD", de forma que por ejemplo "bello" (bonito) sería "beddu" en siciliano.

### Educación

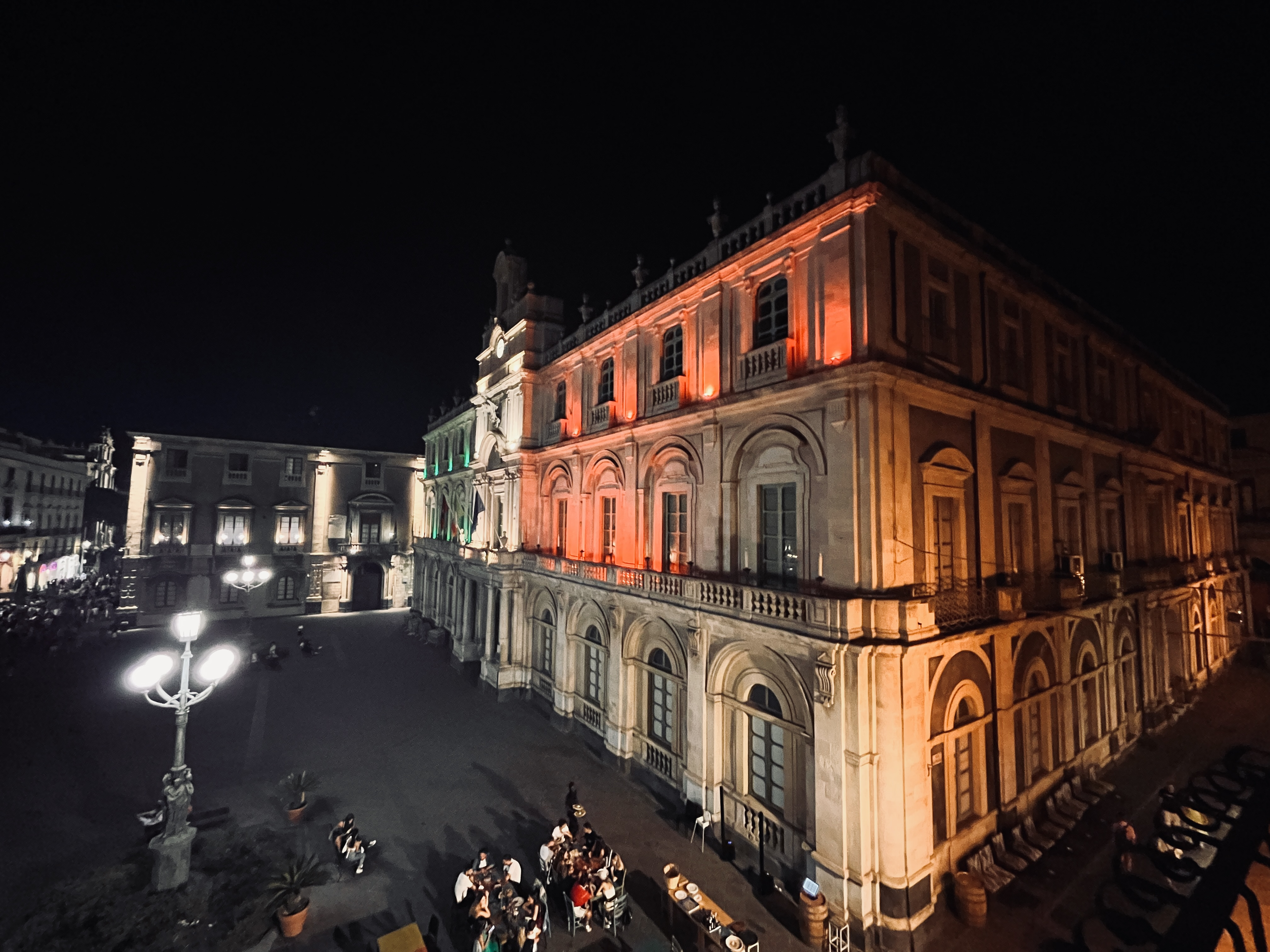
El Palazzo San Giuliano (Palacio de San Julián), parte de la Universidad de Catania

En 1434 se fundó la primera universidad de Sicilia: el Siciliae Studium Generale, hoy Universidad de Catania. El padre de la cultura universitaria siciliana es el Rey Alfonso V de Aragón, que patrocinó el nacimiento del Studium de Catania. Fue en cambio el español Ignacio de Loyola quien fundó la Universidad de Mesina en 1548. Más reciente es la Universidad de Palermo (1805), a la que se añadió la semiprivada Enna-Kore (2005).
También hay una sede de la Universidad LUMSA en Palermo. El campus universitario más joven es sin duda el de Trapani, que forma parte de las actividades de la Universidad de Palermo. Trapani alberga cinco facultades: Agricultura, Derecho, Humanidades, Medicina y Cirugía, y Matemáticas. En total, las tres universidades públicas más la semipública de Enna cuentan con unos 180.000 estudiantes matriculados.
El nivel universitario siciliano no es alto. Un estudio de Censis-la Repubblica de 2005 (que no incluye Enna porque aún está en proceso de creación) clasifica a Palermo (63.400 matriculados) y Catania (50.700 matriculados) entre las megauniversidades, es decir, con más de 40.000 estudiantes matriculados, mientras que Messina (39.600 matriculados) se sitúa entre las universidades medias, entre 40.000 y 20.000 estudiantes matriculados. El estudio realiza una serie de evaluaciones basadas en cuatro campos (servicios estudiantiles, becas, instalaciones y web) para clasificar cada grupo de universidades. 

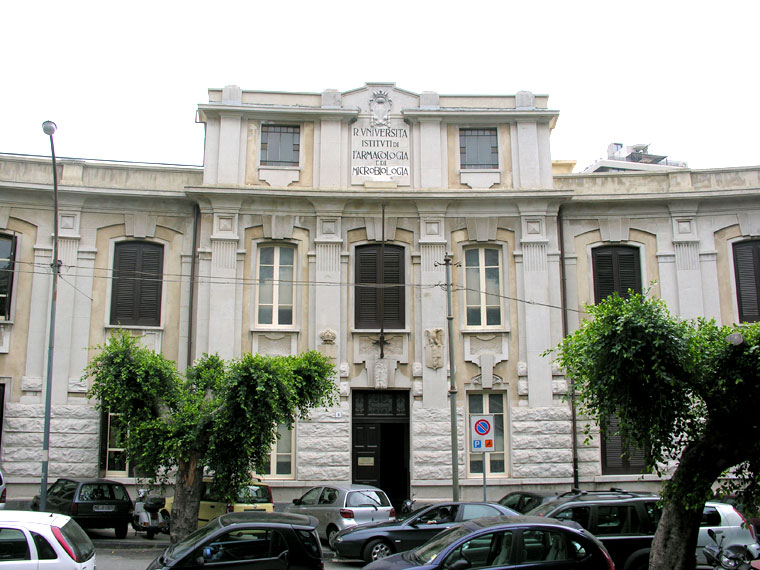
Facultad de Ciencias Políticas de la Universidad de Mesina

Palermo ocupa el 7.º puesto (empatada con la Universidad de Bari), mientras que Catania ocupa el 10.º lugar entre once megauniversidades. Messina, por su parte, ocupa el puesto 15 de 18. En los dos primeros casos, son las instalaciones las que determinan la baja clasificación (las notas, en centésimas, son 71 y 76 respectivamente, las más bajas del grupo), mientras que Messina carece sobre todo de servicios (74).
El mismo criterio se ha seguido para cada facultad individual, cuya clasificación, sin embargo, implica a todas las universidades. Si excluimos las no evaluadas, las facultades sicilianas ocupan a menudo los últimos puestos: las tres para Economía (Catania, Palermo y Messina), Messina y Catania para Medicina y Cirugía, Messina sola para Ciencias de la Educación, de nuevo la pareja Messina-Catania para Ciencias Matemáticas, Físicas y Naturales, Palermo para Ciencias Políticas y Messina para Ciencias Estadísticas. La mejor facultad parece ser la de Ciencias de la Educación de Palermo, que ocupa el sexto puesto nacional con 89,4/110.

### Religión

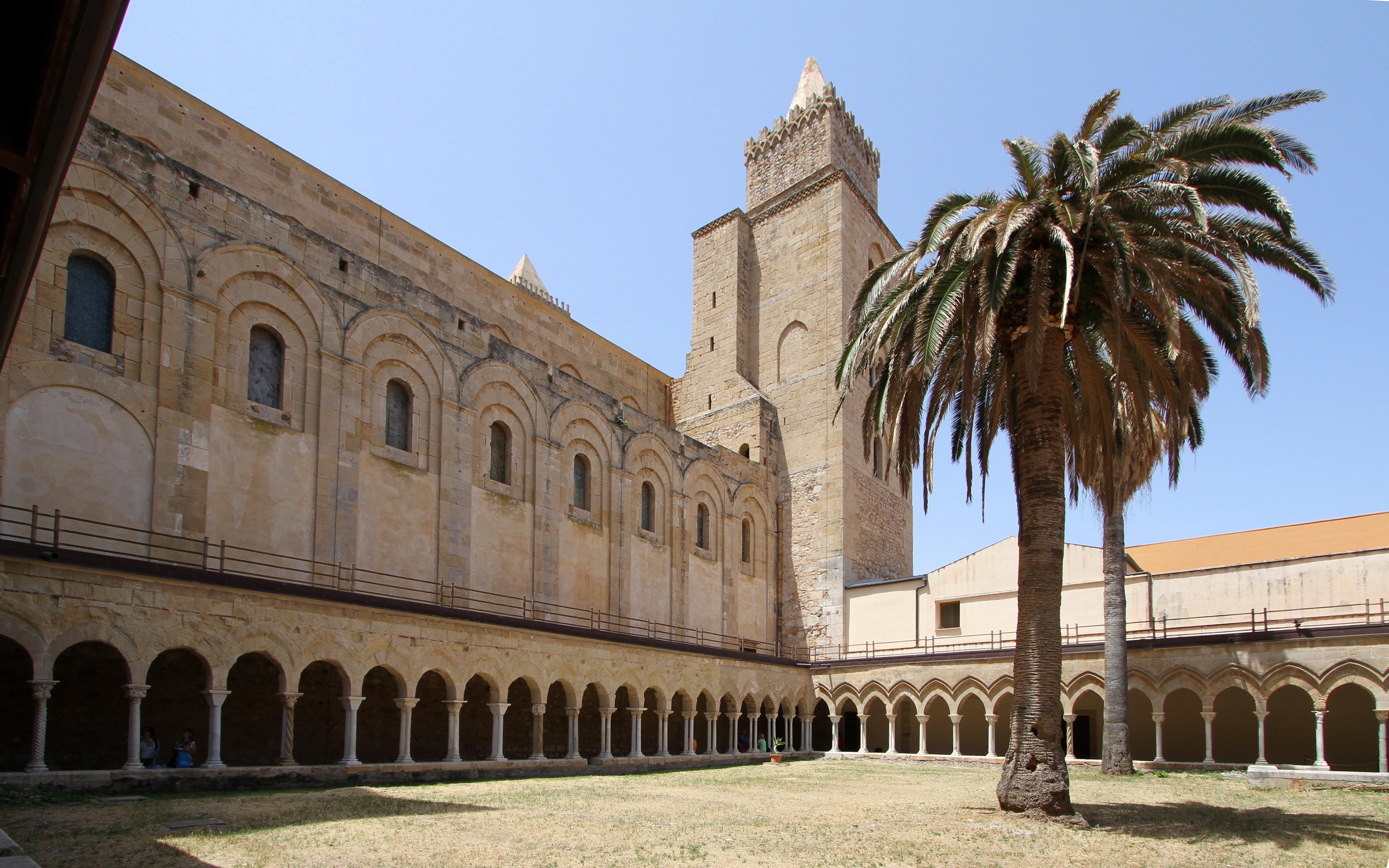
Catedral de Cefalú (Duomo di Cefalù)

Como en la mayoría de las regiones italianas, el cristianismo católico es la confesión religiosa predominante en Sicilia, y la Iglesia católica sigue desempeñando un papel importante en la vida de la mayoría de la gente. También existe una pequeña minoría de católicos bizantinos de rito oriental (en comunión también con el Papa en Roma), con una congregación mixta de albaneses étnicos; está gestionada por la Iglesia Católica Italo-Albanesa. 

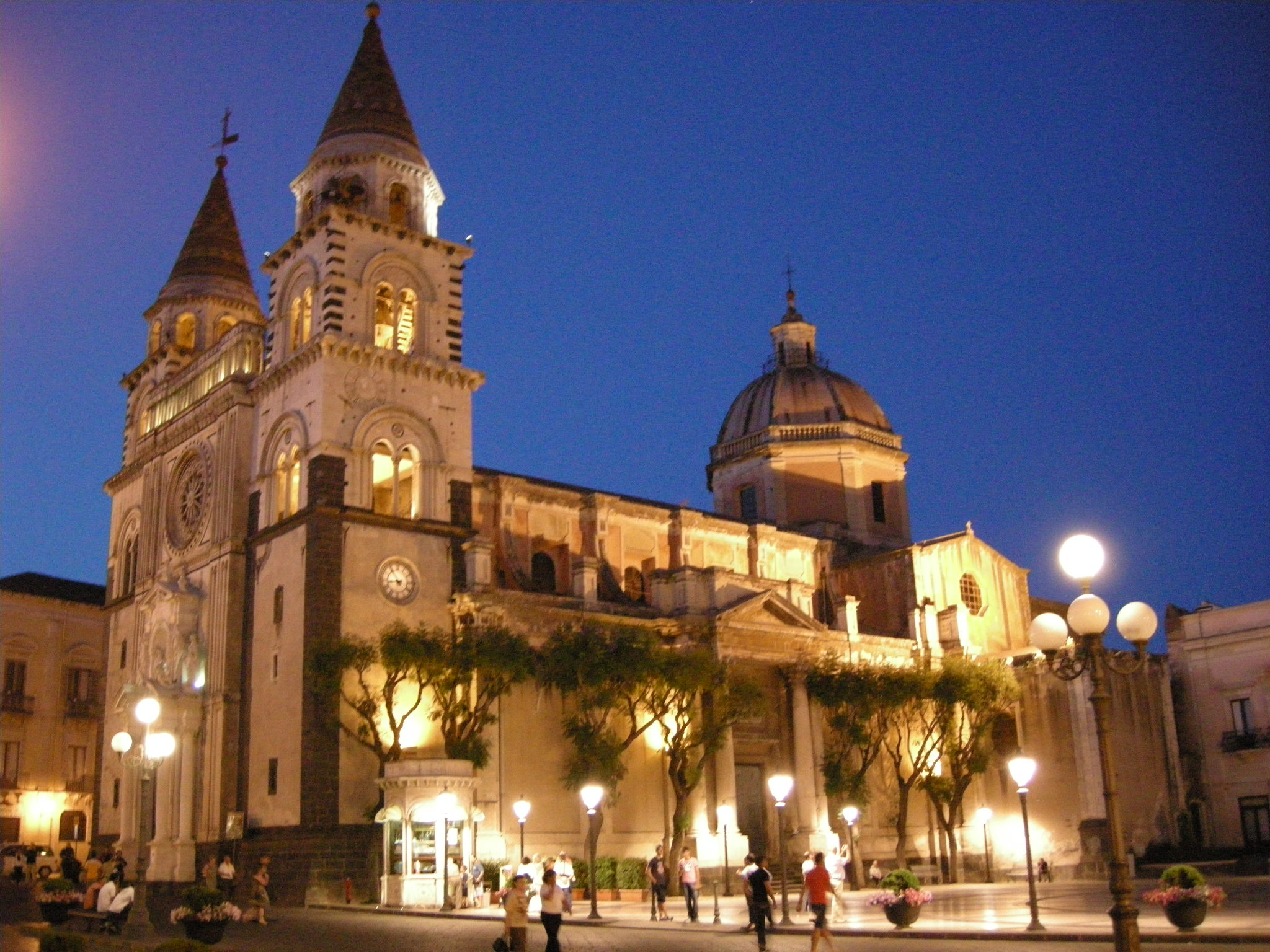
Catedral de Acireale

La mayoría de la gente sigue asistiendo a la iglesia semanalmente o al menos para las fiestas religiosas, y muchas personas se casan en iglesias. Hubo una amplia presencia de judíos en Sicilia durante al menos 1.400 años y posiblemente durante más de 2.000 años. Algunos estudiosos creen que los judíos sicilianos son antepasados parciales de los judíos asquenazíes. Sin embargo, gran parte de la comunidad judía desapareció cuando fueron expulsados de la isla en 1492. El Islam estuvo presente durante el Emirato de Sicilia, aunque los musulmanes también fueron expulsados. 
En la actualidad, debido sobre todo a la inmigración a la isla, también hay varias minorías religiosas, como los testigos de Jehová, el hinduismo, el islam, el judaísmo y el sijismo. También viven en la isla algunos cristianos evangélicos. En 2020, había aproximadamente 4.989.921 católicos en Sicilia, que constituían alrededor del 99,2% de la población de la isla. Además, hay unos 23.120 miembros de la Iglesia Católica Italo-Albanesa que también viven en Sicilia y constituyen aproximadamente el 0,5% de la población.

## Divisiones administrativas
Hasta 2015, Sicilia se dividía administrativamente en nueve provincias, cada una con una capital homónima a su provincia. Con la reforma de dicho año, la Región siciliana suprimió sus nueve provincias, constituyendo nueve libres consorcios municipales (Liberi consorzi comunali en italiano). De estos, tres son ciudades metropolitanas (Palermo, Catania y Mesina).

Las pequeñas islas que rodean a Sicilia también forman parte de algunas de las provincias sicilianas: las islas Eolias de Mesina, la isla de Ustica (Palermo), las islas Egadas (Trápani), isla de Pantelaria (Trápani) y las islas Pelagias (Agrigento).

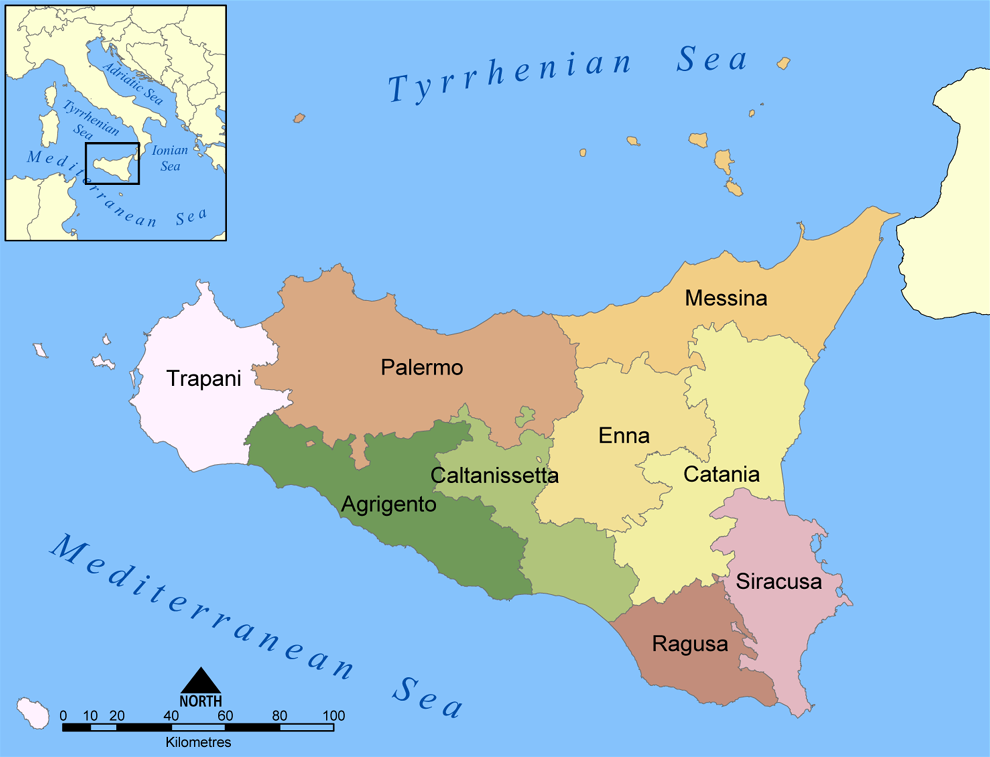
Divisiones administrativas de Sicilia

| Provincia     | Superficie (km²) | Población | Densidad (hab./km²) |
| ------------- | ---------------- | --------- | ------------------- |
| Agrigento     | 3042             | 448 053   | 149,6               |
| Caltanissetta | 2128             | 272 359   | 127,9               |
| Catania       | 3552             | 1 192 891 | 305,3               |
| Enna          | 2562             | 173 558   | 67,7                |
| Mesina        | 3247             | 654 520   | 201,5               |
| Palermo       | 4992             | 1 244 012 | 249,2               |
| Ragusa        | 1614             | 313 698   | 194,3               |
| Siracusa      | 2109             | 402 680   | 190,9               |
| Trapani       | 2460             | 435 877   | 177,1               |

## Política y Gobierno

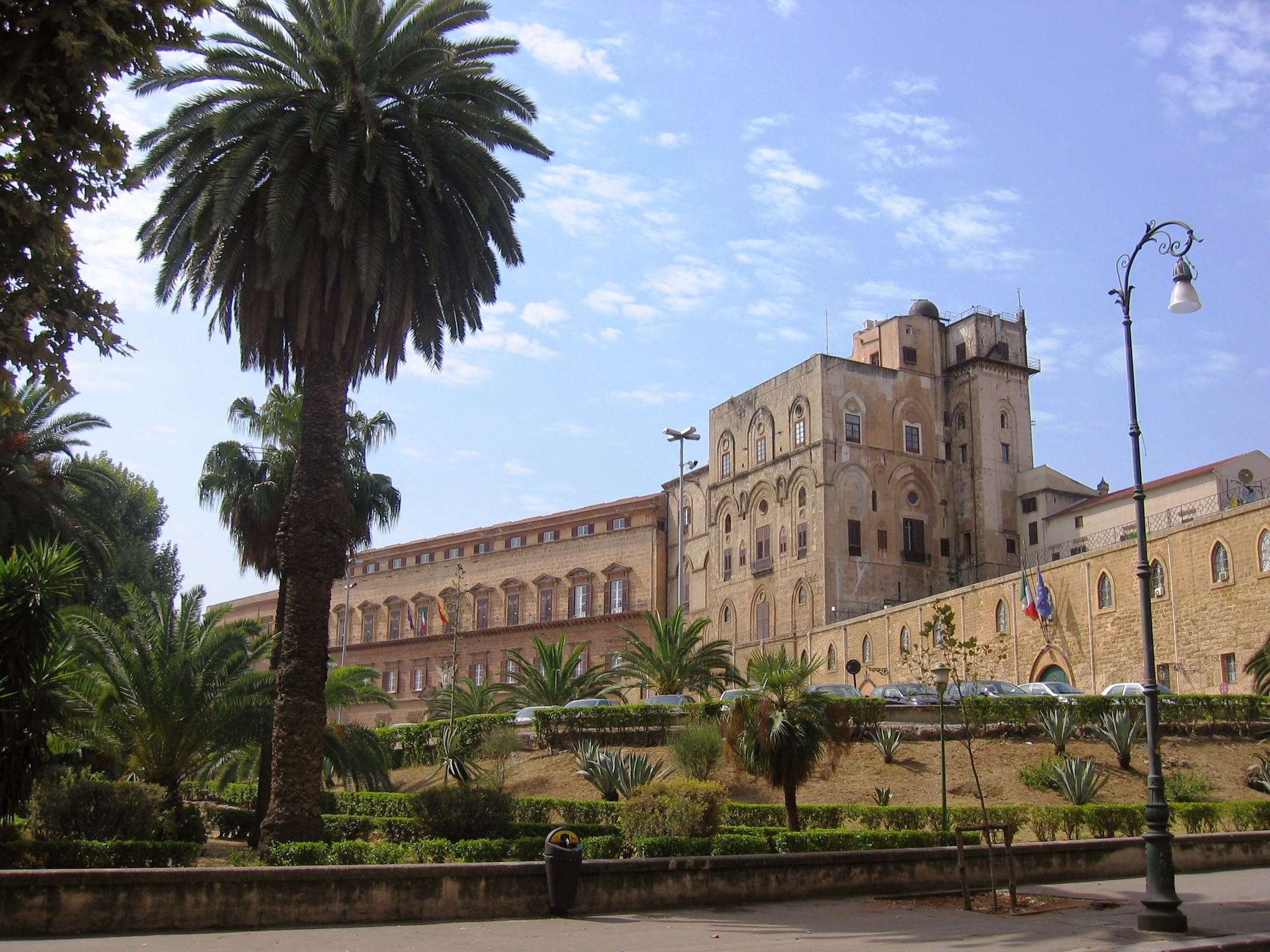
Palacio de los Normandos (Palazzo Normanni), sede de la Asamblea Regional Siciliana (Assemblea regionale siciliana)

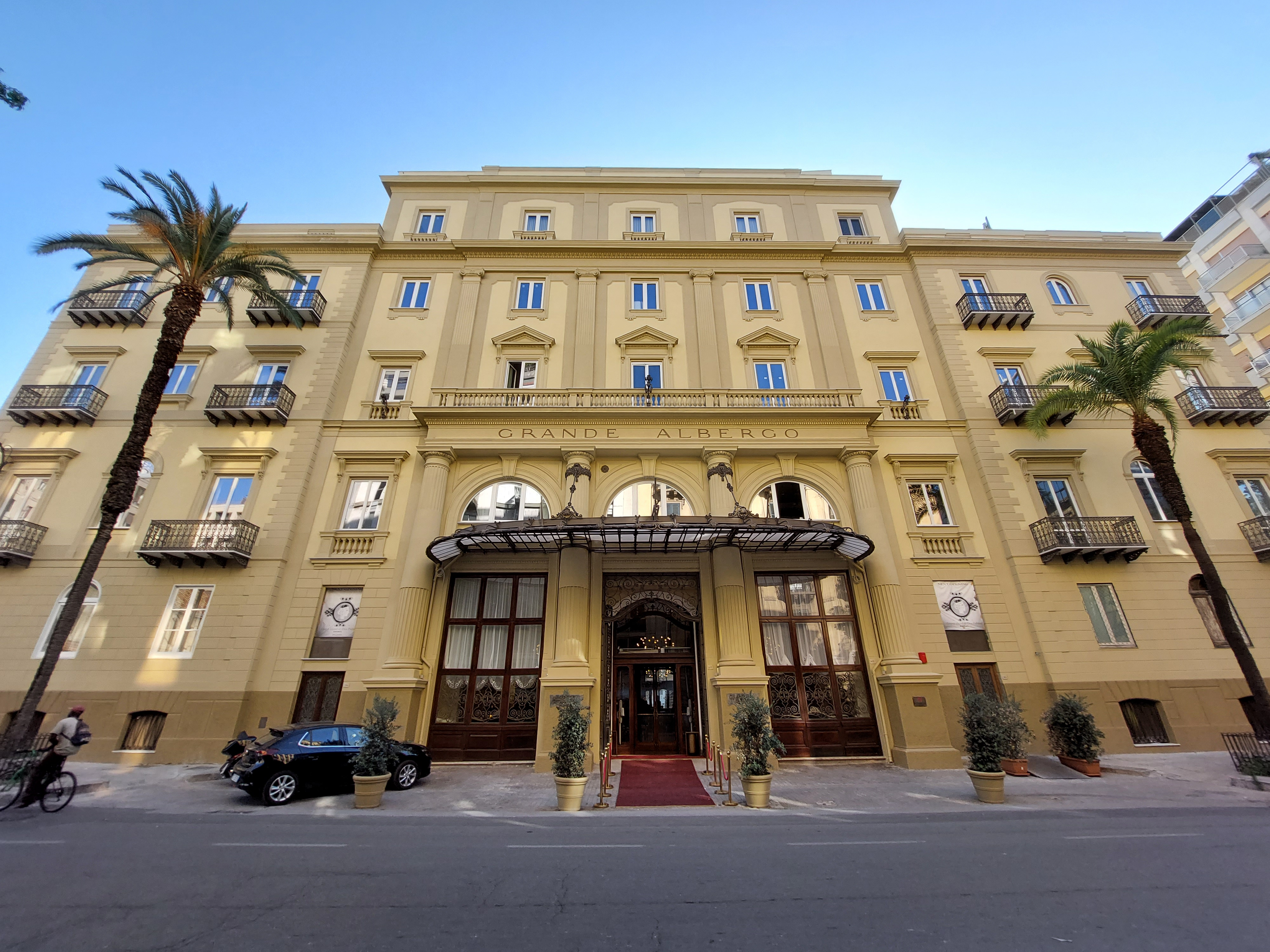
Fachada del Grand Hotel et des Palmes en Palermo

Sicilia es una región con un estatuto especial (artículo 116 de la Constitución), denominada Región Siciliana (Regione Siciliana), dotada de amplia autonomía, tanto política como administrativa y financiera. El órgano legislativo está compuesto por la Asamblea Regional Siciliana, el órgano ejecutivo por el presidente de la Región Siciliana y el Consejo Regional, compuesto por 12 consejeros regionales, que desde 2001 tampoco pueden ser miembros del ARS (éste es el nombre, único en Italia según el Tribunal Constitucional, de los consejeros regionales en Sicilia).
El estatuto especial siciliano, promulgado por el rey Humberto II el 15 de mayo de 1946 (precediendo así a la Constitución de la República Italiana, que lo adoptó íntegramente con la Ley Constitucional n.º 2 de 1948), dio origen a la Región Siciliana, incluso antes del nacimiento de la República Italiana, que convencionalmente tuvo lugar el 2 de junio siguiente.
El nombre oficial es "Regione siciliana" y no "Regione Sicilia" por razones históricas, así como por la relación institucional entre la isla y el resto de Italia. La Región de Sicilia (en asonancia con la "República Italiana") nació como una entidad originariamente soberana y vinculada a Italia por una relación pactual y potencialmente igualitaria.

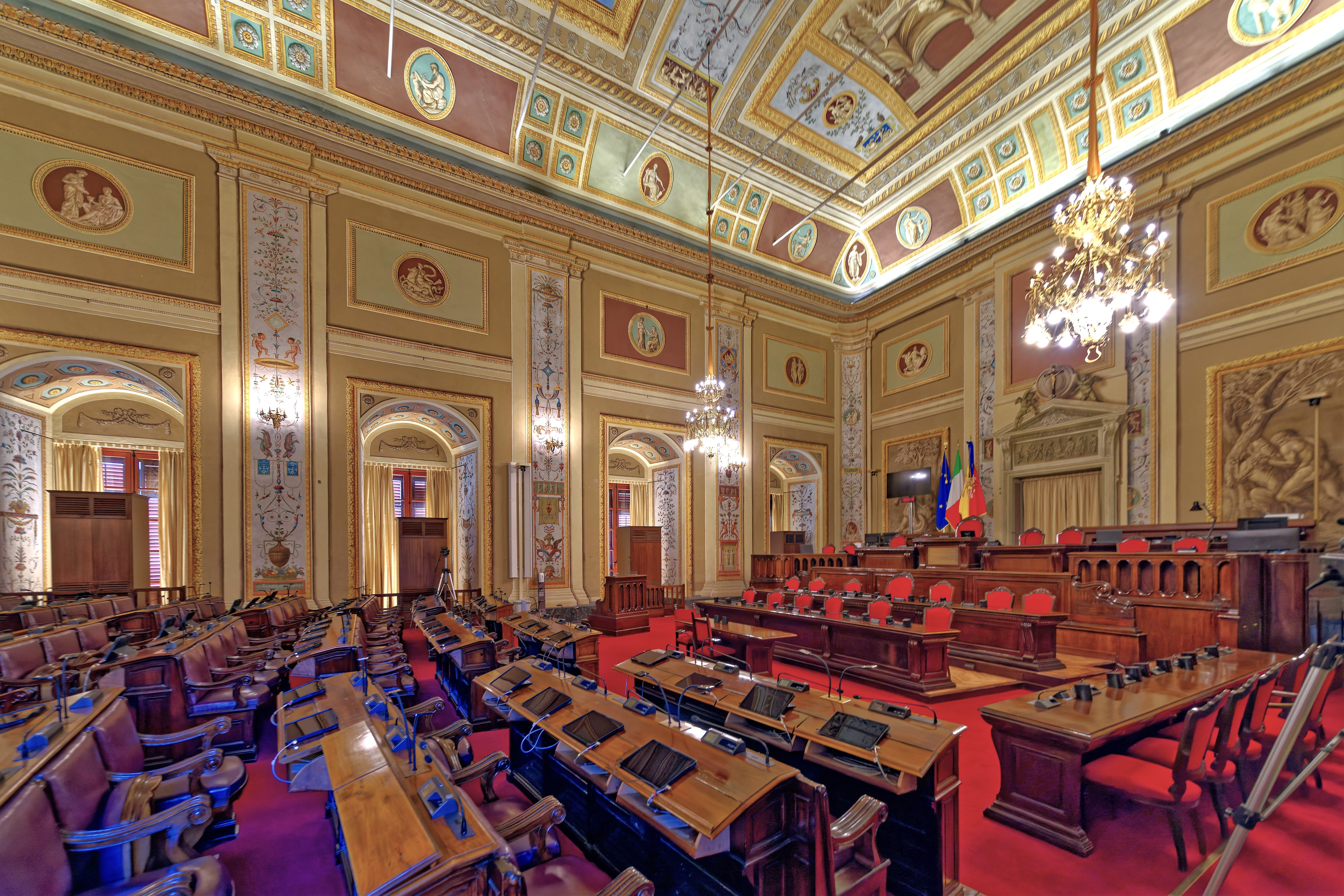
La "Sala de Hércules" (Sala d'Ercole), donde se reúne la Asamblea Regional

Esta condición jurídica, que da lugar al mismo uso del adjetivo después del nombre oficial de la entidad, se debe a razones principalmente políticas de carácter independentista que se basan en el hecho de que la entidad administrativa siciliana se considera una fuente primaria de derecho al mismo nivel que la República Italiana. En virtud de la soberanía y de la voluntad del pueblo siciliano de dotarse de un estatuto autónomo propio, de hecho, los padres fundadores del estatuto siciliano quisieron marcar una paridad sustancial, pero no antiteticidad, jurídica, histórica y política entre el pueblo siciliano y el pueblo italiano. No es casualidad que Sicilia sea la única región de Italia donde el órgano legislativo se llama también Parlamento.
El tema político recurrente es, por tanto, el autonomismo siciliano. Era una forma de desbancar al movimiento separatista, liderado por el Movimento Indipendentista Siciliano, que tras el desembarco aliado de julio de 1943 había salido de la clandestinidad en la que había estado durante el periodo fascista, exigiendo la liberación de Sicilia del Reino de Italia, y que también contaba con una organización paramilitar, el Esercito Volontario per l'Indipendenza della Sicilia (EVIS) dirigido por Antonio Canepa. Sin embargo, casi de inmediato se desvaneció la idea de que Sicilia se convirtiera en el 49.º estado de los Estados Unidos de América. 

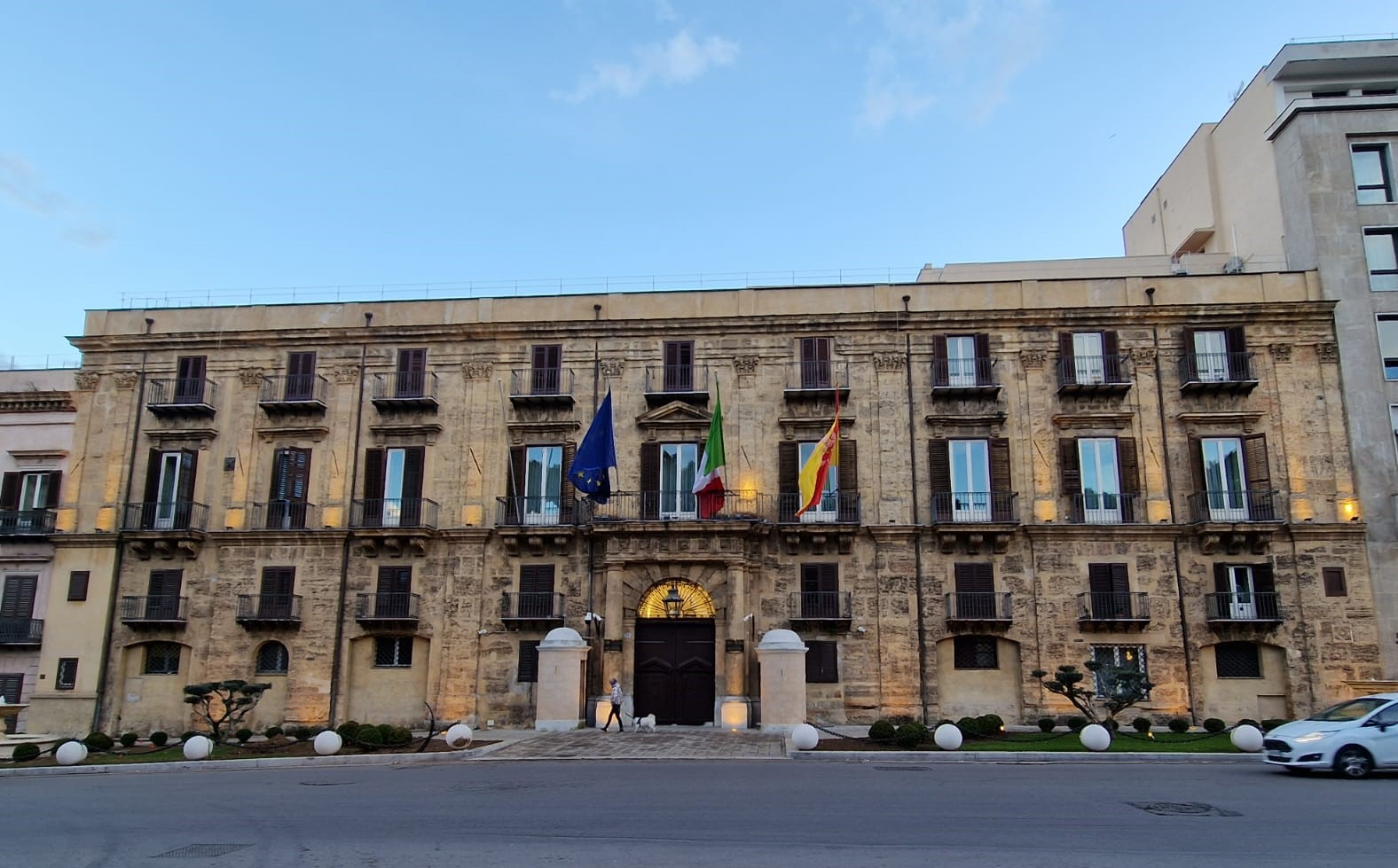
El Palacio de Orleans (Palazzo d'Orléans), sede de la Presidencia de la Región

Cuando Estados Unidos consiguió bloquear la amenaza soviética y yugoslava sobre el noreste de Italia, abandonó al EVIS y a Giuliano a su suerte: El MIS no tuvo más remedio que participar en las elecciones políticas para la Asamblea Constituyente de 1946, donde obtuvo cuatro escaños (entre ellos Andrea Finocchiaro Aprile y Attilio Castrogiovanni), y nueve en la Asamblea Regional de 1947, (ninguno en las elecciones políticas de 1948) mientras muchos "capibastione" puestos al mando de los países después de julio de 1943 por las tropas aliadas, se infiltraban en los partidos italianos reconstituidos.
La historia política de sesenta años de autonomía especial en Sicilia, y de sus gobiernos, ha vivido momentos vivos, que han llevado a definir la política siciliana como una especie de "laboratorio político", y otros más oscuros.
Desde 2001, el presidente de la región ya no es elegido por la Asamblea Regional de Sicilia, sino directamente por los ciudadanos. El presidente de la 59.ª junta de la Región, elegido el 5 de noviembre de 2017, es Nello Musumeci, fundador del partido regionalista #DiventeràBellissima y apoyado por una coalición de centro-derecha. El presidente de la 60.ª Junta de la Región, elegido el 25 de septiembre de 2022, es Renato Schifani, apoyado por una coalición de centro-derecha. La presidencia de la Región tiene su sede en Palermo, en el Palacio de Orleans.
La Asamblea Regional de Sicilia es el órgano legislativo de la Región de Sicilia, elegido por primera vez en mayo de 1947. Se elige por sufragio universal y está compuesta, desde su 17.ª legislatura (2017), por 70 diputados. Tiene su sede en Palermo, en el Palazzo dei Normanni. El Parlamento siciliano, nacido en 1130, está considerado el más antiguo de Europa.

## Economía
Es conocida la cultura del cultivo de naranjas, limones, mandarinas, hortalizas, legumbres y frutos secos, como base de los productos de esta tierra. El cultivo de la vid y la producción de vinos son mayormente reconocidos en el extranjero. Entre los más conocidos están: el Vino de Marsala, de la provincia de Trápani, el Moscato de Pantelaria, Malvasía de Lipari, Nero de Avola; y el más importante vino siciliano de hoy día, Cerasuolo de Vittoria.
Ovinos, caprinos y equinos son abundantes, mientras los bovinos están presentes en número limitado. La pesca constituye un recurso valioso para la economía de Sicilia, haciendo de esta isla la principal región italiana en cuanto a cantidad de producto capturado, la consistencia de la flota pesquera y el número de pescadores empleados. Además de pez espada, se pesca atún, sardina y caballa, además del pescado azul típico del Mediterráneo, que provee a la industria conservera de la materia prima necesaria para el pescado enlatado y el ahumado. En Mazara del Vallo, en la provincia de Trápani, se obtienen buenas lubinas, y camarones en Ganzirri; y en al zona norte de Mesina, ostras. También son conocidas las salinas de Trápani, donde desde la antigüedad se extrae una finísima sal marina.

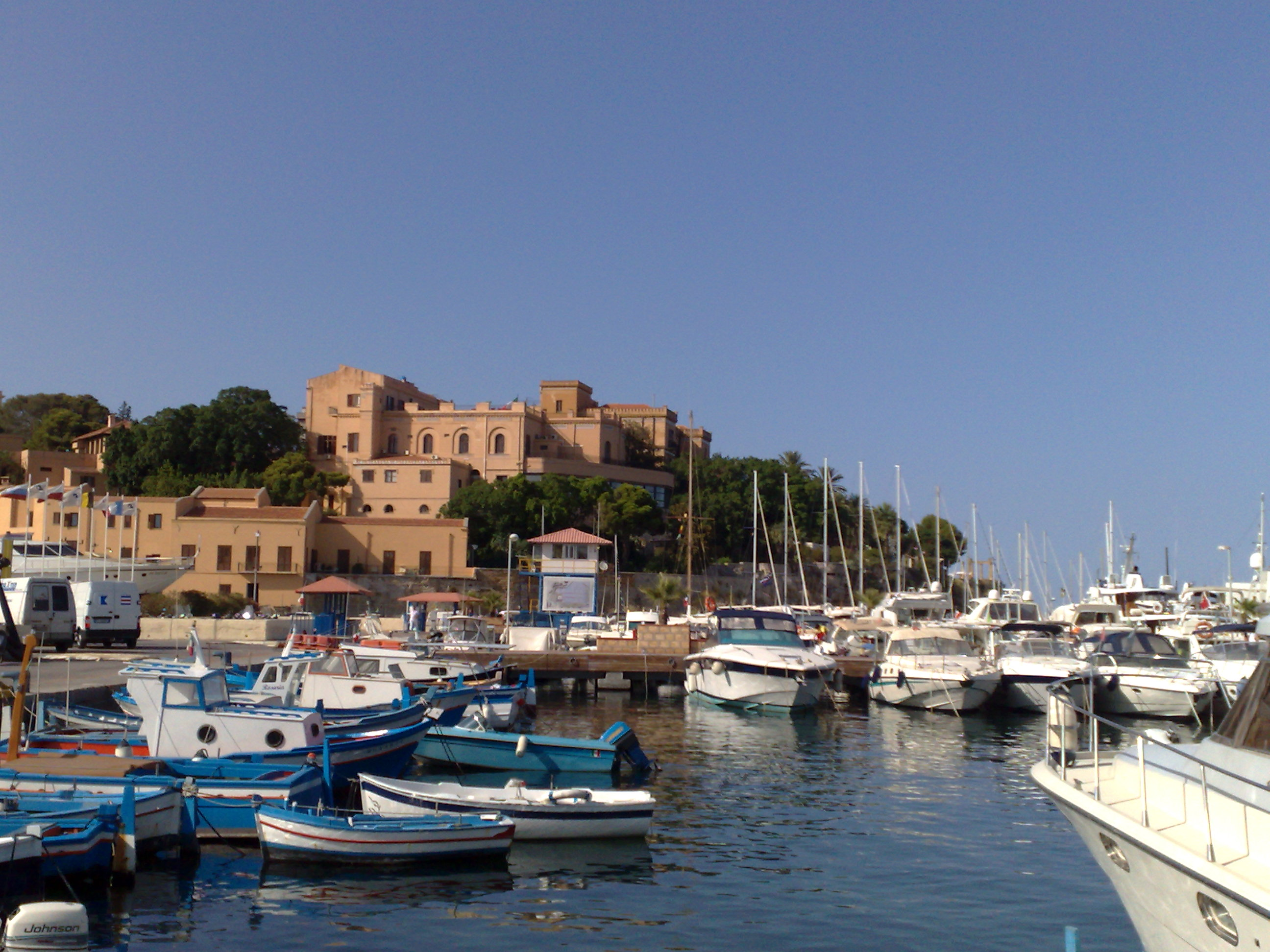
Puerto de Acquasanta

La industria tecnológica se concentra en Catania, la ciudad más comercial y desarrollada de la isla, y en su "Etna Valley", donde, en particular, se encuentran sitios productivos especializados en microelectrónica de relevancia internacional, come ST, y el mayor sitio europeo de producción de paneles fotovoltáicos.
La industria del turismo es una actividad en crecimiento, favorecida por la presencia de numerosos sitios arqueológicos (Morgantina, Valle de los Templos, Selinunte) y las bellezas naturales. En los últimos años se ha invertido en la capacidad de los albergues, favoreciendo el incremento de su presencia en la isla. Entre otros destinos turísticos de renombre están localidades como Taormina, Terrasini, Agrigento, Siracusa, Caltagirone, Cefalù y Piazza Armerina (Villa del Casale).

El interior de la isla es rico en historia, tradiciones y sobre todo en arte y cultura, fortalezas, iglesias, bosques y espacios naturales de importancia que dan valor a las áreas internas de las provincias de Enna, Catania, Caltanissetta y Palermo. Sus volcanes, montañas, colinas y, especialmente, el mar, forman parte del gran sector turístico de la economía siciliana.

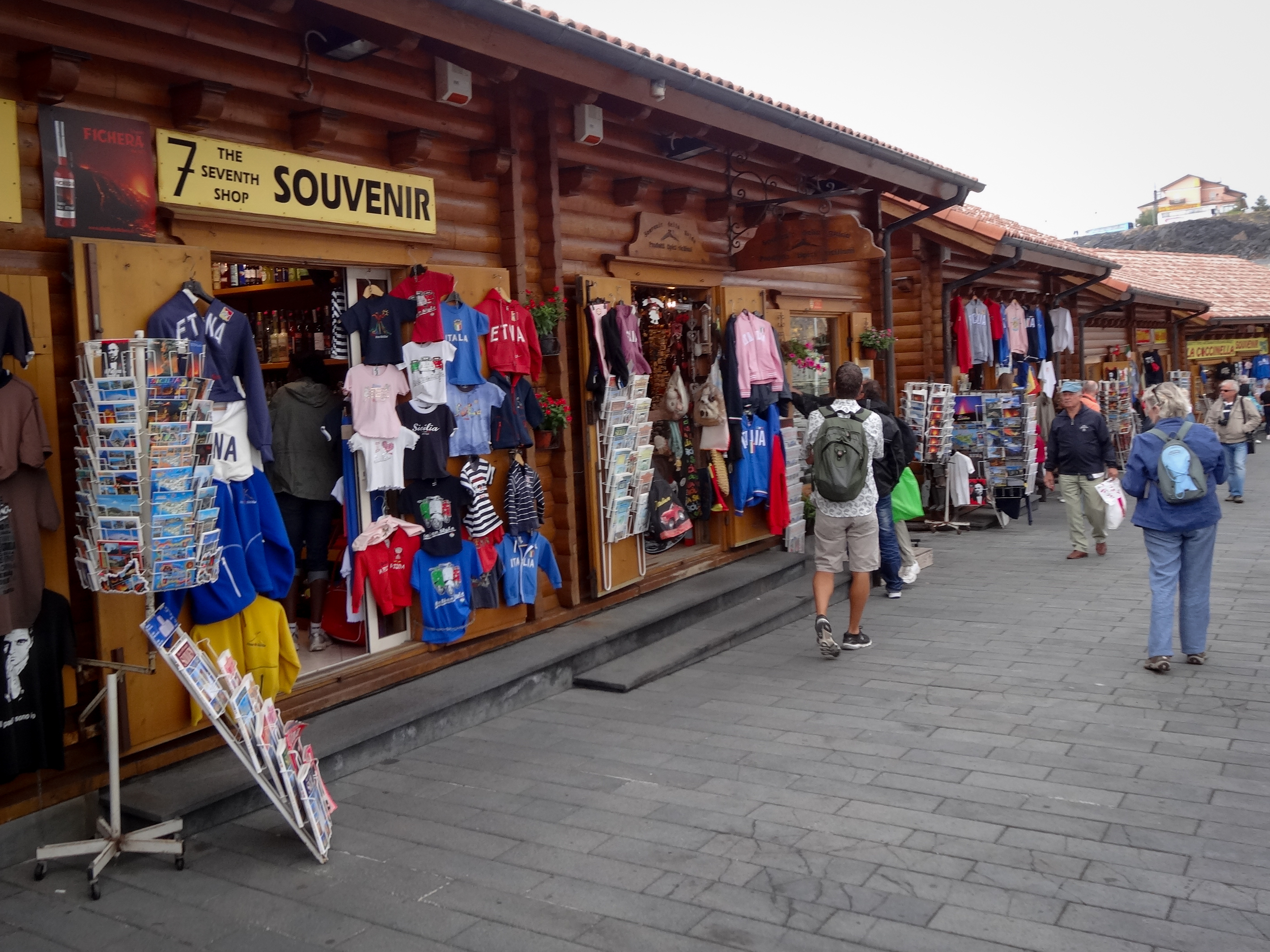
Tiendas de souvenirs en los alrededores del monte Etna

### Agricultura
La agricultura ha sido y sigue siendo uno de los grandes recursos económicos de Sicilia gracias a la variedad y calidad de su producción. Destaca la producción de cereales, entre ellos el trigo, especialmente la apreciada variedad de trigo duro, esencial para la producción de pasta de la mejor calidad. Ya en el pasado, el trigo hizo que Sicilia fuera esencial para el abastecimiento de los romanos, hasta el punto de que la isla era llamada el granero de Roma.Las aceitunas son abundantes, lo que garantiza una excelente producción de aceite. Hasta principios del siglo XX, también estaba muy extendido el cultivo del arroz, importado por los árabes e ingrediente de varios platos típicos.

Conocido es el cultivo de cítricos, cuyos centros más importantes son Mazzarrà Sant'Andrea, Francofonte, Lentini, Paternò famoso por su naranja de pulpa roja, Ribera, Scordia.Aquí se producen naranjas, limones, mandarinas, bergamotas, cidras y pomelos de gran valor. La fruticultura siciliana incluye chumberas, sandías, caquis, nísperos y ciruelas, que dan lugar a productos específicos de calidad como la sandía de Siracusa, el caqui de Misilmeri, los nísperos de Trabia y la ciruela de Sanacore, mientras que entre las hortalizas destacan los calabacines, las berenjenas, los tomates y los pimientos.A partir de los años sesenta, el desarrollo del cultivo en invernadero, extendido principalmente en la zona sureste, ha permitido aumentar tanto la cantidad como la calidad de los productos, desarrollando cultivos de alto valor como las hortalizas tempranas u otros productos protegidos por denominaciones certificadas como los famosos tomates cherry de Pachino. 

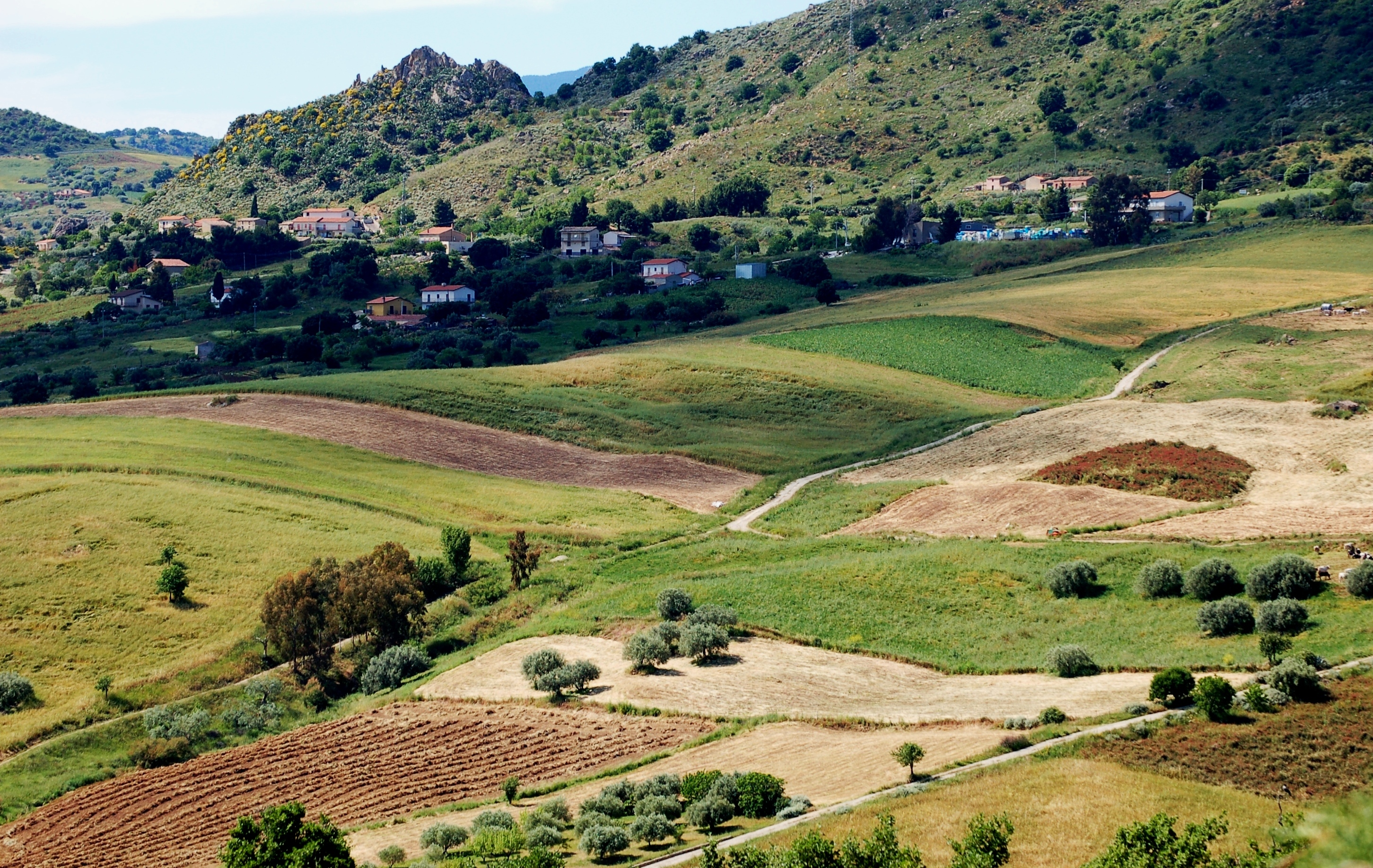
Campos cultivados

Entre los productos hortícolas de la gastronomía de la región no faltan las legumbres. Además de las leguminosas tradicionales, muy extendidas en el resto de Italia, las condiciones climáticas específicas han permitido el desarrollo de cultivos particulares menos comunes en la península, como los algarrobos y los altramuces. La atención y el desarrollo dedicados a la producción de leguminosas han dado lugar a excelencias como la judía de Leonforte.
Importante es la producción de alcachofas, de las que el territorio vizcaíno y la comarca agraria de Cerda figuran entre los mayores productores de Europa. Entre los frutos secos, las almendras, las avellanas y los pistachos —el pistacho de Bronte es muy apreciado— destacan por su calidad y son la base de muchos productos de confitería.
Una importante contribución procede también del cultivo intensivo de especies antaño exóticas, como el kiwi, de excelente calidad, e incluso el mango, en la zona de Fiumefreddo. La zanahoria nueva de Ispica, la cereza del Etna cultivada en la zona de Giarre, el aceite de oliva de los montes Iblei, las colinas de Nisseni y las colinas de Enna, el limón Interdonato de la Messina jónica, el limón de Siracusa, el melón de Pachino y el pistacho verde de Bronte son productos con Denominación de Origen Protegida - Protección Transitoria Nacional por decreto ministerial. Una de las frutas más típicas es el caqui. Famoso por su kaki es Misilmeri. Otra producción siciliana peculiar es la de las sbergias. Este fruto dulce y fragante es un endemismo que sólo se encuentra en el valle del Niceto.

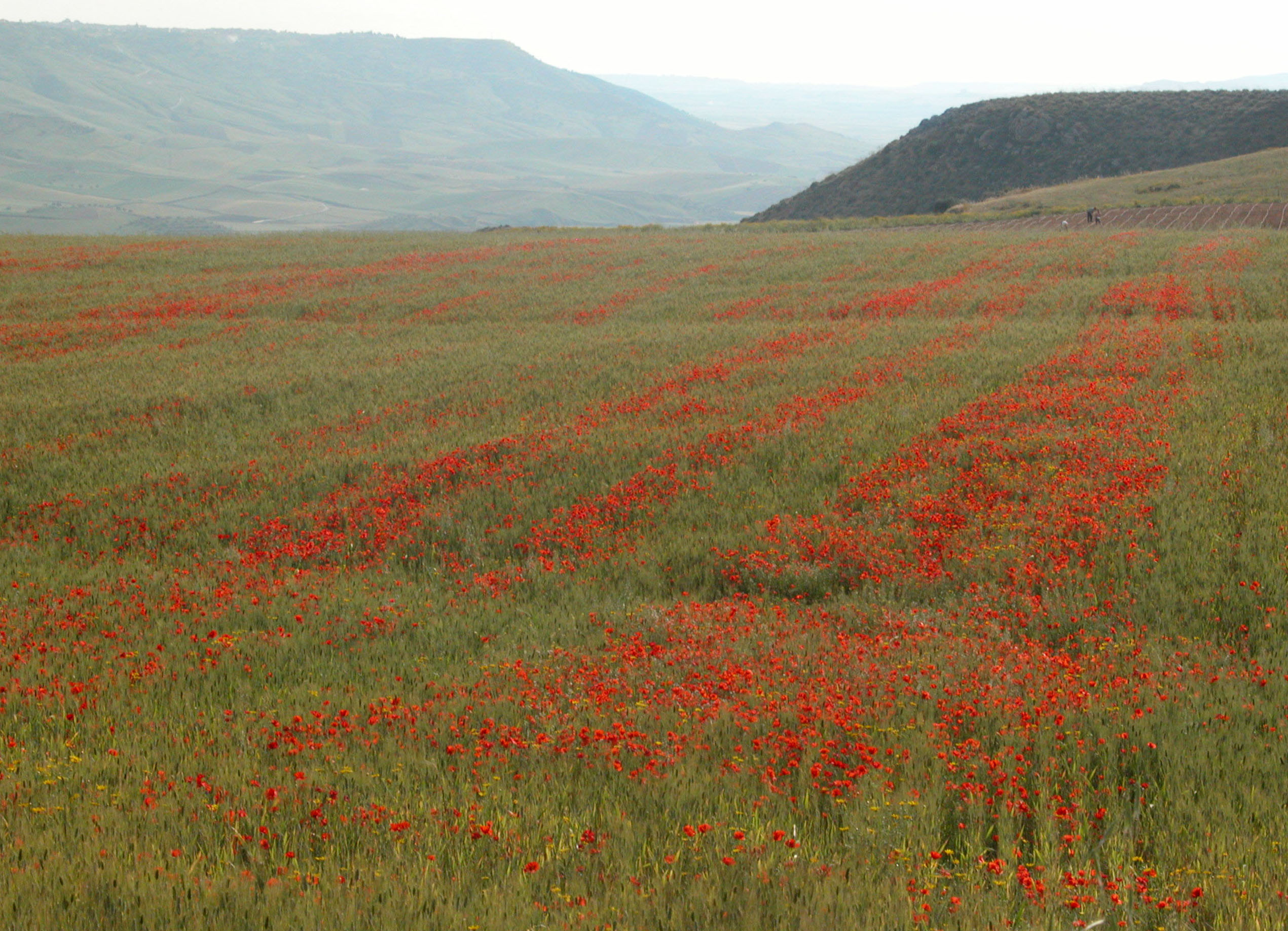
Cultivos de trigo maduro y amapolas en Sicilia

El cultivo tradicional de la vid permite producir excelentes vinos, tanto tintos como blancos, cada vez más conocidos y apreciados en todo el mundo. La producción, aunque considerable, tuvo en su día dificultades para penetrar en los mercados debido a la excesiva fragmentación de los productores y a la imprecisión de las normas de calidad. Dio un giro decisivo en los años noventa, cuando el uso de nuevas técnicas enológicas, la financiación pública que facilitó la llegada de grandes productores de vino de otras partes de Italia e incluso del extranjero, y el nacimiento de una escuela universitaria local de enólogos (Facultad de Agricultura de la Universidad de Palermo con una sucursal en Marsala en el Instituto Agrícola "A. Damiani"), favorecieron el desarrollo de una escuela local de vinificación capaz de ofrecer una amplia gama de vinos, incluidos los elaborados en la zona. Damiani'), favoreció el renacimiento de los vinos sicilianos, ya famosos en tiempos de los romanos, y la afirmación internacional de su D.O.C. y el nacimiento de la D.O.C.G. Cerasuolo di Vittoria.
Entre las cepas autóctonas más conocidas se encuentran las "tintas", como Nero d'Avola, Nerello Mascalese, Frappato, que compite con Nero d'Avola por la D.O.C.G. Cerasuolo di Vittoria, Nerello Mantellato, Nerello Cappuccio, Perricone y Nocera, y los "blancos", entre los cuales el más conocido es sin duda el Bianco d'Alcamo, cuya fama es reconocida en todo el mundo, Inzolia, Grillo, Catarratto, Grecanico, Carricante, Minnella Bianca, Moscato di Pantelleria, también conocido como Zibibibbo y Malvasia delle Lipari.
También se cultivan y embotellan vinos producidos a partir de Chardonnay, Sauvignon, Merlot, Syrah, Cabernet, Petit Verdot, Pinot noir y otras variedades alóctonas, con notables resultados cualitativos.

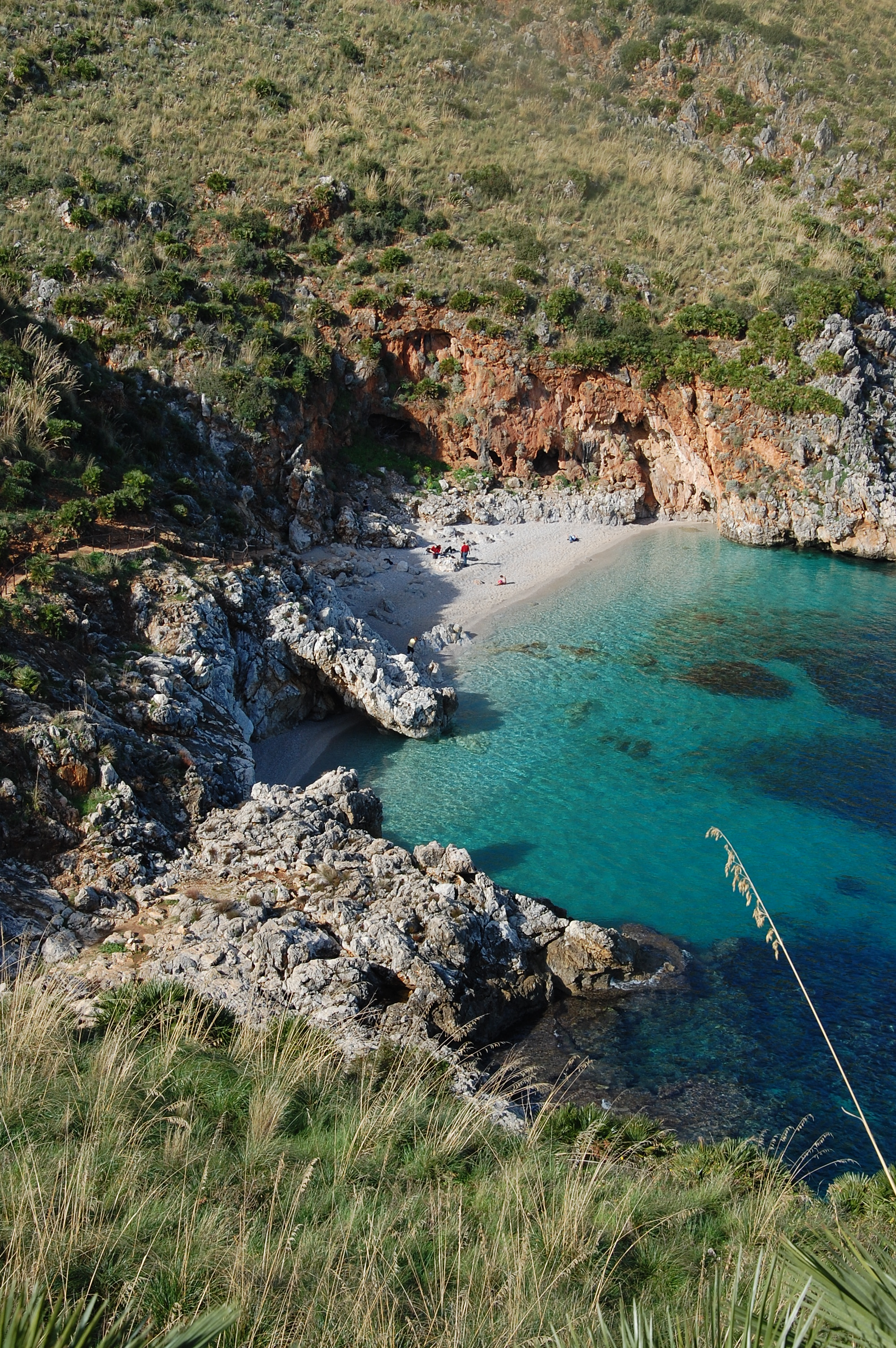
Cala Capreria en Zingaro, Sicilia

Un sector importante y cada vez más desarrollado es el del cultivo, en invernaderos, de flores apreciadas, como las orquídeas, favorecidas por el clima cálido-húmedo que ha alcanzado y superado en producción al de otras regiones tradicionalmente productoras. 
Hoy, las flores sicilianas se compran y envían a toda Europa. Además, en Vittoria se encuentra el mayor mercado de frutas y verduras de Italia.
En Sicilia, se dedican unas 650 000 hectáreas a la agricultura de siembra y 400 000 a cultivos permanentes. También se cultiva algodón en la llanura de Gela; el producto siciliano constituye el 78% de la producción nacional.

### Turismo
La industria turística se ve favorecida por la presencia en la zona de numerosos yacimientos arqueológicos (Morgantina, Segesta, Selinunte, Valle dei Templi y Villa del Casale) y bellezas artísticas y naturales que atraen el interés de los visitantes. Además del turismo balneario, que cuenta con famosas atracciones constituidas por el variado litoral y las islas menores, se concede gran importancia al turismo cultural gracias a las ciudades de arte.
Se ha invertido en la capacidad de alojamiento de los hoteles, lo que ha propiciado un aumento del número de visitantes a la isla. Las llegadas de turistas en 2007 ascendieron a 2.847.575 italianos y 1.766.763 extranjeros. Según datos del Observatorio Económico de Confartigianato Sicilia, las presencias turísticas alcanzaron los 14,7 millones, un valor cercano al máximo histórico de 2014 de 14.704.926 presencias turísticas (+1 millón respecto a 2016, igual a +7,3%) y al máximo histórico de 4.857.542 llegadas (+449.000 respecto a 2016, igual a +10,2%). Entre las regiones italianas, Sicilia ocupa el 10.º lugar en número de llegadas, representando el 3,9% de los turistas que realizaron un viaje a Italia, y el 13.º en número de presencias, representando el 3,5% del total de pernoctaciones de clientes en establecimientos de alojamiento de toda la península.
La ciudad metropolitana de Mesina, con unos 5 millones de presencias turísticas al año, es la primera de Sicilia y una de las primeras del sur de Italia. Destinos turísticos como Taormina, las islas Eolias, Erice, las islas Egadi, Pantelleria, Lampedusa, Ustica, Cefalú, Monreale, Palermo (con el pueblo costero de Mondello) y alrededores como Isola delle Femmine y Terrasini son muy populares entre los turistas italianos y extranjeros, en la zona de Catania, Catania, Acireale y Caltagirone, en la zona de Ragusa y Modica, en la zona de Enna, Piazza Armerina, en la zona de Trapani, San Vito Lo Capo, Castellammare del Golfo (con la aldea de Scopello) y en la zona de Siracusa, Noto y Siracusa.

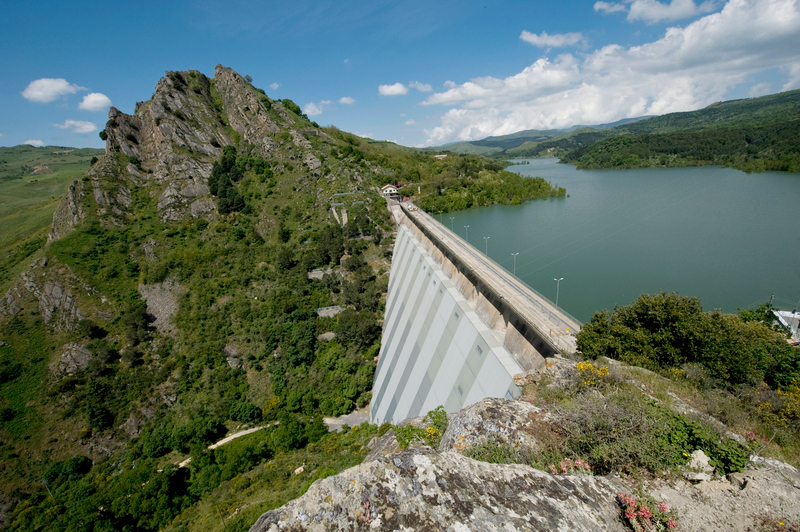
Embalse de Ancipa

### Energía

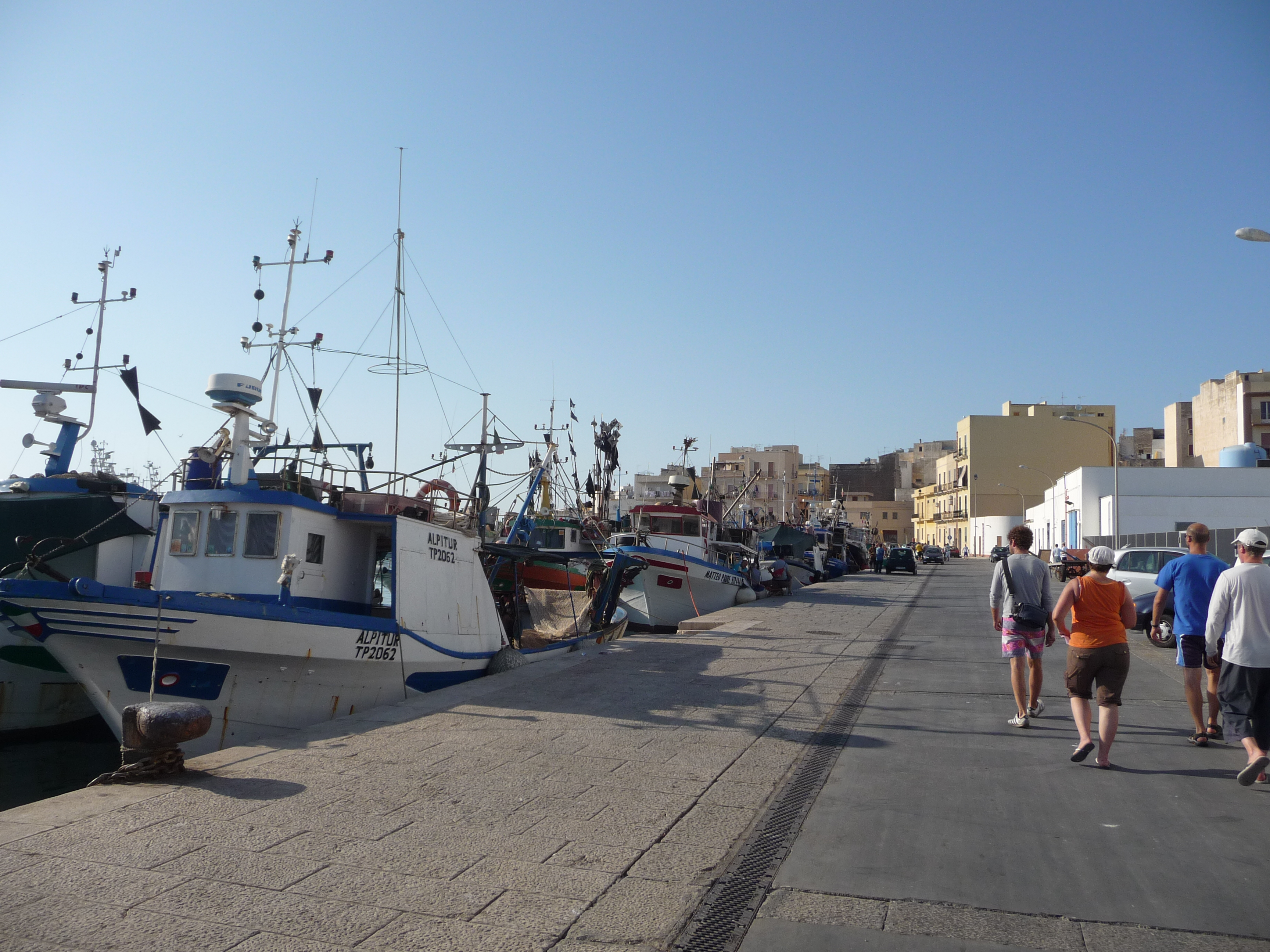
Botes de pescadores en Sicilia

Una línea eléctrica que cruza el estrecho de Mesina exporta parte de la electricidad producida en Sicilia, pero lo más importante es que permite a la región recibir más de la mitad de la energía del norte de Europa que necesitan los 5 millones de habitantes de Sicilia. La energía principal, más parte de la auxiliar producida por las centrales eléctricas de la región, se utiliza en las ciudades y para las líneas ferroviarias electrificadas de 3 kV. La empresa de desarrollo y gestión de líneas eléctricas Terna construirá una segunda línea eléctrica entre Sorgente y Rizziconi, así como la ampliación de la red de la región a 380 kV.
Aunque las centrales eléctricas tradicionales están bastante extendidas y tienen una buena producción, las fuentes alternativas, a pesar del enorme potencial en este sentido que tiene Sicilia, aún no están muy extendidas: algunas centrales eólicas son experimentales, mientras que pronto se activará en Enna, en el polígono industrial de Dittaino, una central que utiliza biomasa para producir energía a bajo coste, la primera de este tipo en el sur de Italia.
Cerca de Adrano, entre 1981 y 1987, fue construida por Enel, en el marco de un proyecto europeo, la central solar de Eurelios, que suministró 1 megavatio de energía; la central quedó entonces sin uso. En 2011, Enel Green Power comenzó a desmantelar la central solar de Eurelios para hacer sitio a una planta fotovoltaica; cuando esté terminada, la nueva planta podrá generar 14 millones de kWh (las necesidades de consumo de más de 5.000 hogares).
En los años 90, se construyó una central hidroeléctrica en la zona de Sortino que produce energía utilizando un salto de más de 100 metros creado entre dos lagos artificiales construidos especialmente. Esta central, la primera de este tipo, se construyó para poder abastecer el consumo diurno masivo de las industrias de la zona de Priolo. El balance energético de la central es decididamente negativo, pero permite almacenar la energía sobrante producida por la noche para bombear agua al embalse superior y luego utilizarla durante el día para producir energía que sustente el consumo diurno de las industrias de la zona. Puesta en servicio en 1989, está situada en el valle de Anapo, en el municipio de Priolo Gargallo. El embalse superior (lago) también recoge agua de la cuenca alta del Anapo, con un volumen de 5,6 millones de metros cúbicos. Tiene una capacidad eficiente de 500 MW y una capacidad de bombeo de 580 MW, gracias a 4 grupos turbina/bomba reversibles de 125 MW en producción y 145 MW en bombeo. La altura entre los embalses es de aproximadamente 312 m.

### Pesca
Marzamemi, pueblo pesquero famoso por su "tonnara", constituye un recurso precioso para Sicilia, que es la primera región italiana en cantidad de producto capturado, tamaño de la flota (33% de la flota pesquera italiana) y número de pescadores empleados.
Hay muchos puertos con grandes flotas de buques pesqueros; entre ellos, el más importante es Mazara del Vallo, el primero de Italia con 27687 TRB (toneladas de arqueo bruto) y 269 barcos pesqueros. También son importantes los puertos de Trapani, Scoglitti, Sciacca y Porticello, con más de 130 barcos pesqueros registrados en el compartimento. Otros puertos son Licata, Porto Empedocle, Marsala, Pozzallo, Lampedusa, Catania y Portopalo. Además del pez espada, en la zona del estrecho de Mesina se pesca atún, sardina, boquerón y caballa, es decir, el típico pescado azul del Mediterráneo, que proporciona a la industria conservera la materia prima necesaria para la producción de conservas y ahumados. En las zonas de Trapani y Marzamemi se produce botarga, que también se exporta al extranjero.
En Mazara del Vallo, pero también en otras zonas marinas de la costa mediterránea de Sicilia, se crían pescados como la lubina, la dorada, el atún (de engorde); en Ganzirri, en la zona norte de Mesina, la de ostras y mejillones. Trapani también es conocida por sus salinas, de las que se produce sal marina fina desde la antigüedad.

### Industria
Aunque la región no presenta niveles de industrialización comparables a los del norte de Italia, en conjunto cuenta con un aparato industrial más vivo que el resto del sur de Italia, gracias a la presencia de las mayores fábricas del sur y de numerosos distritos industriales, concentrados en la llanura de Gela, en torno a Augusta, Siracusa, Milazzo y Enna (zona industrial de Dittaino) con industrias petroleras, energéticas, electrónicas y de transformación química agroalimentaria.

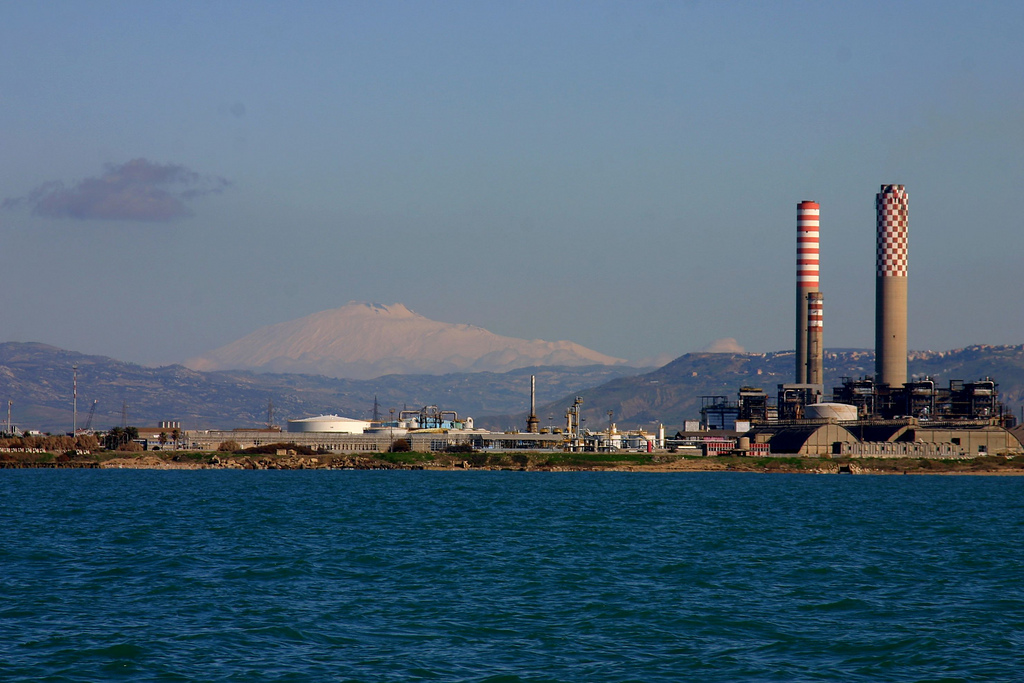
Polo petroquímico de Gela

Sin embargo, Palermo y Catania son las ciudades con más de un distrito industrial. En concreto, la ciudad de Catania cuenta con hasta tres grandes distritos industriales especializados en casi todos los sectores, desde el agroalimentario hasta el mecánico, pasando por el electrónico o el químico.También cabe mencionar una cuarta área de excelencia también cerca de Catania, el llamado "Valle del Etna", una gran zona industrial a la vanguardia de la producción electrónica.
En Sicilia se explotan los yacimientos de petróleo y metano de Ragusa.

### Minería
Las minas de azufre de los consorcios municipales libres de Enna, Caltanissetta y Agrigento se cerraron, a partir de mediados del siglo XX, debido a la fuerte competencia del azufre proveniente de América extraído con el método Frasch y vendido, por tanto, a precios sensiblemente inferiores; el proceso de extracción diferente en Sicilia se había vuelto demasiado caro y, por tanto, poco rentable. Otras minas de sales potásicas, utilizadas en diversos sectores de la industria, se cerraron a finales de los años ochenta en el territorio del consorcio municipal libre de Caltanissetta, ya que las importaciones procedentes de Europa del Este se habían abaratado. En el pasado, también florecieron en la zona de Ragusa las explotaciones mineras de yeso y brea (para la extracción de hidrocarburos), pero también éstas quedaron marginadas durante el siglo XX.
En la actualidad, la extracción de petróleo en tierra de los pozos de Ragusa es importante en el subsuelo siciliano. En los años 90 se perforaron otros pozos frente a la costa sur de Sicilia, en el Canal de Sicilia, donde se han instalado varias plataformas petrolíferas visibles frente a Ragusa (Piattaforma Vega). También hay yacimientos de gas metano. Cabe destacar la extracción del famoso Perlato di Sicilia (un tipo de mármol), que hace de Custonaci una de las cuencas marmóreas más importantes de Italia.

## Transporte

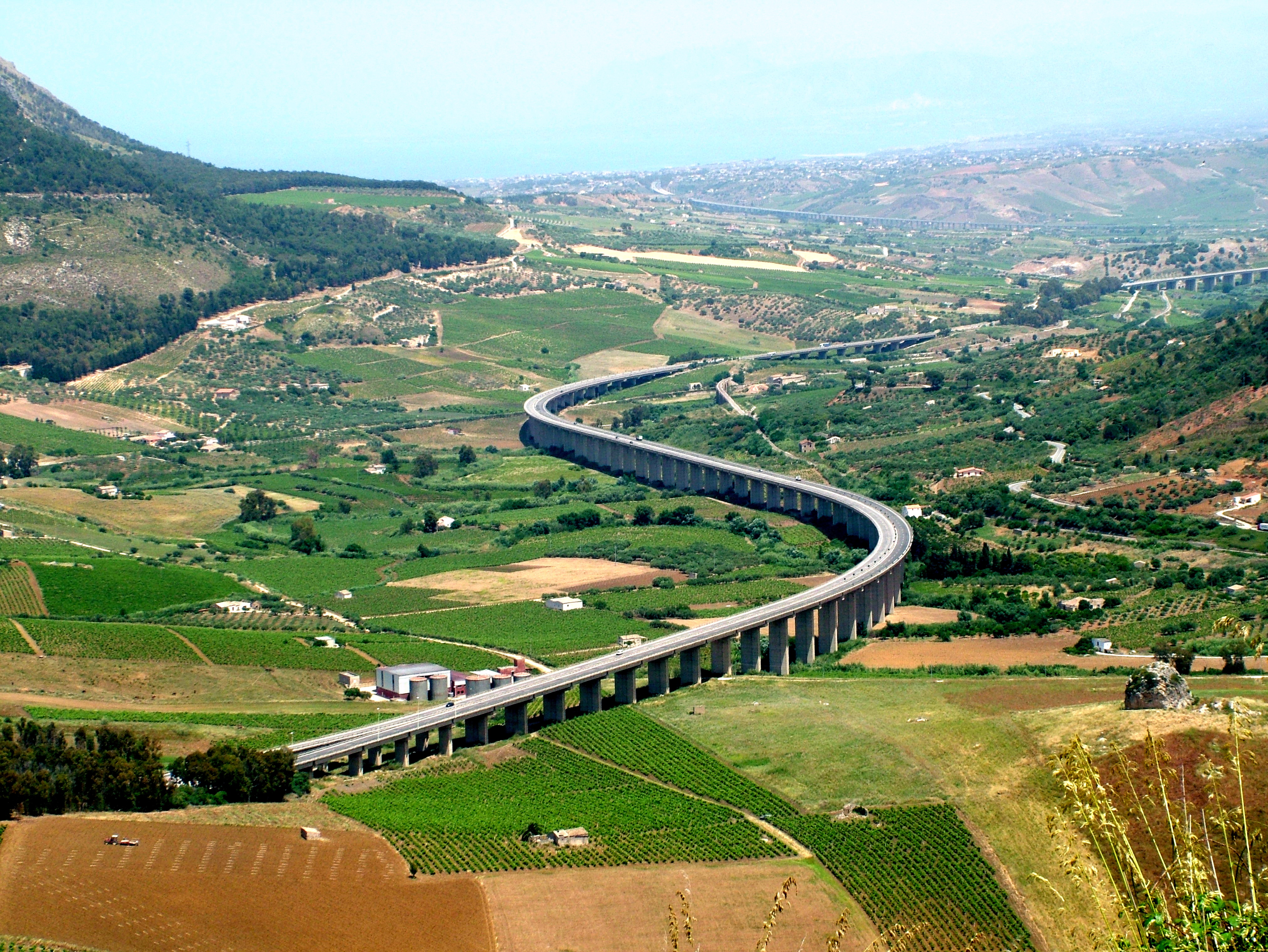
Uno de los puentes en una Autopista de Sicilia (Autostrada A29 dir Italia)

### Transporte terrestre
Sicilia cuenta con varias autopistas que conectan las principales ciudades de la región.
- La autopista A18 Messina-Catania, que conecta las dos ciudades más grandes del este de Sicilia, es de peaje. En 2003 registró un tráfico aproximado de 28 millones de vehículos de motor. También es muy importante debido a la ausencia de rutas alternativas adecuadas para el tráfico de cercanías. En el tramo de la ciudad metropolitana de Mesina, la autopista es una sucesión de puentes y túneles, ya que los montes Peloritani llegan hasta el mar; en la ciudad metropolitana de Catania, el Etna desciende suavemente hasta el mar, por lo que desaparecen los túneles (principales ciudades atravesadas: Taormina, Giarre, Acireale); la autopista se completa con el ramal A18 dir, de 5 km de longitud, hasta el centro de Catania.

- La autopista A18 Siracusa - Ispica/Pozzallo, que conecta la capital aretusa con algunos de los principales centros de su consorcio municipal libre y con el consorcio municipal libre de Ragusa. Principales centros atravesados: Avola, Noto, Rosolini; Ispica; Pozzallo. El tramo de Pozzallo a Modica está en construcción con vistas a su finalización hasta Gela.

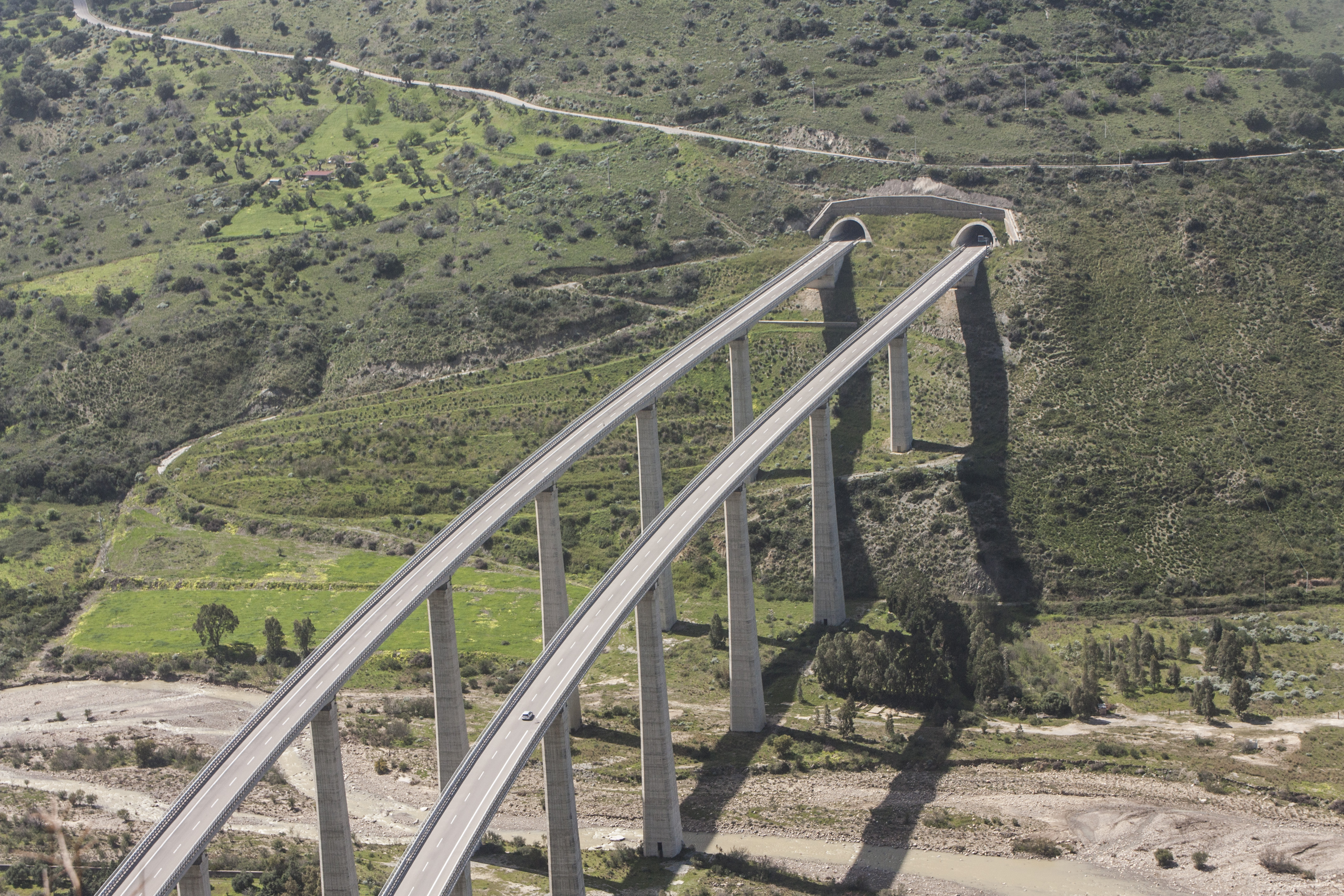
Viaducto de la Autostrada A20

- Viaducto de la Autostrada A20La autopista A19 Palermo - Catania, que une las dos principales metrópolis, no es de peaje y pasa por Caltanissetta y Enna, en el interior.

- La autopista A20 Messina - Palermo, terminada en julio de 2005 tras más de 20 años de obras, es un importante eje de autopistas de peaje que permite llegar a las dos ciudades facilitando los desplazamientos, especialmente los comerciales. En 2003 registró un tráfico de unos 21 millones de vehículos de motor. Discurre a lo largo del mar Tirreno con puentes y túneles en perpetua sucesión, excepto en la zona de Milazzo; principales centros atravesados: Milazzo, Barcellona Pozzo di Gotto, Patti, Capo d'Orlando, Sant'Agata di Militello, Cefalù, Termini Imerese y Bagheria.

- La autopista A29 Palermo - Mazara del Vallo, y el ramal Alcamo - Trapani, ambos sin peaje, conectan la capital con la parte occidental de la región. Es la autopista donde murieron el juez Giovanni Falcone, su mujer y su escolta en el cruce de Capaci; en este cruce se han colocado dos columnas metálicas en ambos sentidos para conmemorar la tragedia. No tiene gasolineras. Principales centros atravesados: Alcamo, Castellammare del Golfo, Castelvetrano, Mazara del Vallo.

- Raccordo autostradale 15 o circunvalación de Catania es un gran eje viario de 24 km de longitud que circunvala el centro urbano de Catania. Conecta la A18 a Mesina con la A19 a Palermo y la autopista a Siracusa, así como varias carreteras estatales del este de Sicilia.

- La autopista Catania-Siracusa se abrió al tráfico en diciembre de 2009 y tiene una longitud total de 25 km. Conecta la RA 15 (circunvalación de Catania) con la salida Augusta-Villasmundo de la SS 114 Orientale Sicula, donde continúa sin interrupción hasta la autopista Siracusa-Gela (A18); principales centros atravesados: Augusta, Lentini-Carlentini.

### Red ferroviaria

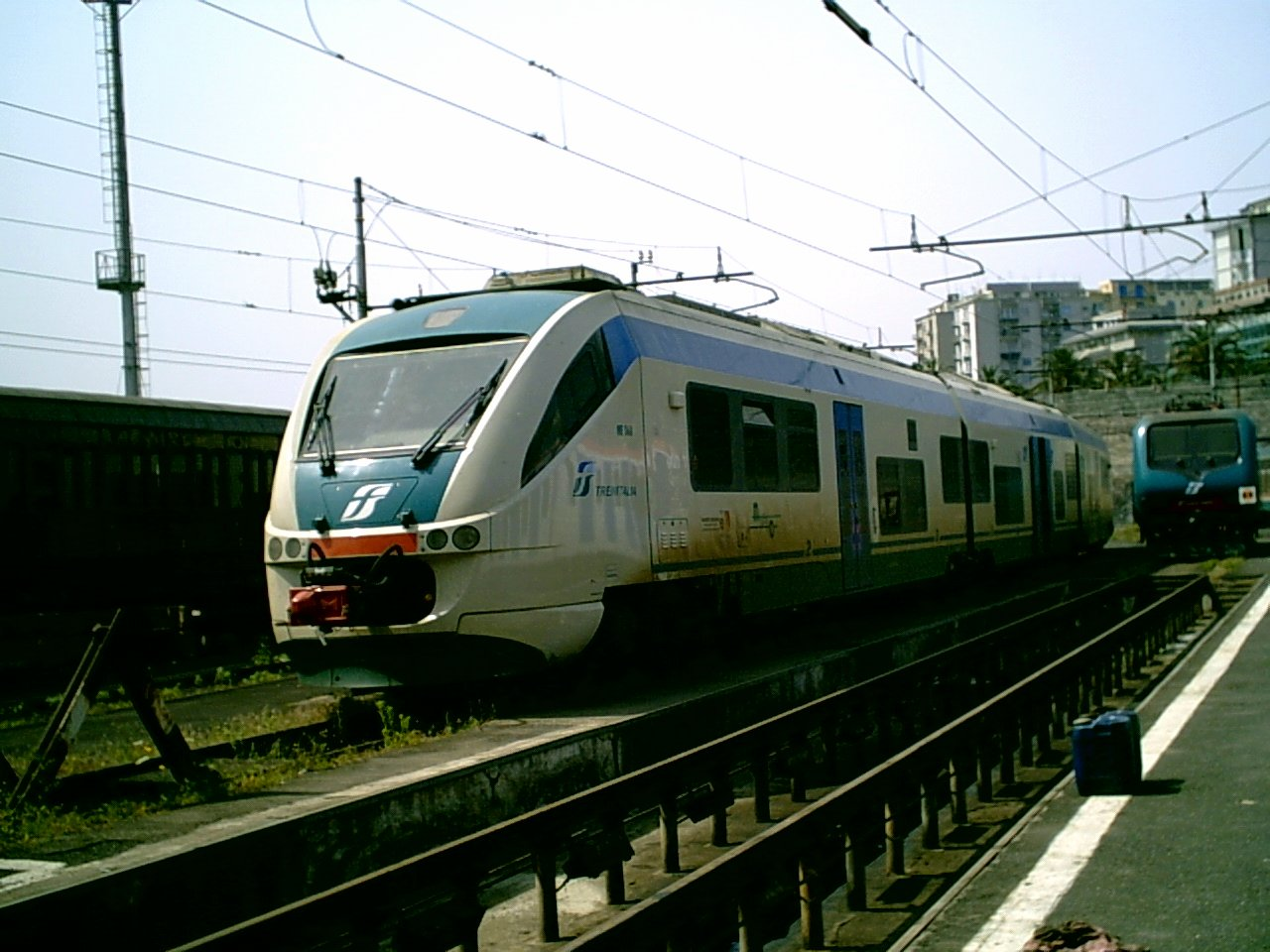
Un tren "Minuetto" (en servicio en varias líneas sicilianas), detenido en el depósito de locomotoras de Catania.

Toda la red ferroviaria siciliana adolece de seguir esencialmente las vías ya obsoletas de sus orígenes y no responde, en su conjunto, a las necesidades de movilidad de la región. La mayoría de las líneas son de vía única, con tramos de vía doble (169 km) sólo en los dos ejes principales, Tirreno y Jónico; más del 85 % siguen siendo de vía única (1209 km). De hecho, la red ferroviaria de Sicilia se compone esencialmente de líneas de vía normal explotadas por RFI y los servicios son prestados por Trenitalia. En cambio, la línea de vía estrecha que rodea el Etna pertenece al Ministerio de Infraestructuras y los servicios los presta Ferrovia Circumetnea. Los ferrocarriles electrificados constituyen más del 60 % (unos 800 km) del conjunto, mientras que los 583 km de línea restantes sólo son recorridos por vehículos diésel; la red electrificada adopta el sistema, común al resto de líneas italianas ordinarias, de corriente continua de 3 kV.
Las líneas actuales datan en gran parte de las primeras décadas de la Unificación italiana, salvo el tramo Caltagirone-Gela, abierto a la explotación a mediados de los años 1970 (pero cerrado por el derrumbe de un puente) y la variante entre Mesina y Patti, que incluye un nuevo túnel Peloritani. Las obras de modernización y desdoblamiento del tramo Palermo-Messina comenzaron hace muchos años y aún no está previsto que concluyan; el tramo Palermo-Agrigento se está acelerando y el tramo Fiumetorto-Caltanissetta Xirbi se está acondicionando. A pesar de su valor turístico, el ferrocarril Valle dell'Alcantara, hasta Randazzo, se cerró tras una modernización parcial, y lo mismo ocurrió con la línea Noto-Pachino a pesar de que atraviesa el Oasis Vendicari.
La extensa red ferroviaria estatal de vía estrecha que conectaba numerosas localidades del interior de la isla entre sí y con la red de FS ha desaparecido por completo. Un programa en curso es la transformación del tramo urbano del ferrocarril Circumetnea entre Catania y Paternò en un sistema de metro electrificado de doble vía y ancho estándar, pero sólo el tramo urbano dentro de la ciudad de Catania sigue en funcionamiento. Un programa a largo plazo prevé la modernización del trayecto Messina-Catania-Palermo, previa adaptación de las vías en la mayoría de los tramos ferroviarios existentes.
Los servicios ofrecidos en toda la red se han reducido mucho en comparación con el pasado, con la reducción de las conexiones con el resto del país a sólo diez trenes de larga distancia desde Roma, Nápoles y Milán a Palermo, Mesina y Siracusa.

## Cultura

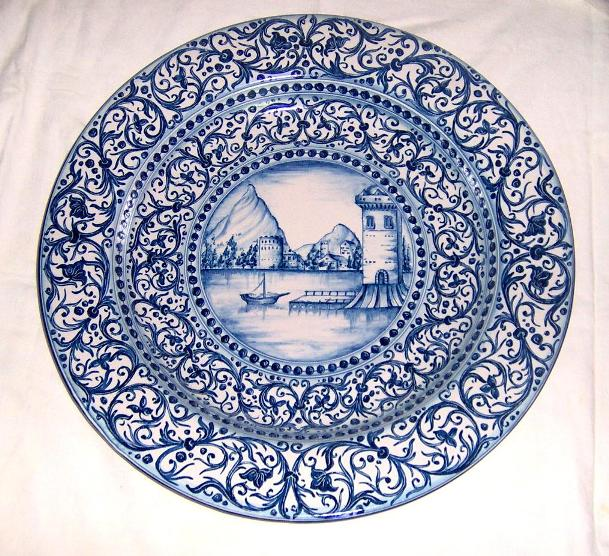
Jarrón de cerámica de Caltagirone.

Cada pueblo y ciudad de Sicilia tiene su propio patrón, y las fiestas cristianas se celebran con vistosas procesiones por las calles, bandas de música y fuegos artificiales.
Las fiestas religiosas sicilianas incluyen también el presepe vivente (belén viviente), que tiene lugar en Navidad. Combinando hábilmente religión y folclore, se trata de un falso pueblo siciliano del siglo XIX, con un belén, en el que participan personas de todas las edades vestidas con trajes de la época, algunos encarnando a la Sagrada Familia y otros trabajando como artesanos de su oficio. Suele concluir el día de Reyes, a menudo con la llegada de los Reyes Magos a caballo.
La tradición oral desempeña un papel importante en el folclore siciliano. Muchas historias transmitidas de generación en generación tienen como protagonista a un personaje llamado "Giufà". Las anécdotas de la vida de este personaje preservan la cultura siciliana y transmiten mensajes morales.
Los sicilianos también disfrutan de las fiestas al aire libre, que se celebran en la plaza o piazza local, donde se interpreta música y se baila en directo, y se instalan ferias gastronómicas o sagre en casetas a lo largo de la plaza. En ellas se ofrecen diversas especialidades locales, así como comida típica siciliana. Normalmente, estos actos concluyen con fuegos artificiales. Destaca la Sagra del Carciofo o Fiesta de la Alcachofa, que se celebra anualmente en Ramacca en abril. El acontecimiento tradicional más importante de Sicilia es el carnaval. Son famosos los carnavales de Acireale, Misterbianco, Regalbuto, Paternò, Sciacca y Termini Imerese.

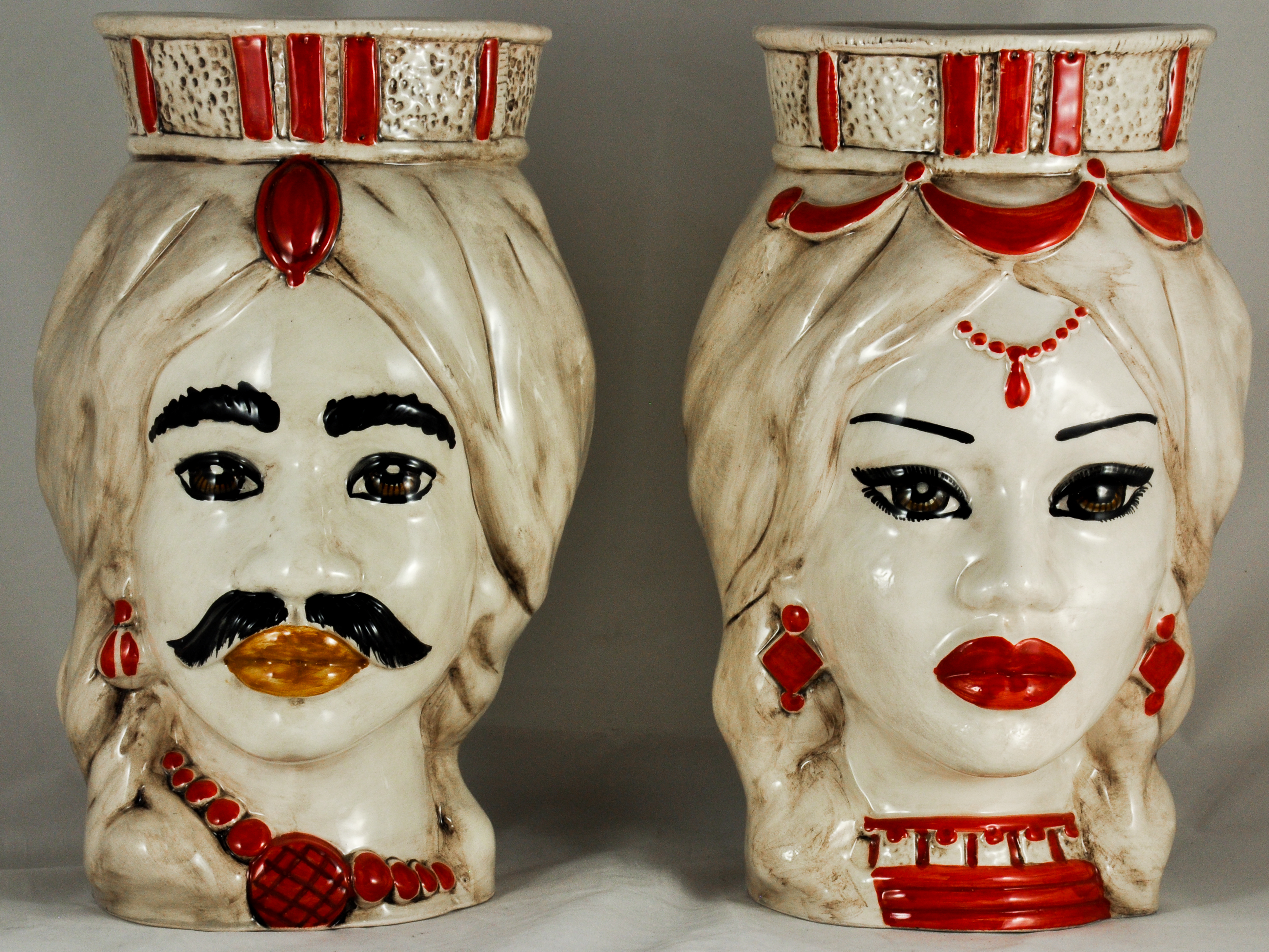
Un par de cabezas moras, cerámicas simbólicas de Sicilia que cuentan una antigua leyenda de Palermo

### Tradiciones y Folclore
Una parte fundamental de la tradición siciliana se refiere a los cuentos orales, recopilados en el siglo XIX por Giuseppe Pitrè en la Biblioteca de Tradiciones Populares Sicilianas. Abarcan desde los cunti hasta los cuentos de hadas, proverbios y trabalenguas. El personaje estereotipado de Giufà es el protagonista de la mayoría de los cuentos que terminan con una moraleja.
Muchos de estos cuentos aún no se han codificado del todo. Hay tantas leyendas (como las cuatro de Gammazita, los hermanos Pii, Uzeta y Colapesce) que tienen una variación en cada pueblo (hay unas treinta versiones codificadas de la leyenda de Colapesce) que constituyen una verdadera mitología siciliana.
Las tradiciones populares sicilianas son numerosas y multiformes, ya que estuvieron marcadas por no pocas colonizaciones divergentes. Es fácil recordar, en efecto, que la isla fue dominada paulatinamente por griegos, romanos, bizantinos y árabes, normandos, españoles y franceses, por poner los ejemplos más palmarios. Obviamente, cada una de estas influencias se ejerció sobre la etnia local de forma más o menos generalizada, fusionándose y chocando de vez en cuando con las tradiciones preexistentes, empezando por las indígenas. La civilización siciliana y su cultura espontánea parecen por tanto insulares, si se comparan con los frutos similares que maduran en Cerdeña y Córcega, pero de una riqueza y peculiaridad óptimas para un estudioso. Baste recordar que el folclorista Giuseppe Pitrè dedicó una obra de veinticinco volúmenes a las tradiciones populares de esta zona, incorporando pertinentemente descripciones etnográficas y perspectivas históricas.

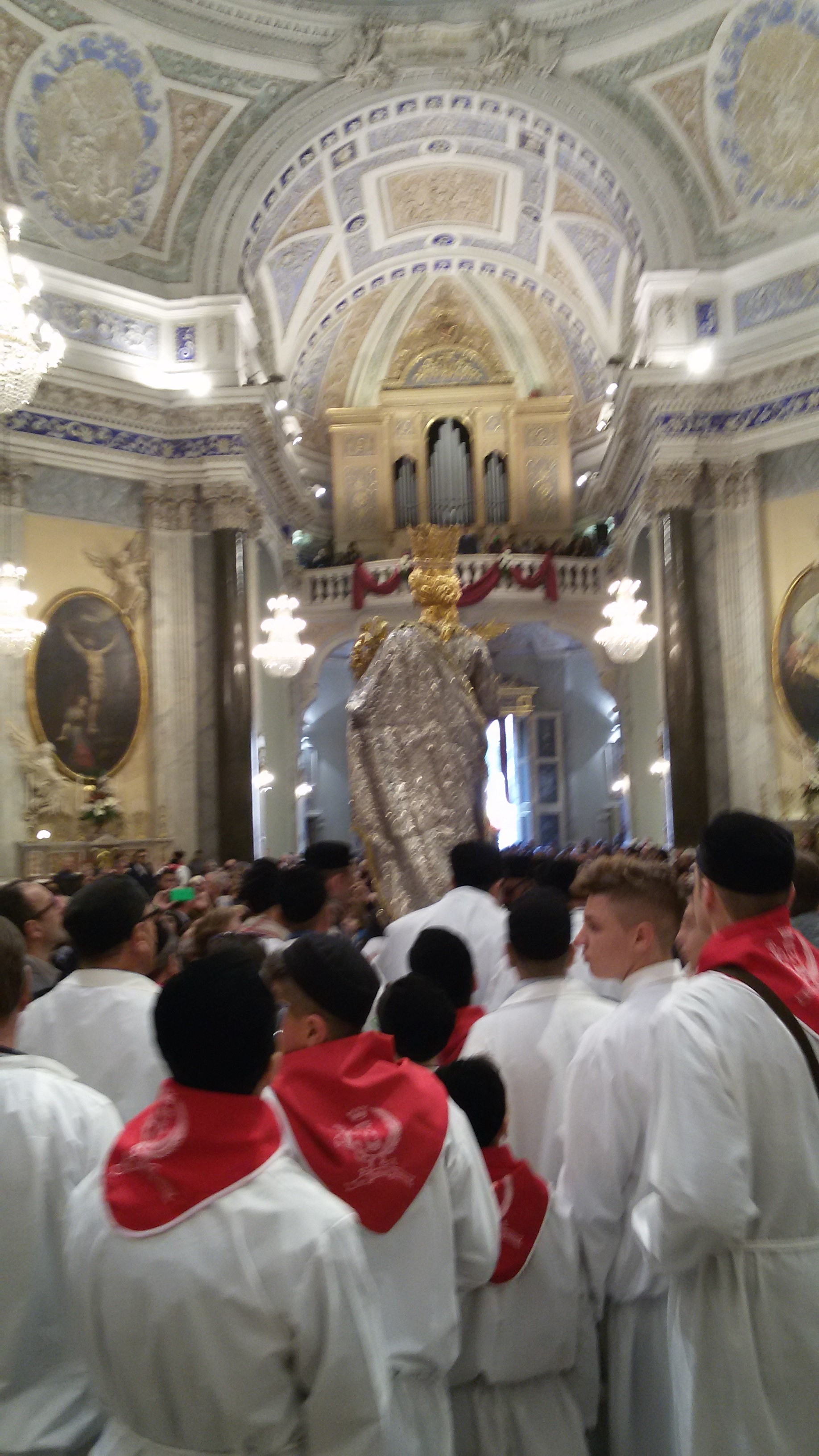
Fiesta de Santa Bárbara

El mundo de las creencias y leyendas, de diversas maneras, se relaciona con el patrimonio fabulístico, poético y musical antes reseñado, constituyendo no pocas veces su fuente primaria. Como en casi todas las regiones italianas, se pueden rastrear aquí componentes paganos y cristianos, más o menos mezclados, y supersticiones que tocan todos los aspectos de la vida humana. 
En las zonas de Mesina y Palermo, por ejemplo, sigue vivo el recuerdo de Colapesce, pero muchos otros personajes de carácter acuático se repiten un poco por todo el folclore de la isla. Aparte de los recuerdos más conocidos de origen clásico, cabe destacar aquí a la sirena que cada año, según la antigua creencia de Módica, en la noche entre el 24 y el 25 de enero, emerge del fondo del mar con un canto muy dulce y está dispuesta a predecir el futuro a quien sepa acercarse a ella. 
También se registran imágenes y motivos más inquietantes en fechas precisas o en torno a ellas. Así, en Capodarso, se cree que al menos una vez al año tiene lugar una auténtica "feria" de espíritus cerca de un puente erigido por Carlos V, durante la cual, entre otras cosas, se venden frutas destinadas a convertirse en oro al día siguiente. En Termini Imerese arraiga una leyenda según la cual Salomé, hija de Herodías, llegó a estas costas en busca de expiación por la muerte de Juan el Bautista, que ella misma había provocado; por ello hizo construir una iglesia en memoria del mártir, pero en cuanto estuvo terminada, un río de sangre brotó de las entrañas de la tierra, secándolo todo a su alrededor. La hermosa pecadora se habría ahogado entonces en aquellas olas.
En cuanto esto ocurrió -continúa la leyenda-, el río de sangre se hundió bajo tierra. Pero cada año, en la noche de la víspera de San Juan, por encantamiento, Salomé y el torrente de sangre reaparecían en la superficie, deteniendo todo temblor de vida, hasta que, por la mañana, el disco solar, portando la cabeza decolada del Bautista, obligaba a Salomé y al río asociado a ella a regresar al inframundo. Del mismo modo, en Noto se habla de un tesoro oculto enterrado en una cueva y custodiado por los fantasmas de los "infieles" que lo habían enterrado allí; en Sciacca se transmite una oscura historia de sangre que incluye la resurrección repetida de los muertos, con fines de venganza, etc. El panorama de las creencias activas no es menos rico en referencias a la época precristiana. Por ejemplo, cada año se hacen regalos a los niños en conmemoración del regreso de los muertos en las primeras noches de noviembre.

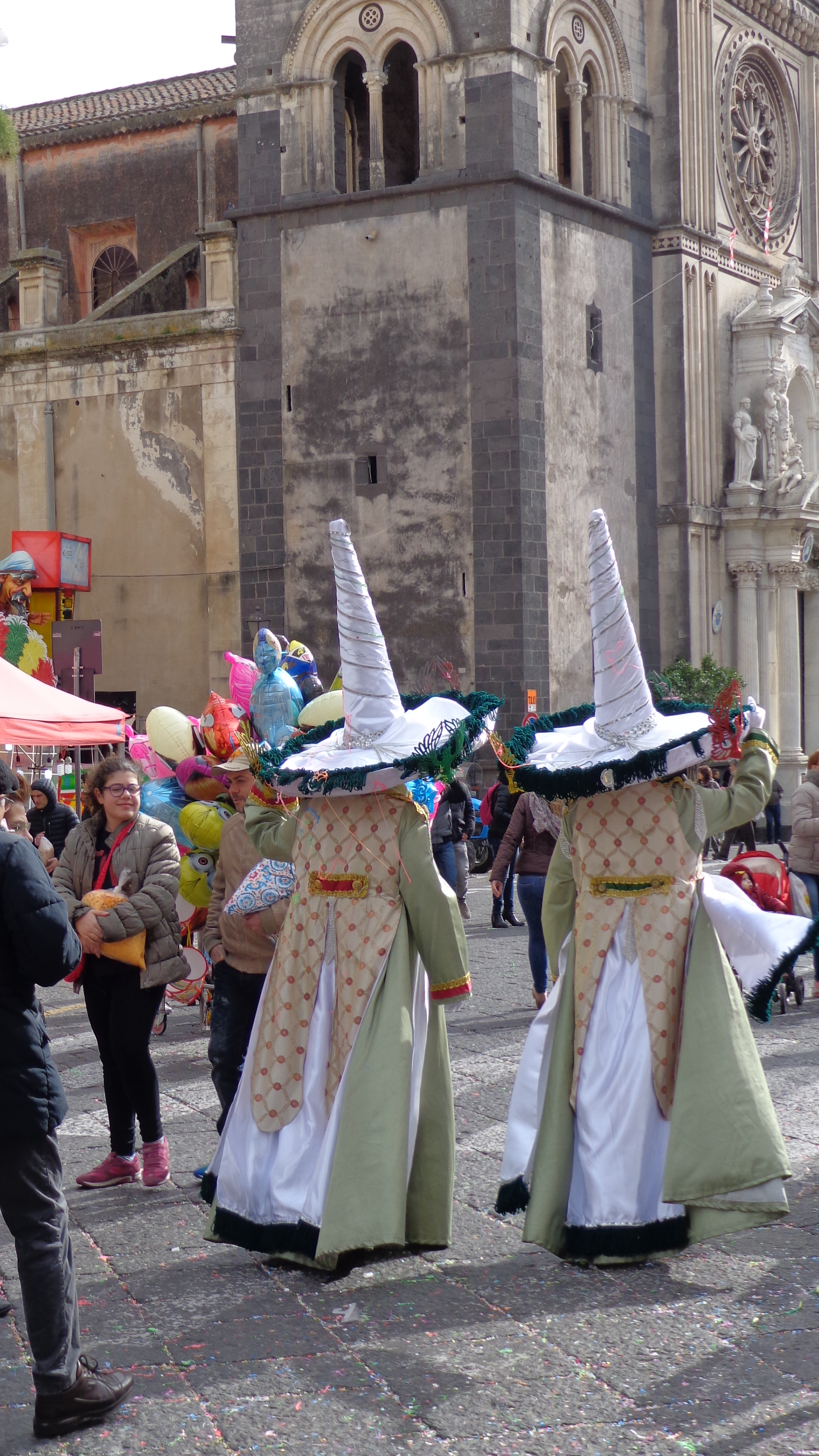
Carnaval de Acireale

En las mismas fechas, los pasteleros locales acostumbran a elaborar dulces, llamados "dei morti" (de los muertos), con temas macabros: esqueletos, calaveras y huesos. Esta costumbre está especialmente viva en las zonas de Palermo y Catania. La fiesta de Santa Lucía (13 de diciembre) y los días inmediatamente posteriores, hasta Nochebuena, se consideran propicios para trazar horóscopos sobre el curso del inminente Año Nuevo. Por último, la Epifanía se considera unánimemente el primer día de carnaval. A propósito de festividades, cabe mencionar también la cabalgata del Gigante y la Giganta que tiene lugar en Mesina el 15 de agosto, fiesta de la Asunción, casi en contraste con la procesión de la "vara": una construcción piramidal adornada con imágenes de ángeles y que lleva en su cúspide las estatuas de la Virgen y Cristo. 
En cambio, la "diavolata" de Adrano tiene una equívoca impronta cristiana: un drama sagrado que ve la batalla victoriosa del arcángel Miguel contra legiones de demonios y contra la propia Muerte. Por supuesto, lo mismo puede decirse de las famosas fiestas palermitanas de la patrona Santa Rosalía, conmemoradas en tres fechas distintas, el 11 de enero, el 15 de julio y el 14 de septiembre, con imponentes procesiones y gigantescas "vare", similares a la "vara" de Mesina. En otro orden de cosas, cabe mencionar también las tablillas exvoto conservadas en el santuario de Trecastagni (Catania).
En cuanto a ciertos aspectos de la cultura ergológica, es bien conocido el típico carro isleño de ruedas altas, generalmente tallado y pintado con escenas inspiradas en acontecimientos caballerescos, narrados por cuentacuentos y la Opera dei Pupi. Sobre los orígenes de este medio de locomoción, no falta el debate entre los especialistas de principios de siglo. Sin embargo, Giuseppe Cocchiara ha demostrado que el sistema viario de la isla no permitió el nacimiento de este medio de transporte hasta mediados del siglo XVIII. Además, los ejemplos más antiguos de carro siciliano que se conservan no suelen remontarse más allá de mediados del siglo pasado. En los ejemplos más antiguos, las tallas y pinturas pueden ser de temas sagrados más que "carolingios". Sin embargo, no es esta distinción iconológica la que garantiza la antigüedad. En cuanto a la arquitectura espontánea, observaremos que se inscribe plenamente en el horizonte del "estilo mediterráneo", típico de todo el Mezzogiorno. Aquí y allá, sin embargo, también pueden identificarse aglomeraciones o edificios individuales en forma de trulli.
Por último, dos palabras sobre las costumbres populares. También en este sector existen paralelismos bastante claros con otras regiones del sur de la Península. De hecho, la vestimenta femenina se asemeja a la de Calabria y Cerdeña en forma y color, variando obviamente según la edad y la ocasión. Lo mismo puede decirse del traje masculino, más severo y caracterizado por anchas bandas de color a modo de cinturón.

### Opera dei Pupi
La opera dei pupi (teatro de títeres en italiano) es una representación teatral en la que sus protagonistas son caballeros de Carlomagno. Estas marionetas son una de las tradiciones más características de Sicilia. Palermo y Catania tienen los teatros de títeres más importantes. El teatro siciliano de marionetas Opera dei Pupi fue proclamado en 2001 e inscrito en 2008 en la lista del Patrimonio cultural inmaterial de la Humanidad de la UNESCO.

### Medios de comunicación
En Sicilia se publican y tienen su sede tres periódicos nacionales: Giornale di Sicilia, La Sicilia y la Gazzetta del Sud. La RAI tiene una redacción siciliana con sede en Palermo y una sucursal en Catania. También se publica el Quotidiano di Sicilia.
Las principales cadenas de televisión regionales, visibles en toda la isla, son: Antenna Sicilia, Telecolor, TRM Tele Radio del Mediterráneo y Tele Giornale di Sicilia.
Por último, existen numerosos medios en línea como Live Sicilia, BlogSicilia, PalermoReport, MessinaWeb, CataniaOggi, TP24, Il Fatto Nisseno, son algunos de los más seguidos.

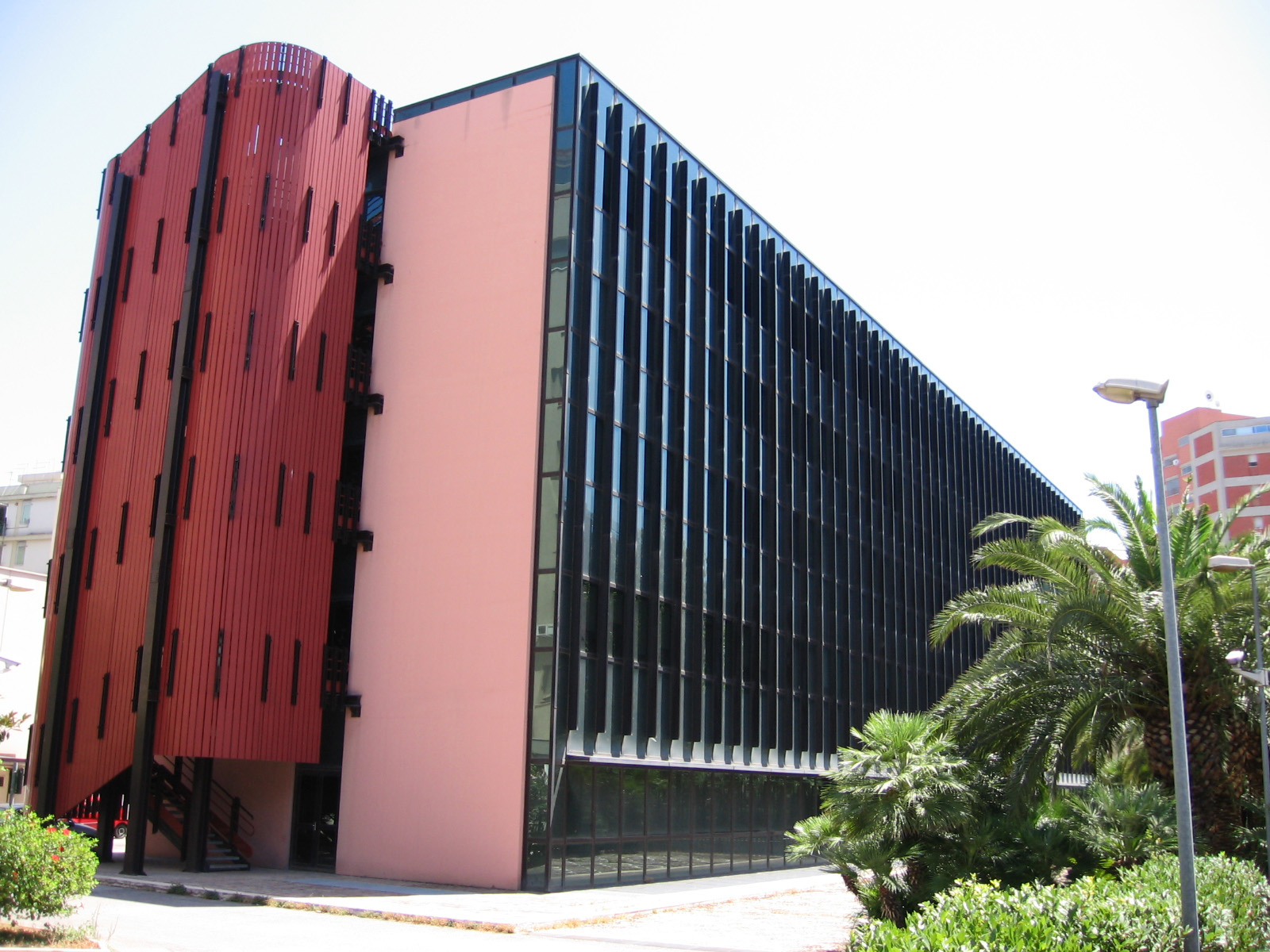
Sede de RAI en Palermo

### Cine
La historia del cine en Sicilia comenzó a principios del siglo XIX con la llegada del cinematógrafo de los hermanos Lumière (el más conocido y difundido entonces en el mundo) en abril de 1897 al Teatro Garibaldi de Palermo, poco más de un año después de la primera proyección pública de cine en el Grand Café del Boulevard des Capucines de París, el 28 de diciembre de 1895.Con el tiempo, el desarrollo y la expansión de la industria cinematográfica de la isla han ido acompañados de importantes obras cinematográficas, productoras y cineastas.
Además, a lo largo de las décadas, la isla, con sus grandes y pequeñas ciudades, sus paisajes y sus numerosas figuras literarias, ha servido de base para numerosos e importantes decorados cinematográficos. Según IMDb (International Movie Database), en Sicilia se han rodado más de dos mil títulos (entre películas de tema, documentales y películas inspiradas en las obras literarias de prolíficos autores sicilianos).Excluyendo el Lacio, que incluye Roma, luego Cinecittà y los muchos otros establecimientos cinematográficos, Sicilia es la región italiana más prolífica y fértil en cuanto al número de decorados cinematográficos, ya sea para toda una película o para una sola escena. 
Esto, a lo largo de las décadas, ha determinado el nacimiento de un lenguaje y un gusto específicos que caracterizan el perfil de la propia obra cinematográfica. La sucesión de productoras cinematográficas italianas y extranjeras que eligen Sicilia como plató para sus largometrajes y series de televisión es constantemente dinámica.
En 1905 se fundó en Palermo Lucarelli Film, la primera productora siciliana fundada por Raffaello Lucarelli y consorciada con la francesa Pathé, que durante su actividad produjo dieciséis películas de tema hasta mediados de los años veinte. Al mismo tiempo, se fundaron en la capital siciliana Azzurri Film, de Paolo Azzurri, y Lumen Film, sociedad italo-suiza, de Albert Roth-de-Markus, a las que se añadieron Gloria-Sicula y Dore Film. Palermo fue, y sigue siendo, la ciudad siciliana más prolífica en rodajes, con no menos de 165 largometrajes (sin contar documentales) rodados sólo en el siglo XX, a los que se han sumado en el último siglo los más grandes cineastas italianos, como Alessandro Blasetti, Pietro Germi, Luchino Visconti, Roberto Rossellini, Paolo y Vittorio Taviani, Francesco Rosi, Vittorio De Sica, Michelangelo Antonioni, Pier Paolo Pasolini, Alberto Lattuada, Franco Zeffirelli, Marco Ferreri, Damiano Damiani, Pasquale Squitieri, Giuseppe Patroni Griffi, Giuseppe Tornatore, Francis Ford Coppola, Werner Herzog, Michael Cimino, Wim Wenders, etc.

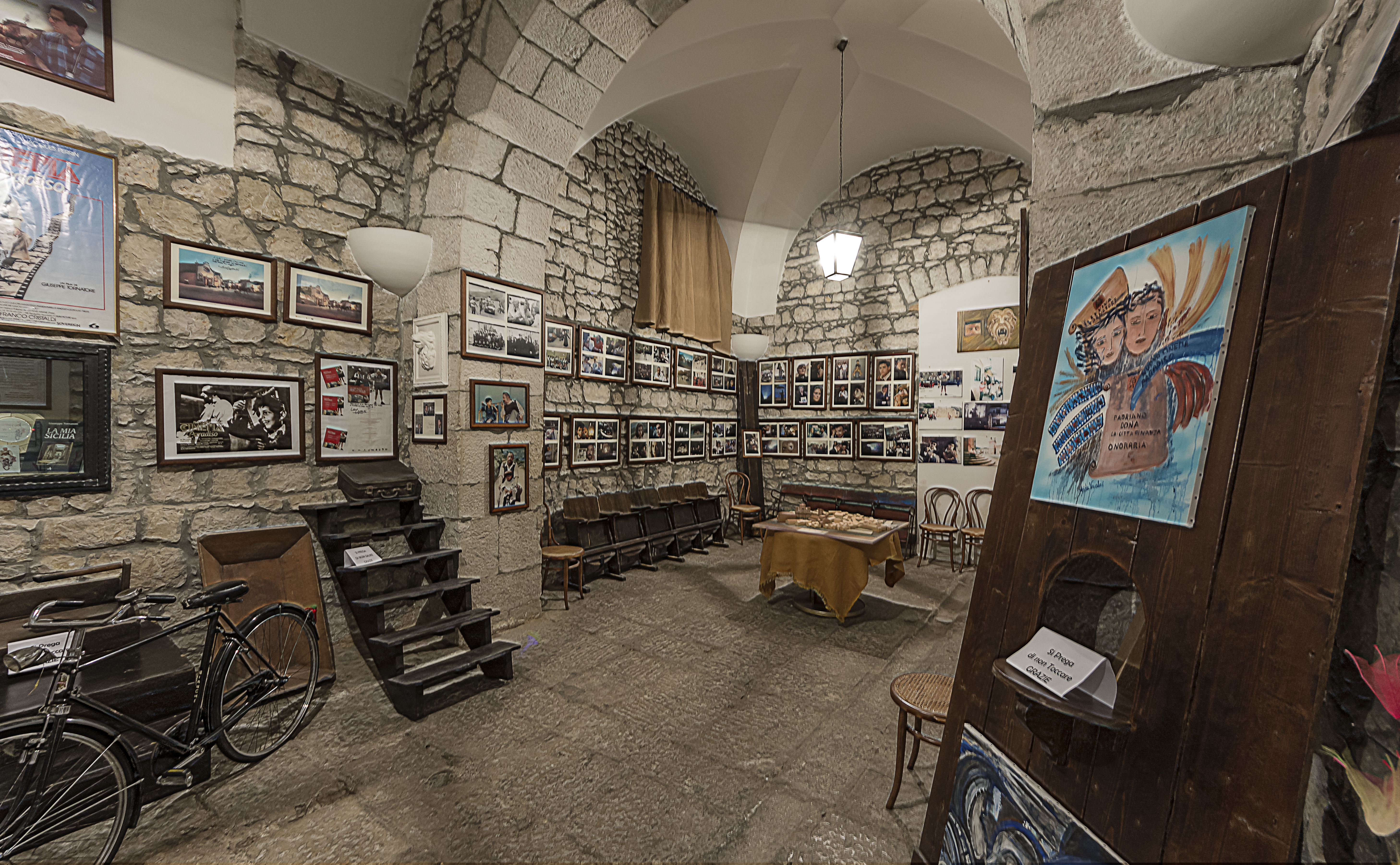
El museo "Nuovo Cinema Paradiso" en Palazzo Adriano, un centro siciliano entre los principales decorados de la película de Giuseppe Tornatore ganadora de un Oscar en 1990.

En 1913, se fundó en Catania una "Morgana film", pero no se conoce ninguna producción de esta compañía, mientras que en una compañía del mismo nombre fundada en Roma en 1914, el dramaturgo catanés Nino Martoglio desempeñó el papel de director artístico, dirigiendo las tres únicas películas producidas por dicha compañía, entre ellas Sperduti nel buio, ambientada en Nápoles, pero protagonizada por numerosos actores sicilianos, entre ellos Giovanni Grasso y Virginia Balistrieri.
Las películas en blanco y negro protagonizadas por Angelo Musco y su grupo de teatro en los años treinta fueron de los primeros largometrajes de éxito rodados en Sicilia. Luigi Pirandello también siguió con interés el desarrollo de la cinematografía, participando en los guiones de algunas películas hacia 1933.
En Palermo, Panaria Film fue una importante productora cinematográfica. Fue fundada en la segunda mitad de los años cuarenta por el príncipe Francesco Alliata di Villafranca, junto con Pietro Moncada di Paternò, Renzo Avanzo y Fosco Maraini. Tras algunos cortos submarinos en 35 mm en las islas Eolias (los primeros rodados en Italia), produjo Vulcano, con Anna Magnani, y La carrozza d'oro, de Jean Renoir. En 1956 cerró con muchas deudas. También destaca la producción del documentalista Vittorio De Seta.
Hoy hay directores sicilianos consagrados, como el oscarizado Giuseppe Tornatore, Daniele Ciprì, Franco Maresco, Pasquale Scimeca, Marco Amenta, Emma Dante, Roberto Andò, Luca Guadagnino (nominado a tres Globos de Oro, cuatro premios BAFTA y cuatro Oscar), etc.
Palermo alberga la Sicilia Film Commission (órgano de la Región de Sicilia - Departamento de Turismo, Deporte y Espectáculos) y el Centro Sperimentale di Cinematografia - Filial de Sicilia.

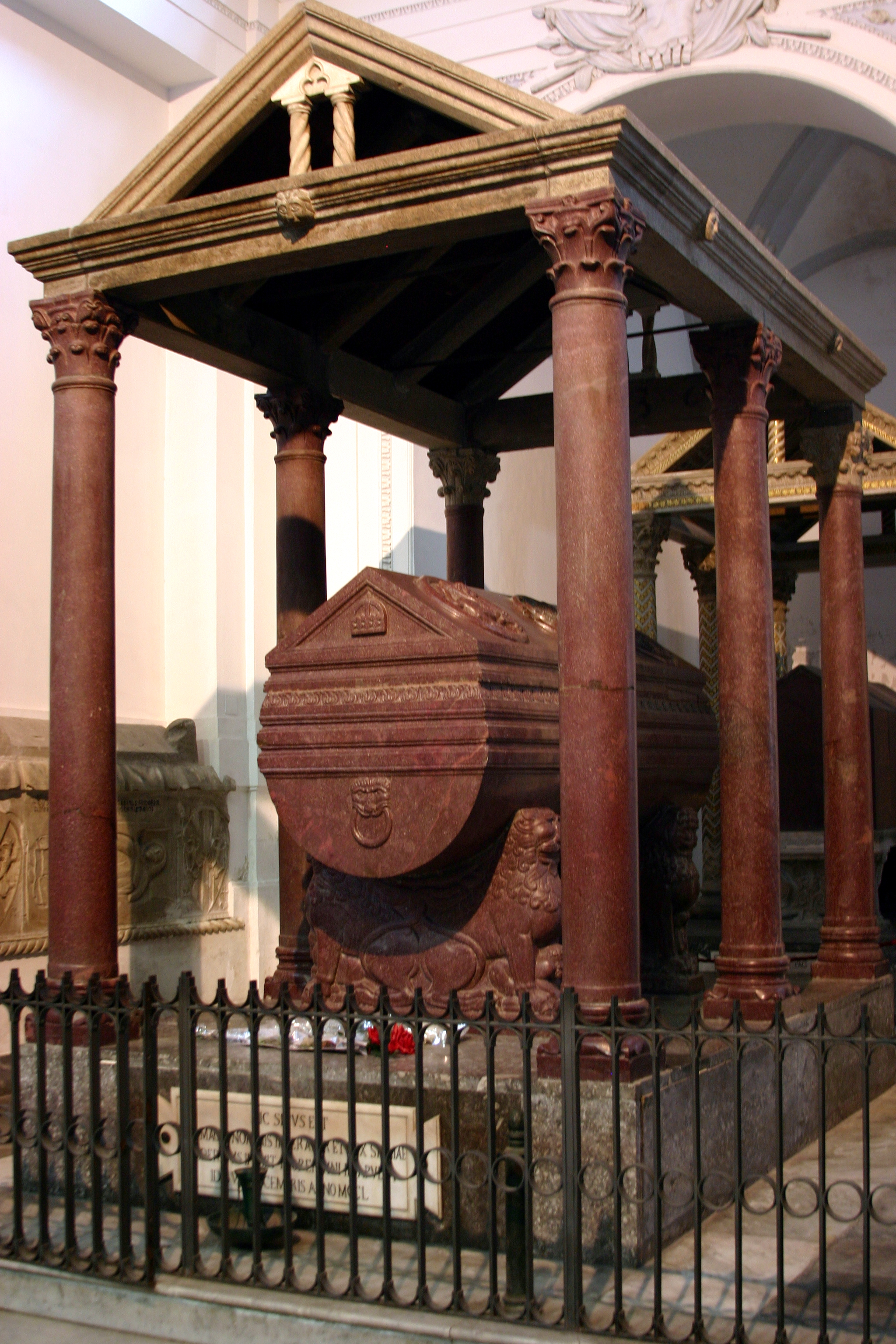
Tumba de Federico II en la catedral de Palermo

### Literatura
La producción literaria estuvo muy viva a lo largo de los siglos, inicialmente gracias a la corte de Federico II con su escuela siciliana. Entre 1230 y 1266, bajo la corte sueva se desarrolló la primera lengua vernácula ilustre digna de tal nombre. Aunque su uso quedó confinado a las cortes y la literatura italianas, después de los suevos fue retomado por los escritores toscanos, que recibieron una fuerte influencia gracias también al prestigio literario de la Escuela, a cuyo líder, Giacomo da Lentini, se atribuye la invención del soneto. Gracias también al estilo poético de los sicilianos, entre ellos Cielo d'Alcamo, muchas de sus palabras y expresiones pasaron al ilustre toscano, base de la lengua italiana.
El siciliano encontró altos ejemplos poéticos gracias a autores como Antonio Veneziano, Giovanni Meli, Domenico Tempio, Mario Rapisardi e Ignazio Buttitta.
Entre los escritores sicilianos más famosos que vivieron entre los siglos XIX y XX destacan los novelistas veristas Giovanni Verga y Luigi Capuana, pero también Federico De Roberto, natural de Nápoles pero afincado en Catania (ciudad natal de su familia donde se ambienta su obra maestra de 1894, I Viceré), y luego los premios Nobel Luigi Pirandello, novelista y dramaturgo de fama mundial, y Salvatore Quasimodo, pionero del hermetismo.
Especialmente activos entre los años 30 y 40 fueron Vitaliano Brancati y Elio Vittorini. En 1958 se publicó póstumamente la única novela de Giuseppe Tomasi di Lampedusa, Il Gattopardo (Premio Strega 1959).
La segunda mitad del siglo XX vio surgir a escritores como Ercole Patti, Leonardo Sciascia, Gesualdo Bufalino y Vincenzo Consolo, y más tarde Andrea Camilleri.
Prolífico dramaturgo fue Giuseppe Fava, más conocido por su labor como periodista.
Un caso especial de texto literario son las memorias del campesino semianalfabeto Vincenzo Rabito, interrumpidas en 1971 y publicadas póstumamente por la editorial Einaudi con el título Terra matta.

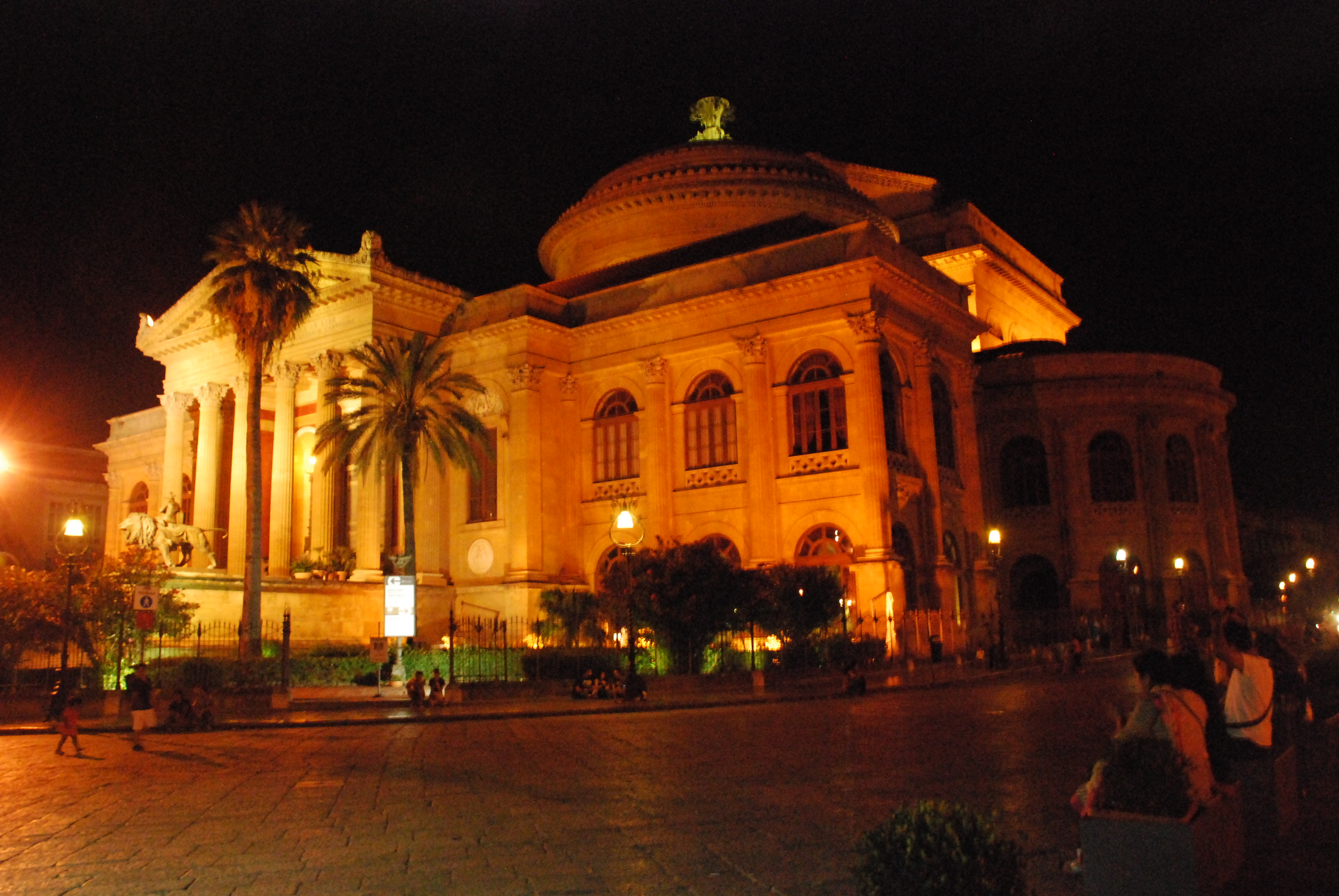
El Teatro Massimo de Palermo es el mayor de los teatros de ópera de Italia y el tercero más grande de Europa.

### Música
En los últimos cuatro siglos, Sicilia ha dado a luz a ilustres representantes del mundo musical.
Entre los primeros figuran, por orden cronológico, los madrigalistas Pietro Vinci, Sigismondo d'India y Antonio Il Verso, y los compositores de ópera Alessandro Scarlatti, Giovanni Pacini, Vincenzo Bellini, Francesco Paolo Frontini, Antonino Palminteri, Alberto Favara, Antonio Scontrino, Giuseppe Cesare Balbo, Pietro Antonio Coppola, y los contemporáneos Matteo Musumeci y Nunzio Ortolano.
En el siglo XX, varios compositores sicilianos destacaron en la vanguardia posweberniana: Girolamo Arrigo, Aldo Clementi, Salvatore Sciarrino, Francesco Pennisi, Roberto Carnevale, Federico Incardona, Marco Betta, Giovanni Sollima, Calogero Giallanza. Algunos cantantes de ópera famosos son Giuseppe Di Stefano, Pietro Ballo, Salvatore Licitra, Giulio Crimi, Desirée Rancatore.
He aquí algunas figuras destacadas de la escena nacional e internacional del pop, el rock o el jazz: Pippo Pollina, Giuni Russo, Franco Battiato, La Bionda, Gianni Bella, Marcella Bella, Umberto Balsamo, Carmen Consoli, Salvatore Adamo, Carlo Muratori, Giusy Ferreri, Levante, Uzeda, Silvia Salemi, Gerardina Trovato, los Denovo, Colapesce,Dimartino, La Rappresentante di Lista, Tinturia, Agricantus, Ivan Segreto, Mario Venuti, Mario Biondi, Roy Paci, Fiorello, Cristiano Malgioglio, Qbeta, Lorenzo Fragola, Giovanni Caccamo, Filippa Giordano, Francesco Cafiso, Piero Barone.
La cantante folclórica siciliana más conocida es Rosa Balistreri.

### Arquitectura

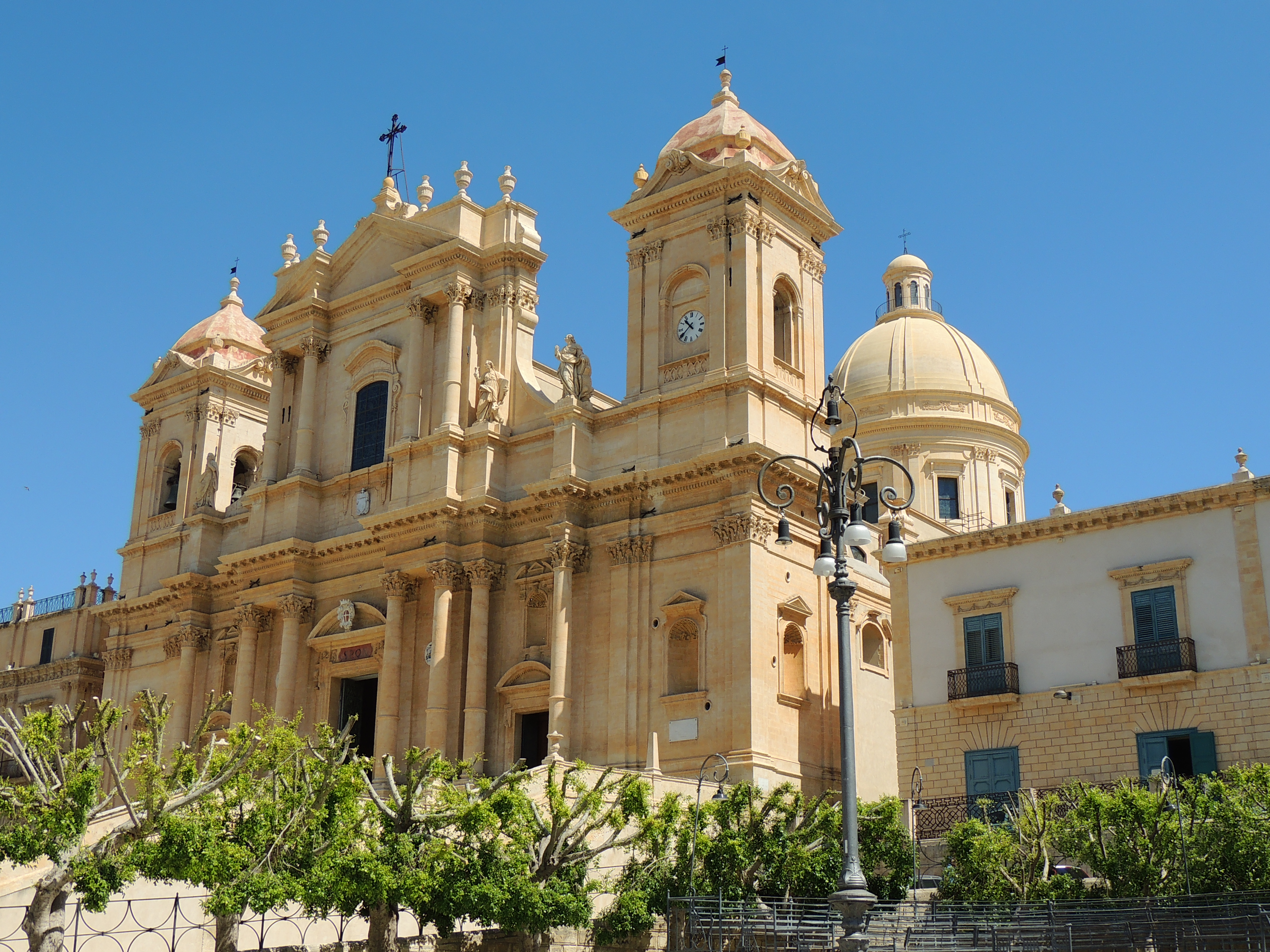
Catedral de Noto

La arquitectura árabe-normanda es el estilo de construcción característico de la época normanda, que se difundió principalmente en Sicilia en el siglo XII. El adjetivo "árabe" deriva de ciertos elementos arquitectónico-decorativos que se remontan al mundo árabe-musulmán; el adjetivo "normando", de la arquitectura, la cultura y el linaje real dominantes. La cúspide del estilo se conoce especialmente casi un siglo después de la conquista de Sicilia por los normandos en 1071, cuando la nueva realeza trató de crear un estilo arquitectónico propio que englobara las diversas culturas presentes en la isla. Se trata, pues, de una definición "romántica" del siglo XIX que pretende destacar las características culturales y artísticas imperantes en la época, que elaboraron una síntesis arquitectónica única que englobaba varios estilos (románico-gótico, bizantino, árabe, normando). Durante la dominación normanda, en la Sicilia de los siglos XI y XII, estos estilos artísticos sincretizados dieron lugar a un florecimiento de edificios, obras maestras de la escuela arquitectónica árabe-normanda.
Tras el florecimiento de la reconstrucción después del devastador terremoto que asoló el Val di Noto en 1693, algunos artistas adoptaron un estilo común que hoy recibe el nombre de barroco siciliano. Antes de esta fecha, el Barroco se había empleado en la isla de una manera ingenua, evolucionada a partir de la arquitectura autóctona más que derivada de los grandes arquitectos barrocos de Roma. 

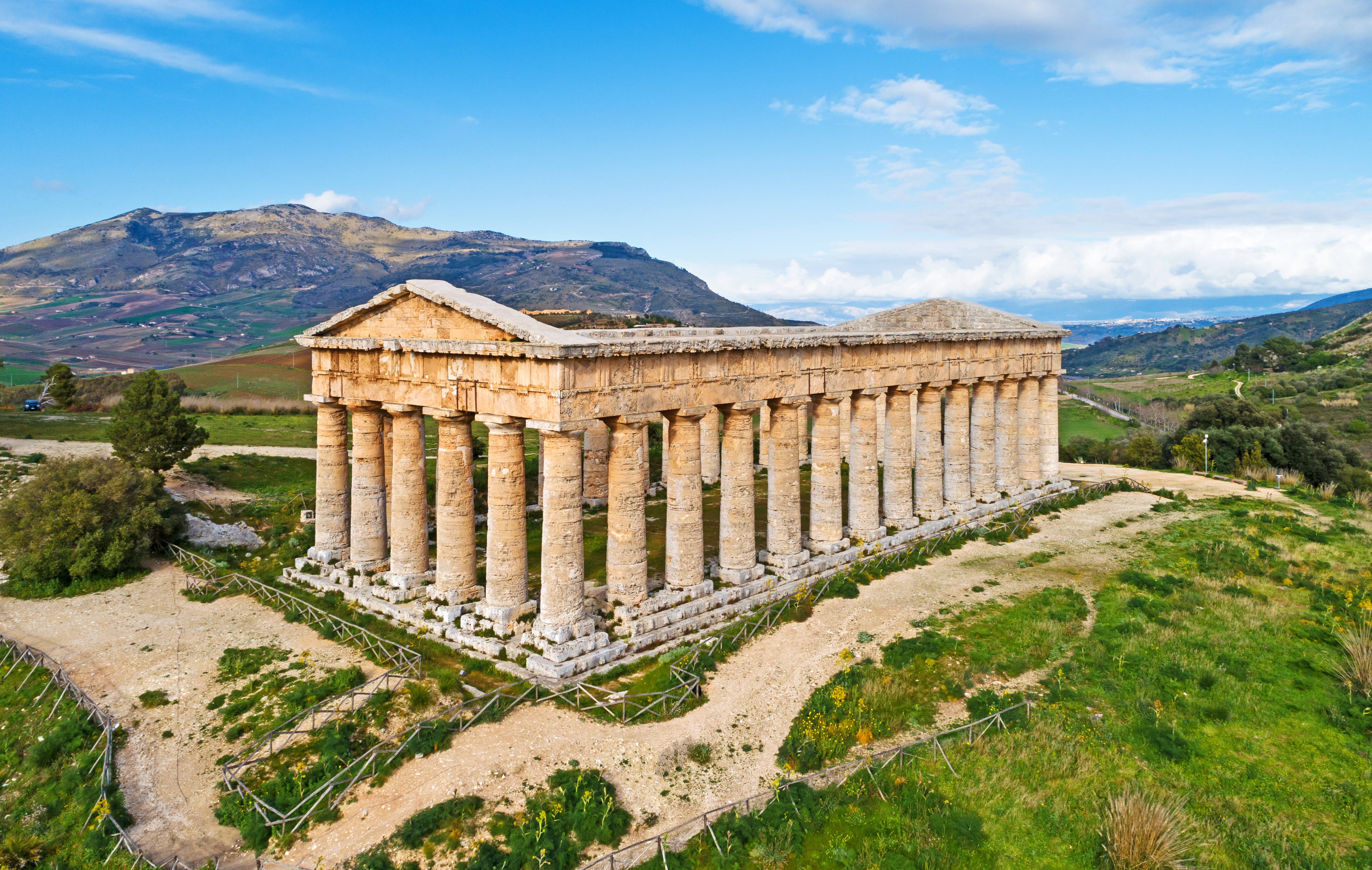
Antiguo templo griego en Segesta, Sicilia

Tras el terremoto, muchos arquitectos locales adoptaron este estilo, reconocible no sólo por sus típicas líneas curvas y motivos decorativos barrocos, sino también por las máscaras burlonas y los putti, y el aspecto particularmente chillón, poco visto en otros lugares. Su interpretación del estilo dio lugar a una forma de arte personalizada arraigada en diversos territorios, como el Val di Noto (consorcios municipales libres de Ragusa y Siracusa) y la ciudad metropolitana de Catania. En la penúltima década del siglo XVIII, el estilo acabó siendo sustituido por las nuevas modas que proponía el Neoclasicismo.

### Símbolos
La Bandera de Sicilia, considerada un icono regional, se adoptó por primera vez en 1282, tras las Vísperas Sicilianas de Palermo Se caracteriza por la presencia de los triskeles en el centro, que representan la cabeza de Medusa y tres espigas de trigo que representan la extrema fertilidad de la tierra de Sicilia. En la mitología primitiva, cuando Medusa fue asesinada y decapitada por Perseo, la cabeza de Medusa se colocó en el centro del escudo de Atenea.

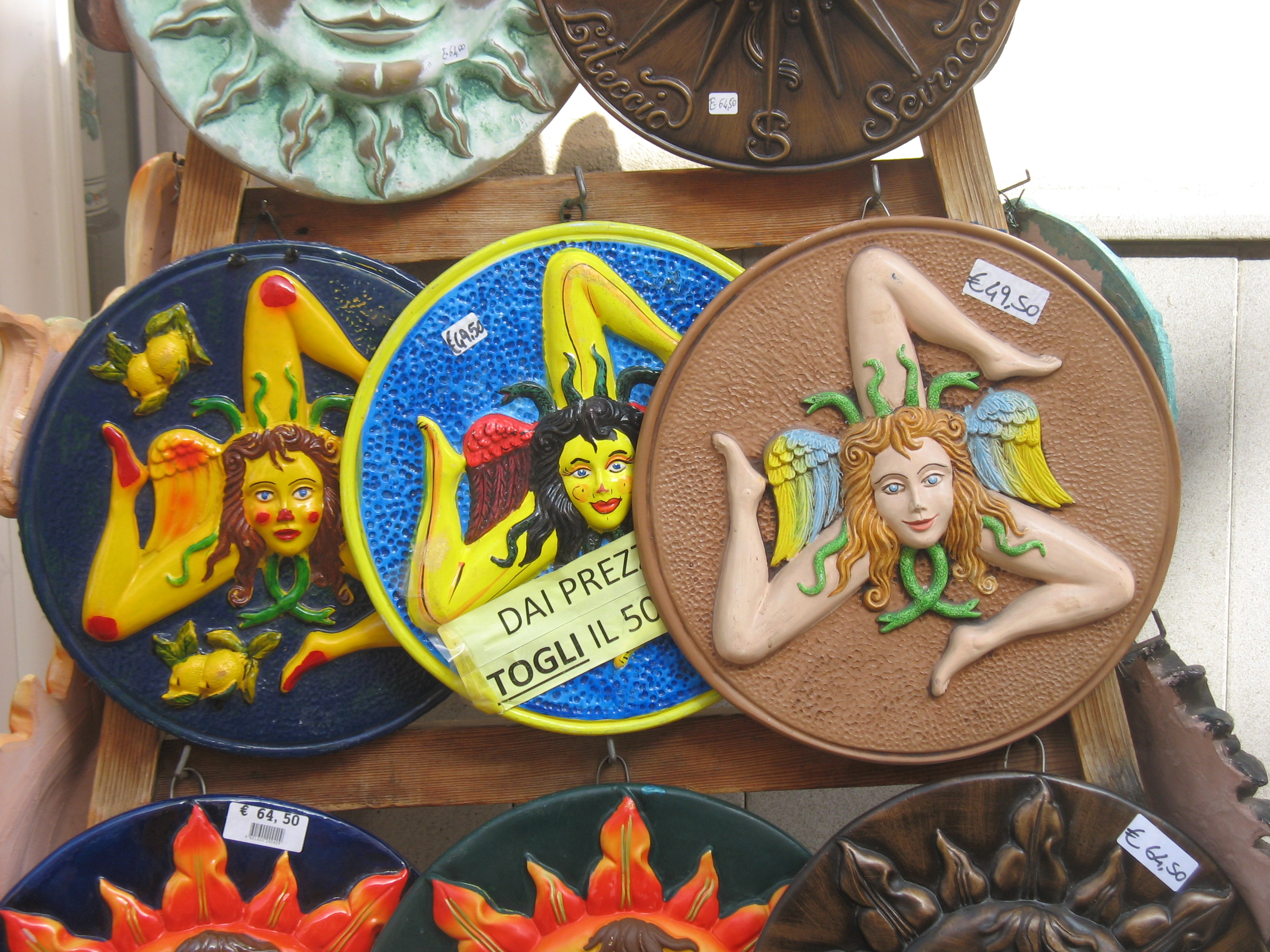
El triskelion, símbolo de Sicilia

Palermo y Corleone fueron las dos primeras ciudades en fundar una confederación contra el dominio angevino. El símbolo del triskeles apareció en la bandera siciliana en 1943, durante la II Guerra Mundial, cuando Andrea Finocchiaro Aprile lideró un movimiento independentista, en colaboración con los aliados. Su plan era ayudar a Sicilia a independizarse y formar una república libre. Los colores, también introducidos en la década de 1940, representan respectivamente las ciudades de Palermo y Corleone. Los separatistas que respaldaban el movimiento utilizaban una bandera amarilla y roja con la Trinacria en el centro. Cuando terminó la Segunda Guerra Mundial, Sicilia fue reconocida como región autónoma en la República Italiana.
La bandera se convirtió en la bandera pública oficial de la Regione Siciliana en enero de 2000, tras la aprobación de una ley regional que propugna su uso en edificios públicos, escuelas y ayuntamientos junto con la bandera nacional italiana y la de la Unión Europea.
Conocido como símbolo antiguo de la región, el triskelion aparece también en las monedas griegas de Siracusa, como las de Agatocles (317-289 a. C.) El símbolo se remonta a la época en que Sicilia formaba parte de la Magna Grecia, la extensión colonial de Grecia más allá del Egeo. El triskelion fue recuperado, como emblema neoclásico -y no borbónico- del nuevo Reino napoleónico de las Dos Sicilias, por Joaquín Murat en 1808. En el caso de Sicilia, se dice que el símbolo del triskelion representa los tres cabos (cabos o promontorios de la isla de Sicilia, a saber: Pelorus (Peloro, punta de Faro, Mesina: noreste); Pachynus (Passero, Siracusa: sur); y Lilybæum (Lilibeo, cabo Boeo, Marsala: oeste), que forman tres puntas de un triángulo.

## Deporte

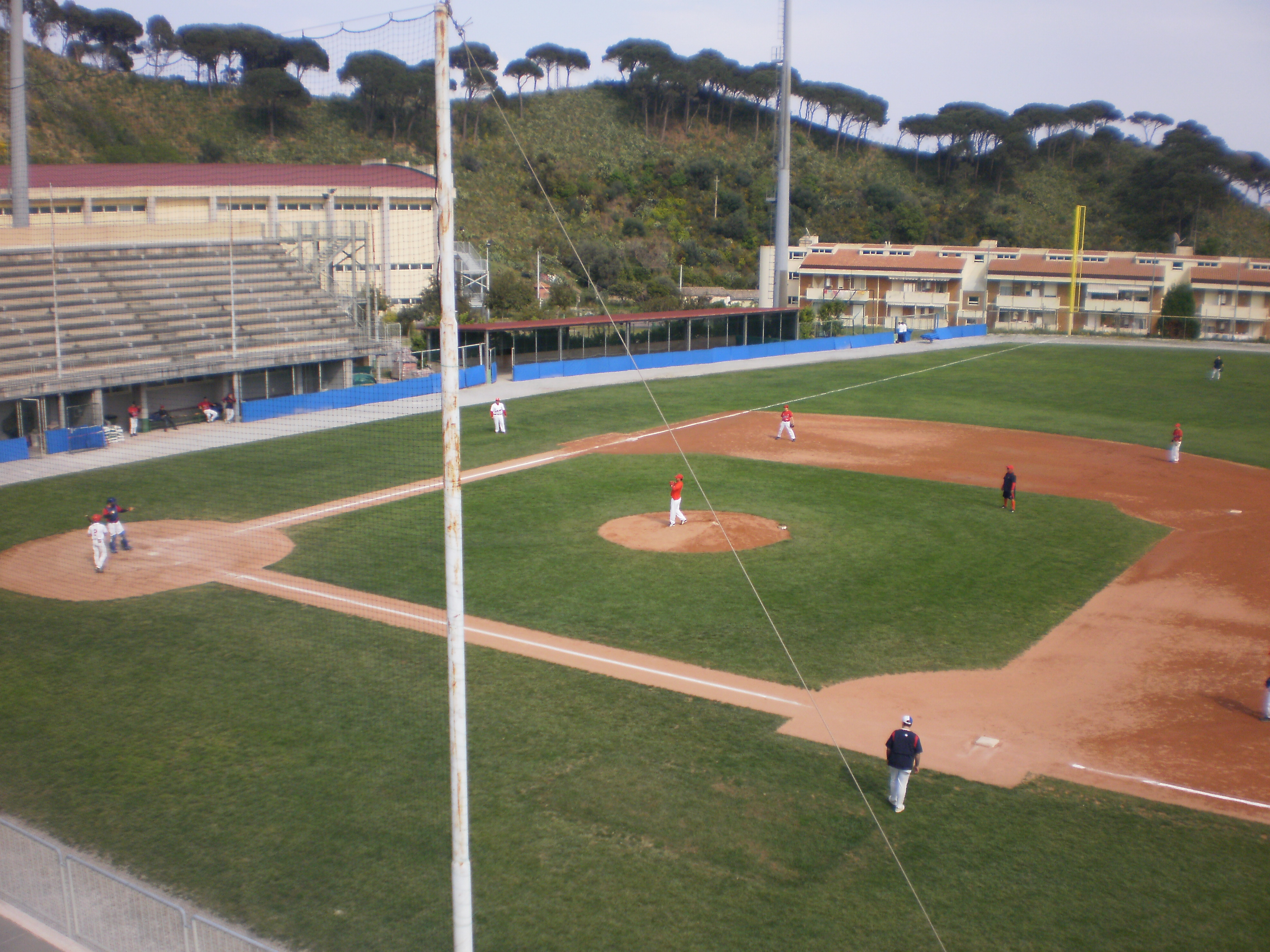
Estadio Primo Nebiolo en Messina utilizado para la práctica del béisbol

Tres equipos de fútbol de Sicilia jugaron en la Serie A de Italia: Palermo fue quinto tres veces, y también alcanzó octavos de final de la Copa UEFA, Catania fue octavo cuatro veces y llegó segundo en la Copa de los Alpes en 1964, Mesina obtuvo un séptimo puesto como mejor resultado en cinco temporadas.[cita requerida] La Targa Florio fue una prestigiosa carrera de automovilismo en ruta del Campeonato Mundial de Resistencia. En 1978 se la reemplazó por el Rally Targa Florio, que ha sido puntuable para el Campeonato Europeo de Rally.[cita requerida] Por otra parte, el Autódromo de Pergusa albergó el Gran Premio del Mediterráneo, prueba no puntuable de Fórmula 1 en la década de 1960, y luego participó del circuito de la Fórmula 2 Europea y la Fórmula 3000. Luego albergó carreras del Campeonato Mundial de Superbikes, Campeonato Mundial de Resistencia, Campeonato FIA GT y Superstars Series.[cita requerida] El Torneo de Palermo de tenis formó parte del ATP Tour desde 1979 hasta 2006 y del WTA Tour desde 1988 hasta 2013.[cita requerida] La Universiada de 1997 se celebró en diversas ciudades de Sicilia (Catania, Palermo, Mesina y Trapani).[cita requerida]

### Eventos Internacionales
El acontecimiento internacional más seguido desde principios del siglo XX es sin duda la Targa Florio entre las carreteras de Caltanissetta y Palermo, en las montañas Madonie. Carrera automovilística de fama mundial desde su fundación en 1906 por Vincenzo Florio Jr., desde 1977 esta carrera, por cuestiones de seguridad, se transformó en un rally de interés local o nacional por lo que se rebajó a nivel internacional. El evento internacional que ha sido un fijo en Sicilia durante años fue el Gran Premio de Fórmula 2 (más tarde Fórmula 3000) en el autódromo de Pergusa. El acontecimiento más importante fue probablemente la XIX Universiada, organizada en 1997 entre Palermo, Catania, Mesina y otras ciudades más pequeñas. Le siguió el Europeo de Baloncesto Femenino de 1968, disputado en Mesina, Ragusa, Catania y Palermo. En 2003 Catania acogió los Juegos Militares Mundiales y en 2006 el Campeonato Europeo de Hockey sobre Hierba.
En cuanto al atletismo, la prueba internacional más conocida es el Trofeo Internacional de Castelbuono, la carrera en carretera más antigua de Europa, que se celebra cada año el 26 de julio desde 1912. El Trofeo Sant'Agata es una carrera en ruta que se disputa cada año el 3 de febrero por las calles del centro de Catania. En sus 47 ediciones han participado, entre otros, Stefano Baldini, ganador del maratón en los Juegos Olímpicos de Atenas 2004.

En 1994, se celebraron en Sicilia los Campeonatos del Mundo de Ciclismo en Ruta y los Campeonatos del Mundo de Ciclismo en Pista: Catania acogió las contrarrelojes en ruta, Agrigento las de carretera en línea y Palermo las de pista. Otros acontecimientos importantes fueron los tres partidos de la Copa del Mundo de 1990 en Italia, celebrados en el estadio La Favorita de Palermo (Holanda-Egipto 1-1; Eire-Egipto 0-0; Holanda-Egipto 1-1). En 2005 y 2006, Trapani acogió las regatas de los Actos 8 y 9 de la Copa Louis Vuitton. En 1999, 2006 y 2011, Palermo acogió los Jeux des îles, de los que Sicilia es la primera en número de ediciones ganadas.

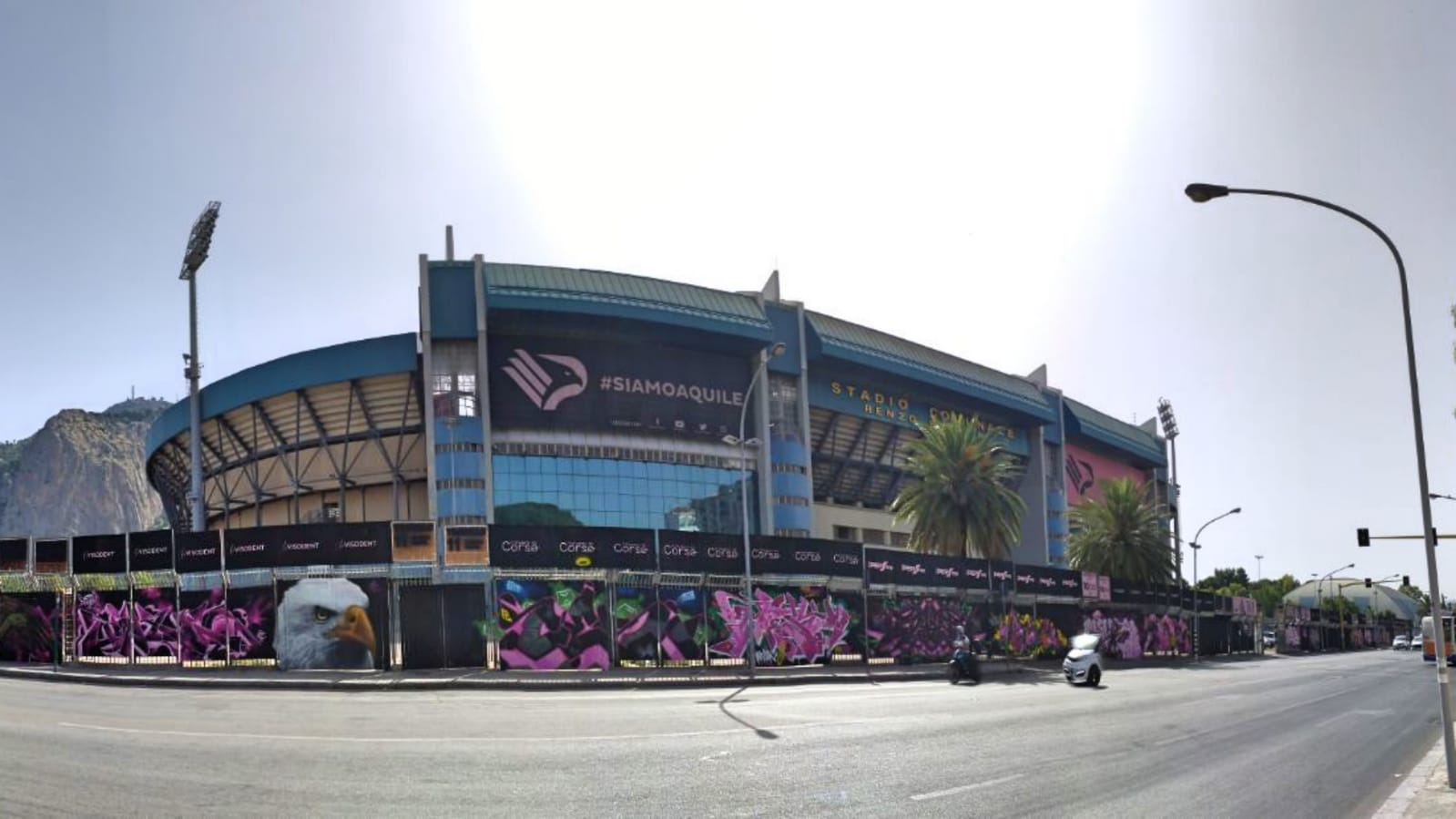
Estadio Renzo Barbera en Pälermo Sirve de sede de la Società Sportiva Dilettantistica Palermo.

En 2002, Palermo acogió el Campeonato Mundial de Béisbol. En 2006, Messina acogió el Campeonato Europeo de Sóftbol.
En 2008, Acireale acogió los campeonatos del mundo júnior y cadete de esgrima. En 2011, Catania acogió los Campeonatos del Mundo de Esgrima. En 2014, Gela acogió los campeonatos del mundo de boxeo. En 2016, Siracusa acogió los campeonatos del mundo de piragüismo-polo.
En 2018, Catania acogió los Juegos de las Islas (Jeux des îles).

### Fútbol
El fútbol es el deporte más popular. Desembarcó en Sicilia a finales del siglo XIX, gracias a los marineros de los buques mercantes ingleses que se enzarzaban en auténticos desafíos con los estibadores en las explanadas de los puertos de Palermo y Mesina, ciudades que, de hecho, cuentan con dos de los clubes de fútbol más antiguos de Italia.
Ningún equipo siciliano ha ganado nunca un título nacional. Los equipos sicilianos más laureados son el Palermo y el Catania. El conjunto rosanero ha alcanzado el quinto puesto de la Serie A en tres ocasiones (2005/06, 2006/07 y 2009/10), ha participado en la Europa League y ha disputado tres finales de la Copa Italia (1974, 1979 y 2011). Los rossazzurri, por su parte, han terminado octavos en la Serie A en tres ocasiones (1960-61, 1964-65, 2012-13), alcanzaron las semifinales en la Copa Italia 2007-08 y estuvieron entre los clubes que representaron a Italia en la Coppa delle Alpi de 1960 y 1964, contribuyendo en ambas ocasiones de forma importante a la victoria de la FIGC en la competición. En la primera venció al Friburgo tanto en la ida por 2-0 como en la vuelta por 7-2 (el único equipo de aquella competición que consiguió el pleno de puntos) y en la segunda alcanzó la final tras eliminar al Zúrich. Cabe mencionar que en la Serie A 2004-05 el Messina terminó 7.º (el único en su historia), rozando la UEFA Europa League y teniendo la oportunidad de participar en la Copa Intertoto, que posteriormente fue revocada por no obtener la licencia UEFA.

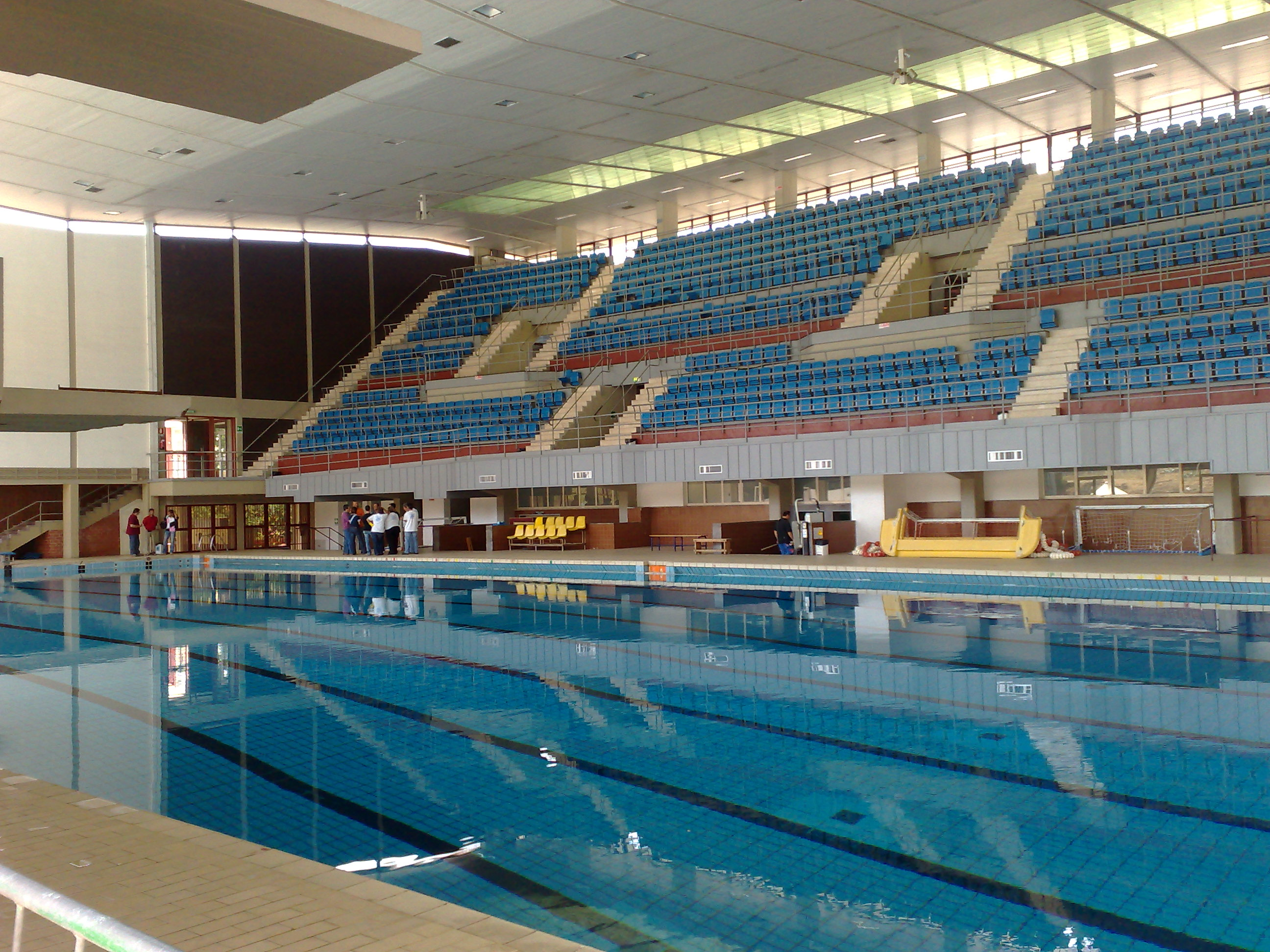
Piscina olímpica cubierta municipal en Palermo

Aficionados del Palermo durante un derbi regional con el Catania en el estadio Renzo Barbera.
Los tres únicos equipos sicilianos que han participado en campeonatos de la Serie A son: Palermo, 29 participaciones, Catania, 17 participaciones, y Messina, 5 participaciones.
Existen numerosas rivalidades locales y regionales, pero el derbi Palermo-Catania está considerado por excelencia el derbi de Sicilia y se remonta a principios del siglo XX, cuando Catania se llamaba Unione Sportiva Catanese y Palermo Anglo Palermitan Athletic y más tarde Palermo Foot Ball and Cricket Club. El primer derbi de la isla se remonta al 18 de abril de 1901, disputado entre el Anglo Palermitan Athletic y el Messina Football Club, que terminó con victoria anglopalermitana por 3-2.

| Predecesor: Fukuoka (Japón) | Universiadas 1997 | Sucesor: Palma de Mallorca (España) |